# Mercedes-Benz-Lkw

Logo

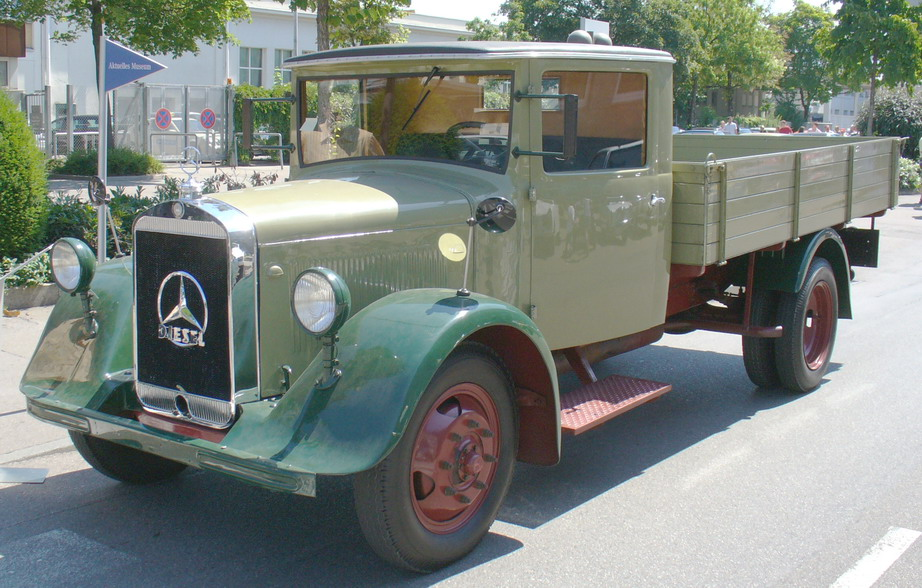
Mercedes-Benz Lo 2000 von 1932 (mit Dieselmotor)

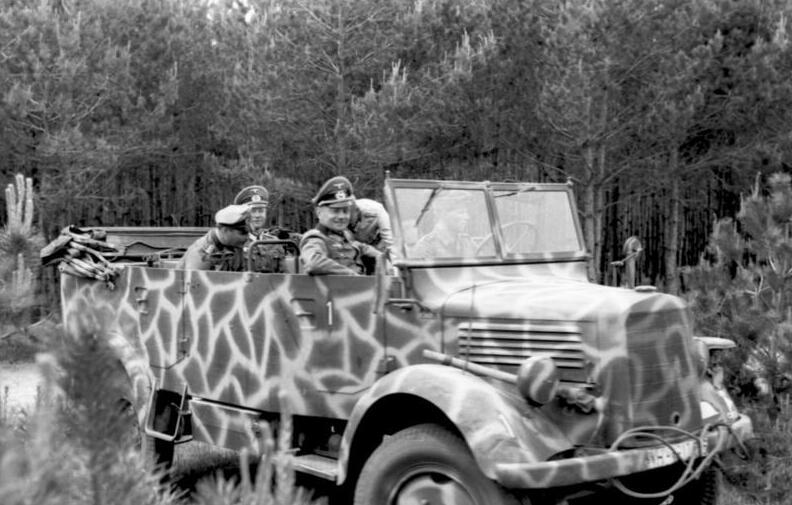
Mercedes-Benz LA 1500 der Wehrmacht (1943)

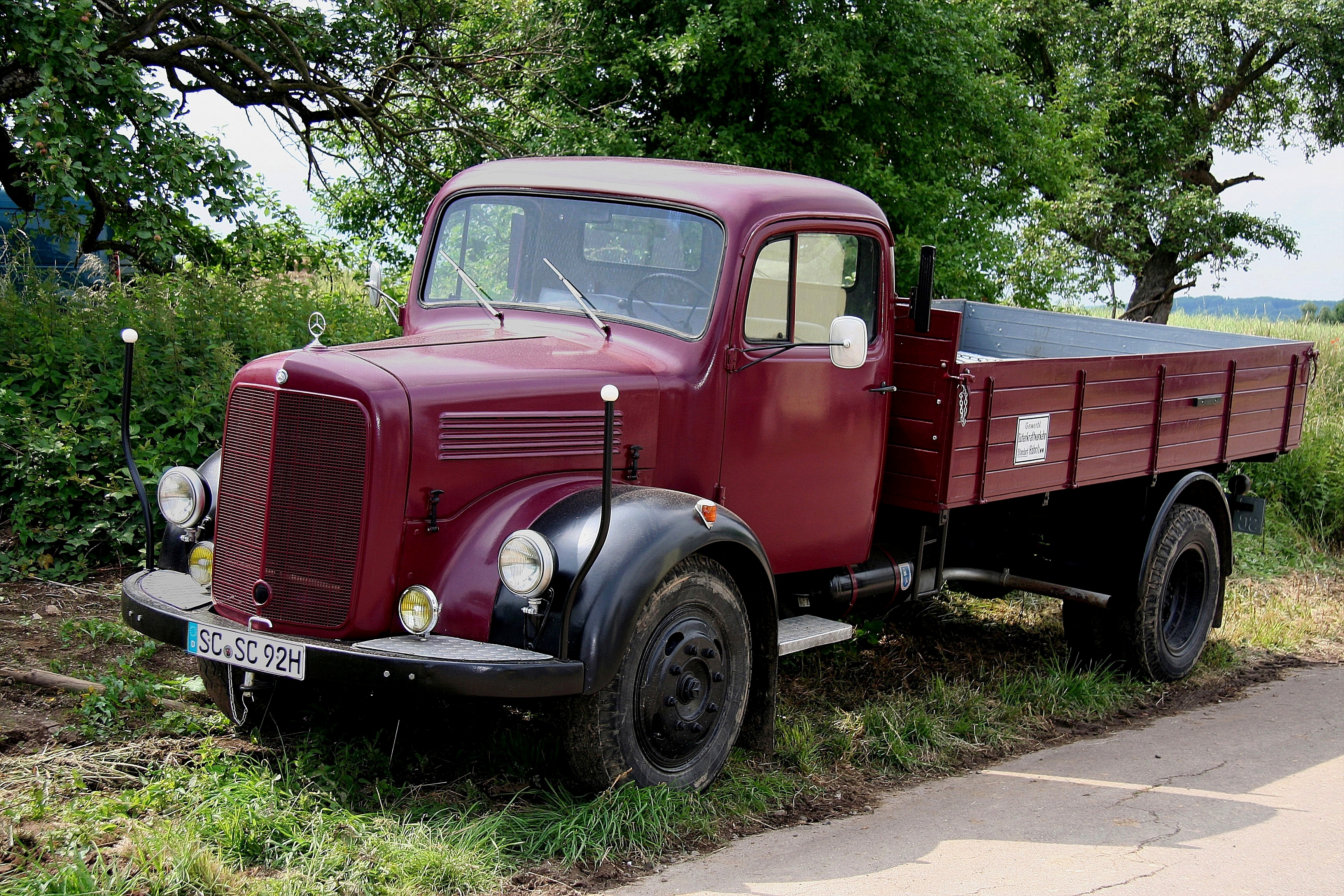
Der „90er-Mercedes“ der 1950er-Jahre, Mercedes-Benz L 3500

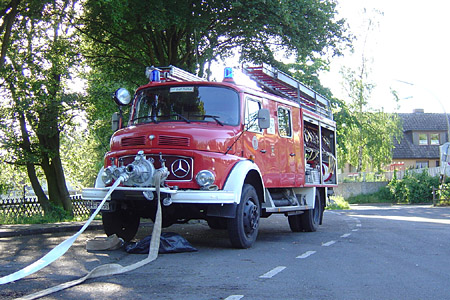
Mercedes-Benz Kurzhauber

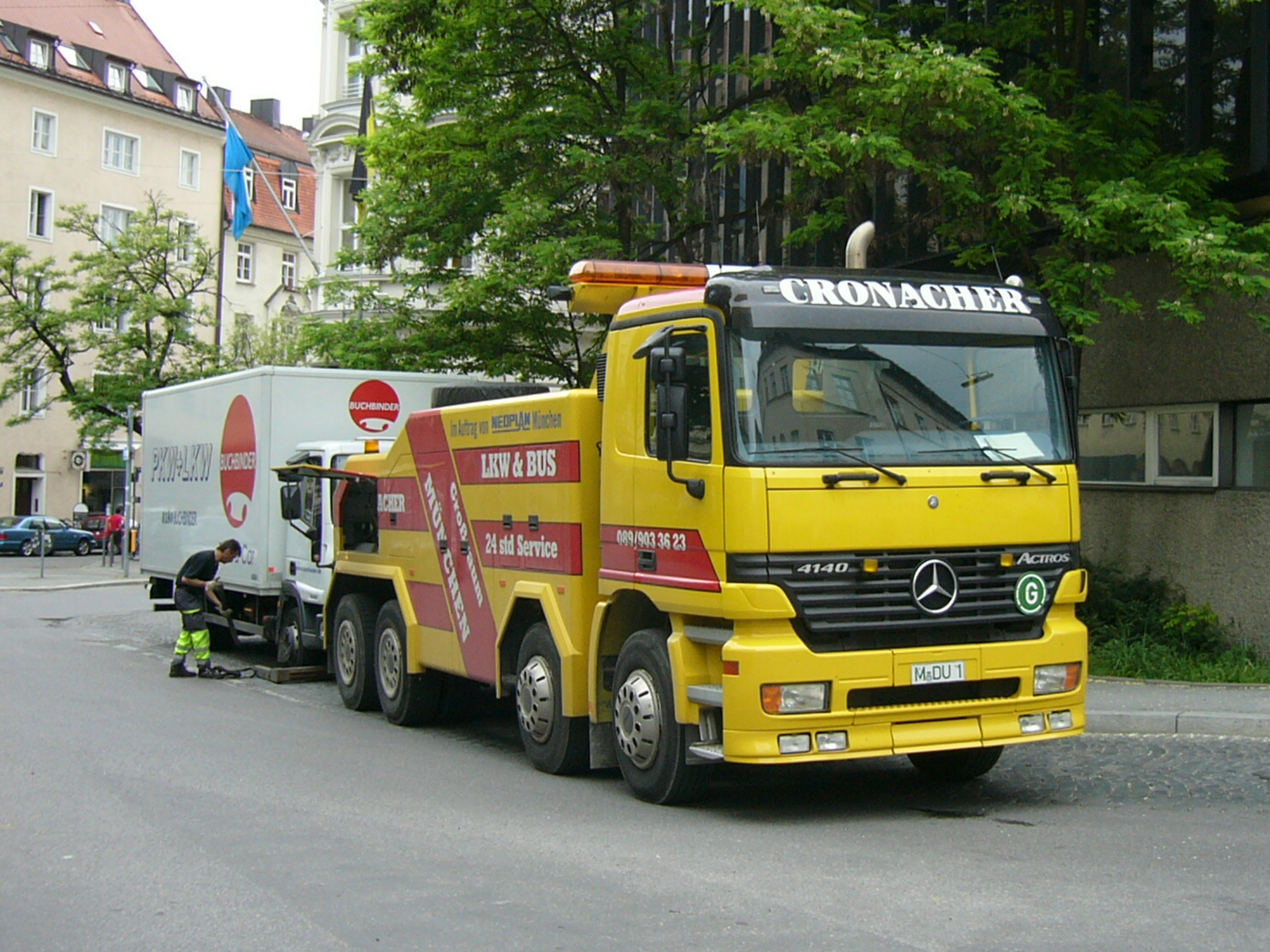
Mercedes-Benz Actros der ersten Generation

Mercedes-Benz-Lkw sind die vom Geschäftsbereich Trucks der Daimler Truck AG unter der Marke Mercedes-Benz hergestellten Lkw. Ihren Ursprung haben Mercedes-Benz-Lkw in der Daimler-Motoren-Gesellschaft (DMG mit der Marke Mercedes), die den ersten Lkw der Welt am 1. Oktober 1896 auslieferte, und in der Firma Benz & Cie., mit der DMG 1926 zu Daimler-Benz fusionierte. Die Fahrzeuge von Daimler-Benz tragen seitdem den Namen Mercedes-Benz.
Mit über 489.000 verkauften Lkw (2019) ist Daimler Truck größter Lkw-Hersteller weltweit. Wichtigster Produktionsstandort ist seit 1965 das Mercedes-Benz-Werk Wörth in der Südpfalz. Dort werden alle Lkw-Baureihen (Actros, Arocs, Antos, Atego, Econic, Zetros und Unimog) gebaut. Im Einzelnen bedeutet dies die Fertigung der Fahrerhäuser und die Montage der Fahrzeuge. Eine Ausnahme bilden die Kunststofffahrerhäuser des Unimog. Im Werk Wörth arbeiteten nach Konzernangaben 10.326 Beschäftigte (Stand: 31. Dezember 2019).

## Lastwagen bis 1945

### Lkw von Daimler und von Benz

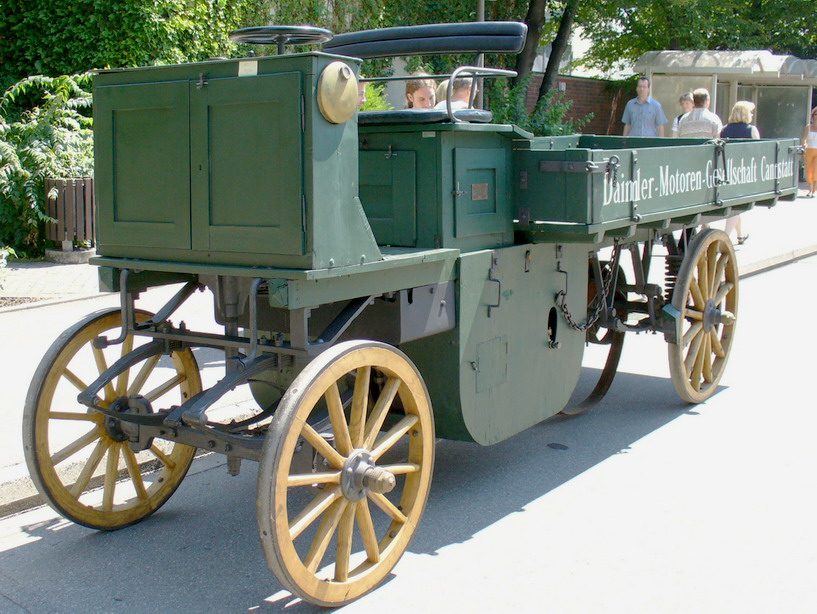
Daimler-Lastwagen von 1896
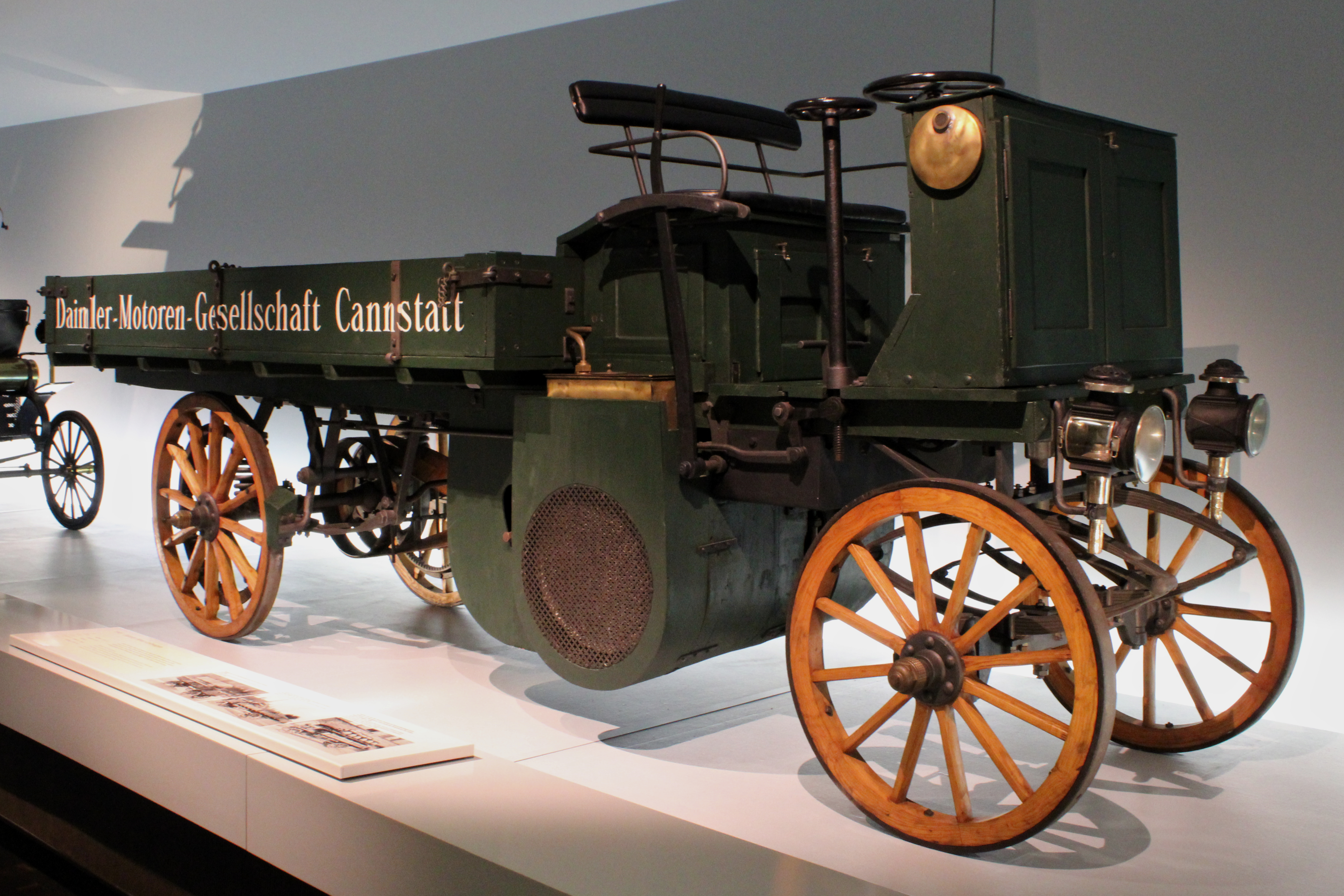
Daimler-Lastwagen von 1896

### Lkw von Mercedes-Benz

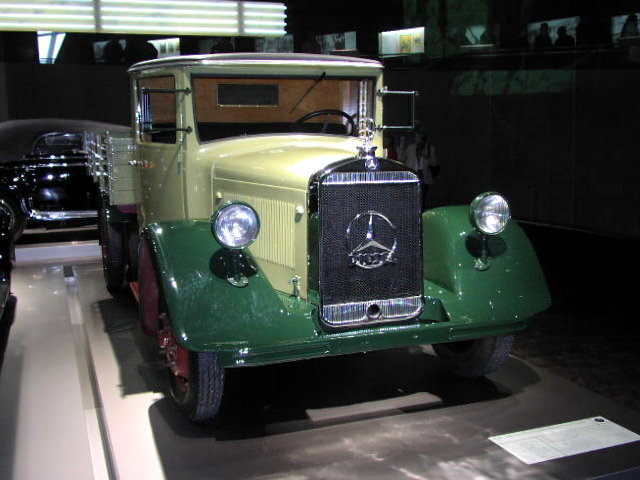
Mercedes-Benz Lo 2000 von 1932
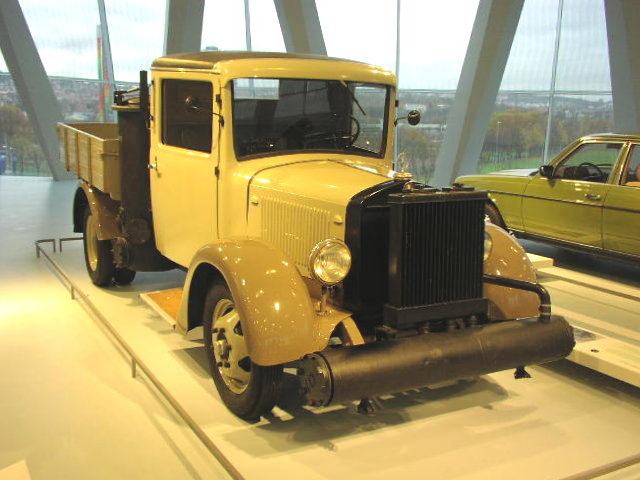
Mercedes-Benz L 1500 von 1937 (mit Holzgasanlage)
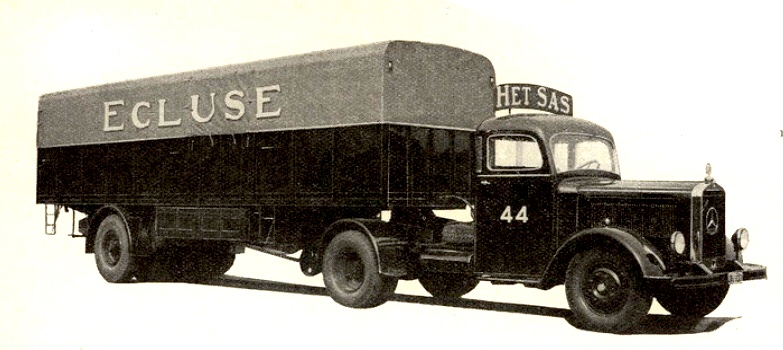
Mercedes-Benz L.Z. 17067 bis 12 t um 1938
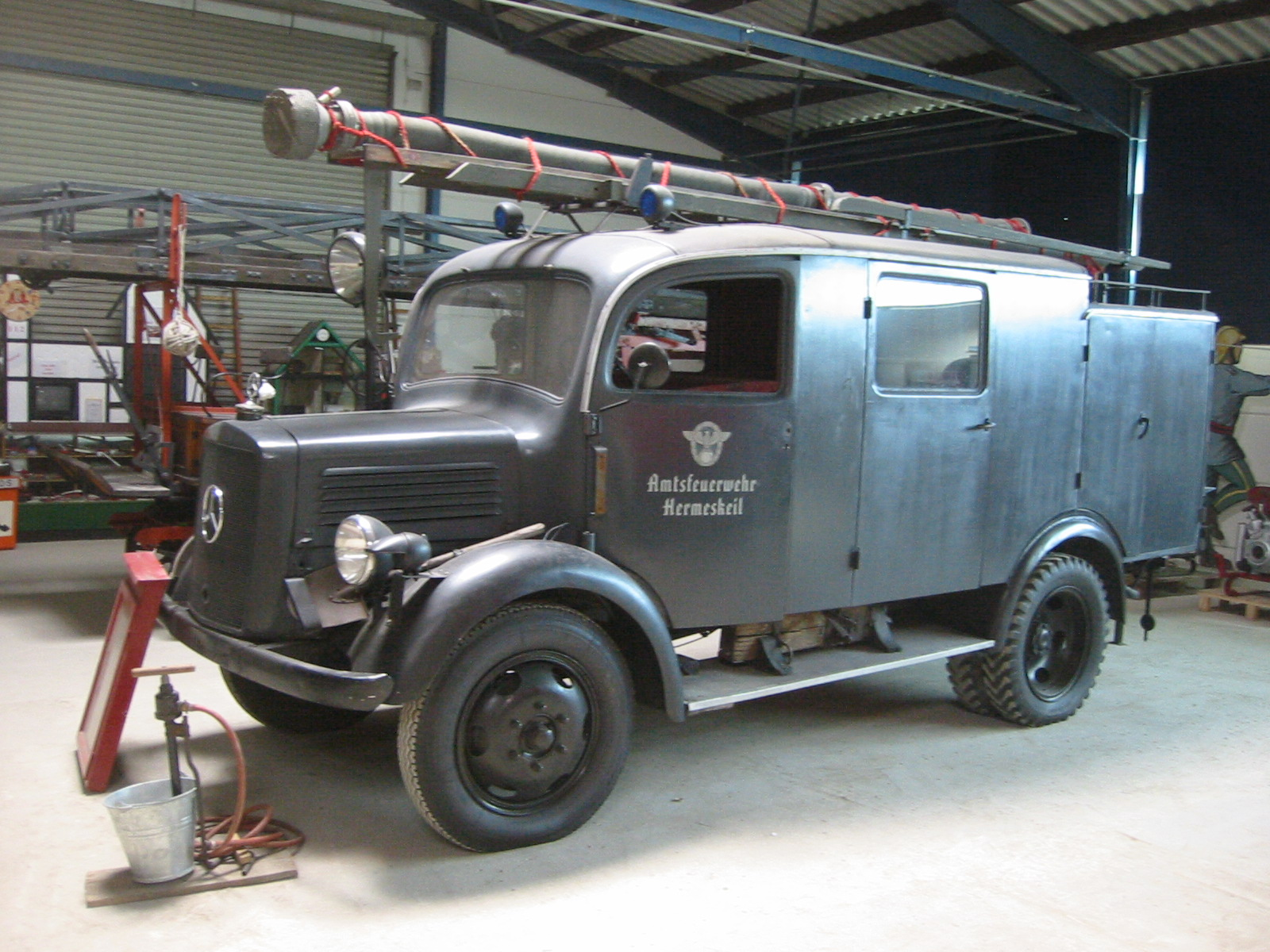
Mercedes-Benz L 1500 F. Bj. 1943
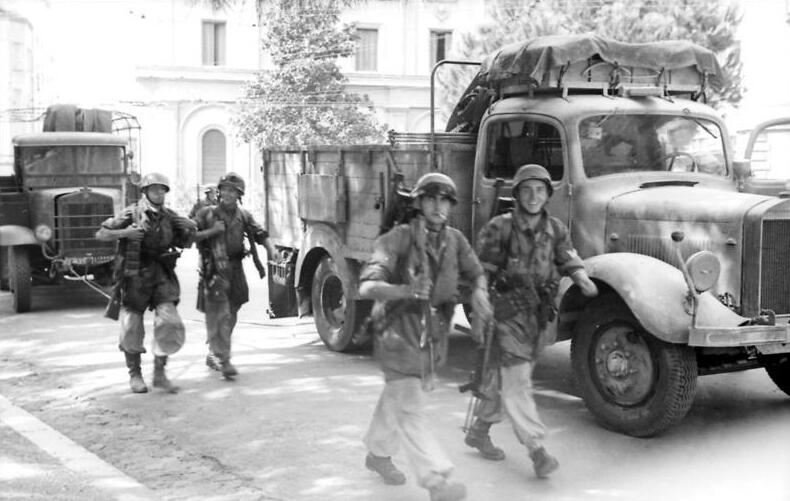
Mercedes-Benz L 3000 S der deutschen Wehrmacht in Italien 1944
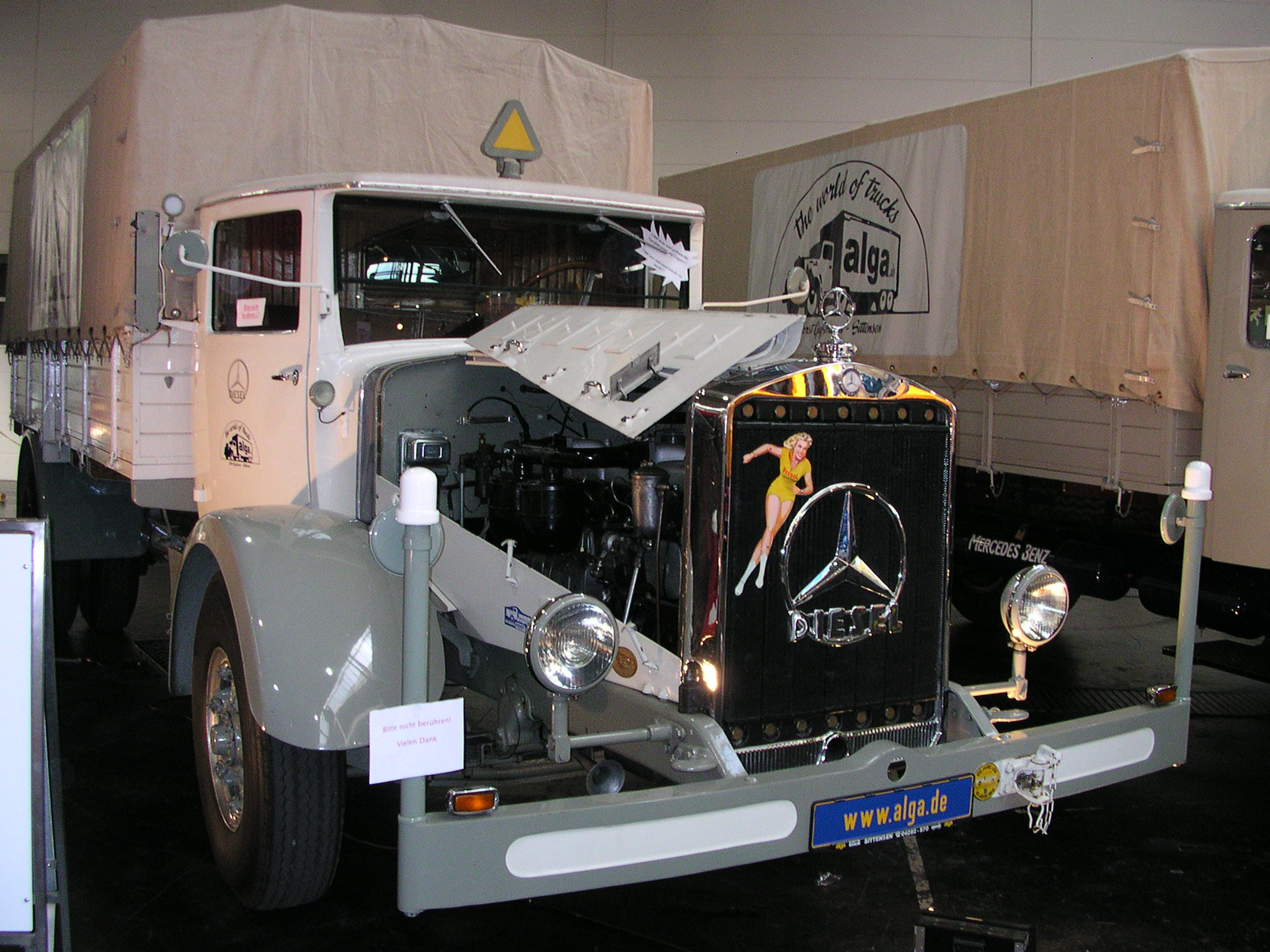
Mercedes-Benz L 6500 ab Bj. 1935

Anfang der 1930er-Jahre gab es Mercedes-Benz-Lastwagen mit Rohöl-Motoren für 5 t Nutzlast (siehe u. a. auch: Mercedes-Benz Dieselschlepper OE-Motor). Die Vorteile pries beispielsweise ein Werbeinserat so an: „75 % Ersparnis an Betriebskosten, denkbar einfachste Bedienung, Verringerung der Reparaturkosten, lange Lebensdauer, geruch- und rauchfreier Betrieb.“ In der Weltwirtschaftskrise (1928–1930) waren das gute Argumente. Auf der globalen Medienseite der Fa. Daimler gibt es zu diesem Lkw-Typ ein Bild mit folgendem Titel „Mercedes-Benz Typ L 5 (70 PS-Dieselmotor OM 5) 5-t-Pritschenwagen mit ‚Rohölmotor‘, 1927“.
Im Rahmen der deutschen Wiederaufrüstung vor dem Zweiten Weltkrieg wurde auch Mercedes-Benz in die Rüstungsbestrebungen des Dritten Reiches eingebunden. Die Standorte in Untertürkheim, Mannheim, Gaggenau und Berlin-Marienfelde fertigten für die Wehrmacht insbesondere: Typ G 3 a (ca. 2000 Stück), LG 3000 (ca. 7500 Stück), Einheitsdiesel (500 Stück), L 4500 Lastkraftwagen (ca. 9000 Stück) davon 290 im Jahr 1945, L 4500 Maultier-Halbketten (ca. 1500 Stück) und Lizenzbauten des Opel Blitz (ca. 3500 Stück).

## Lastwagen seit 1945

### Neuanfang nach dem Krieg mit Langhaubern

#### 1945–1961: Leichtere Hauben-Lastwagen aus Mannheim
(zulässiges Gesamtgewicht: 5,8 bis 9,25 t)

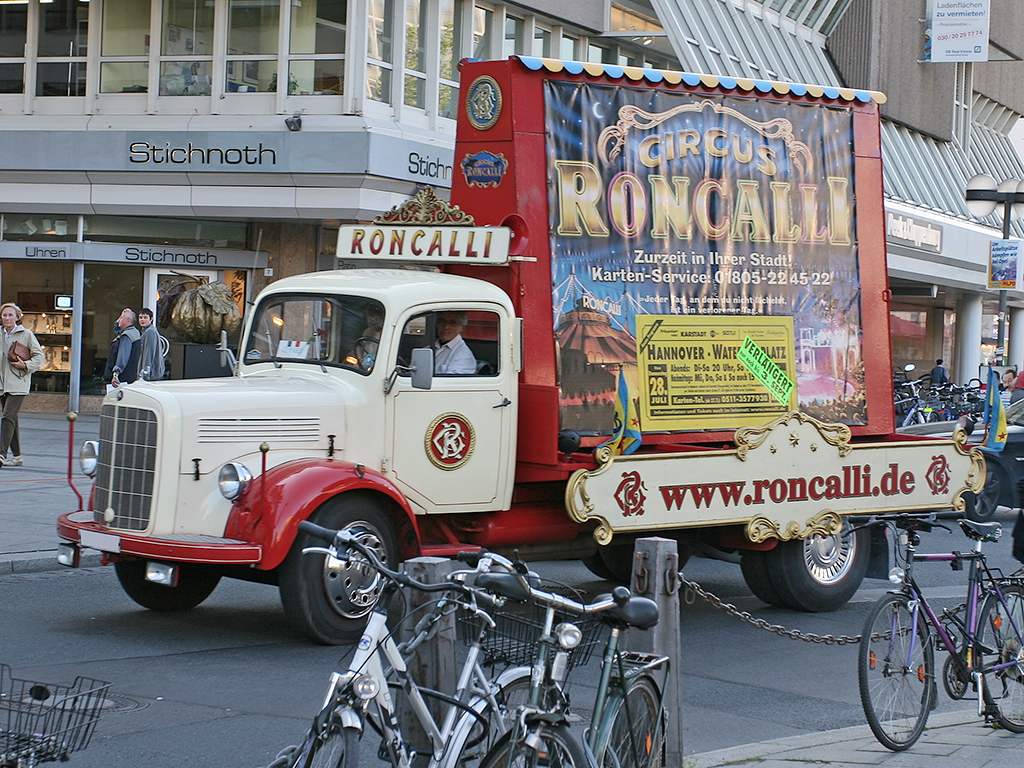
Leichter Hauben-Lkw der Typenfamilie L 3500 bzw. L 311 aus den 1950er-Jahren
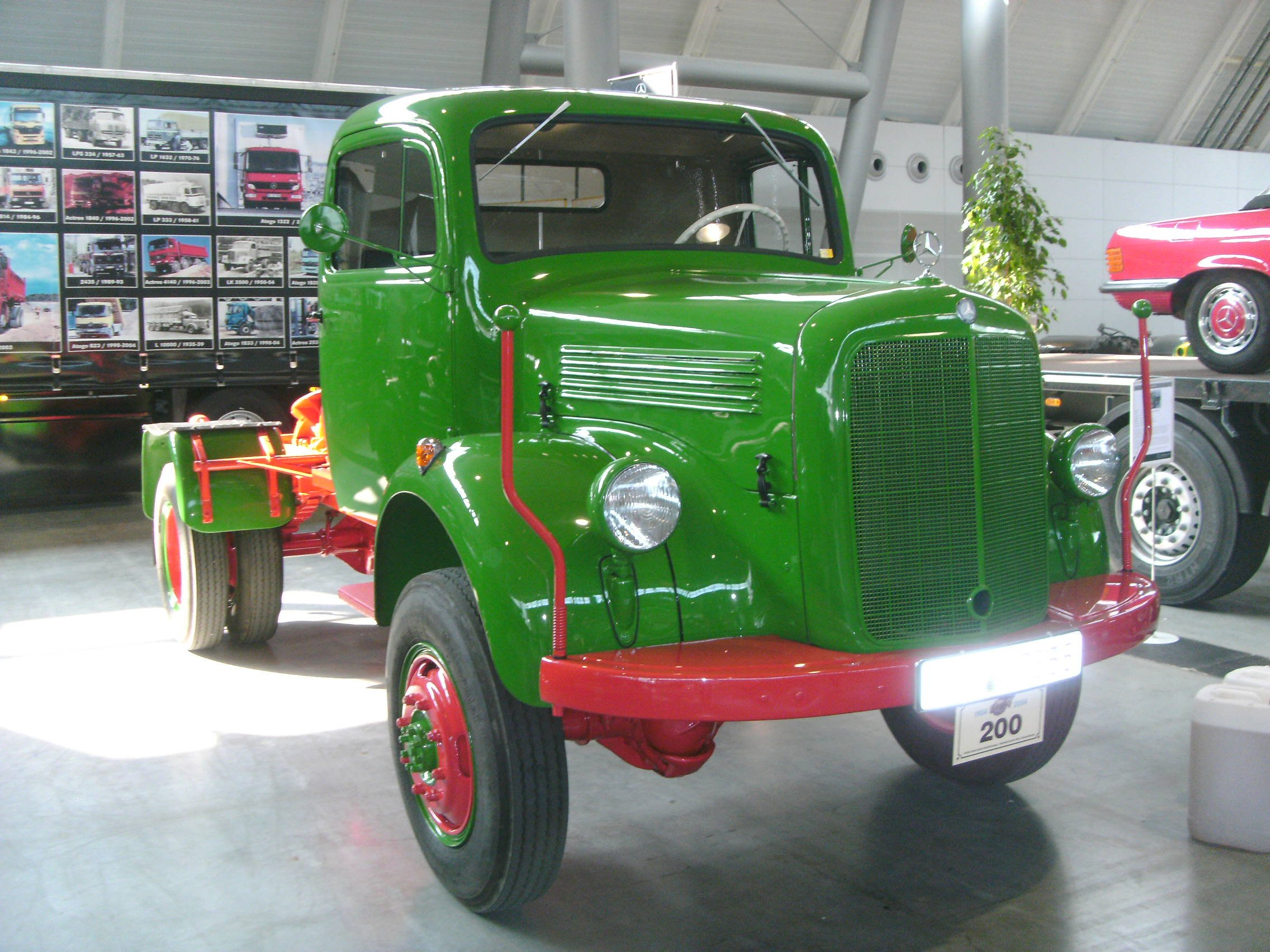
Allrad-Sattelzugmaschine Mercedes-Benz LAS 4500, Baujahr 1955
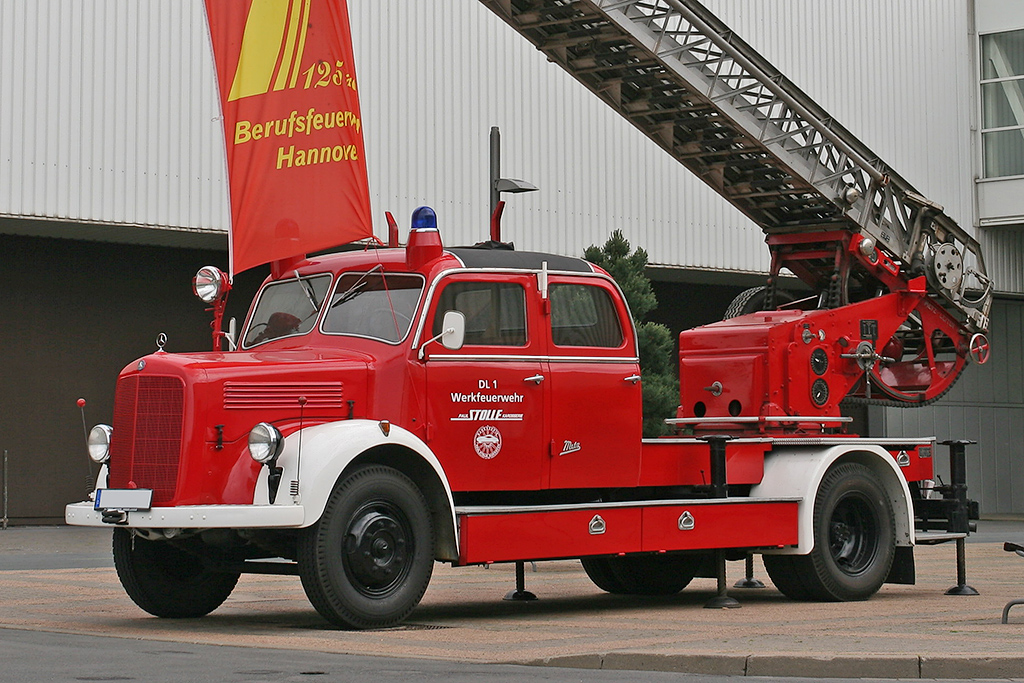
Feuerwehrfahrzeug der Typenfamilie L 3500 bzw. L 311
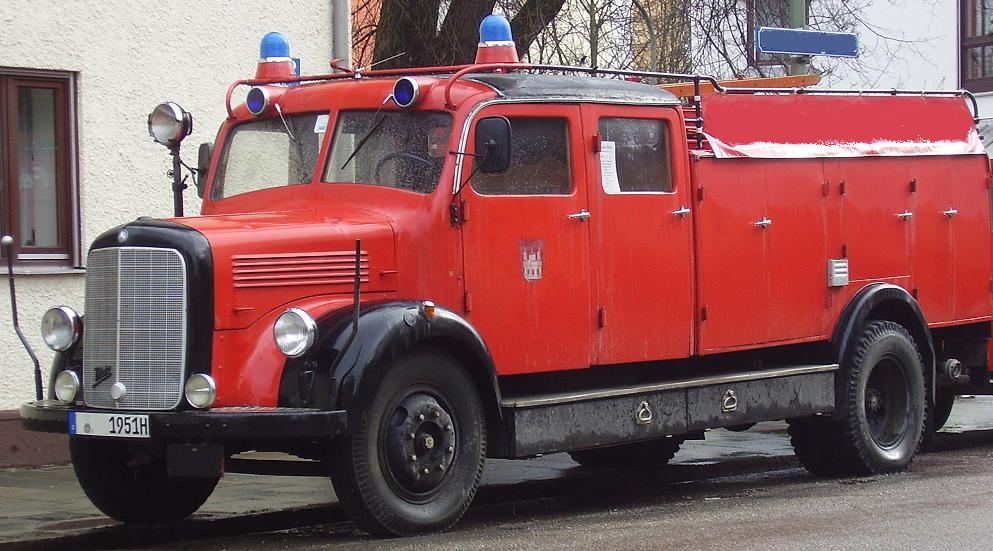
Feuerwehrfahrzeug TLF 15 der Typenfamilie L 312
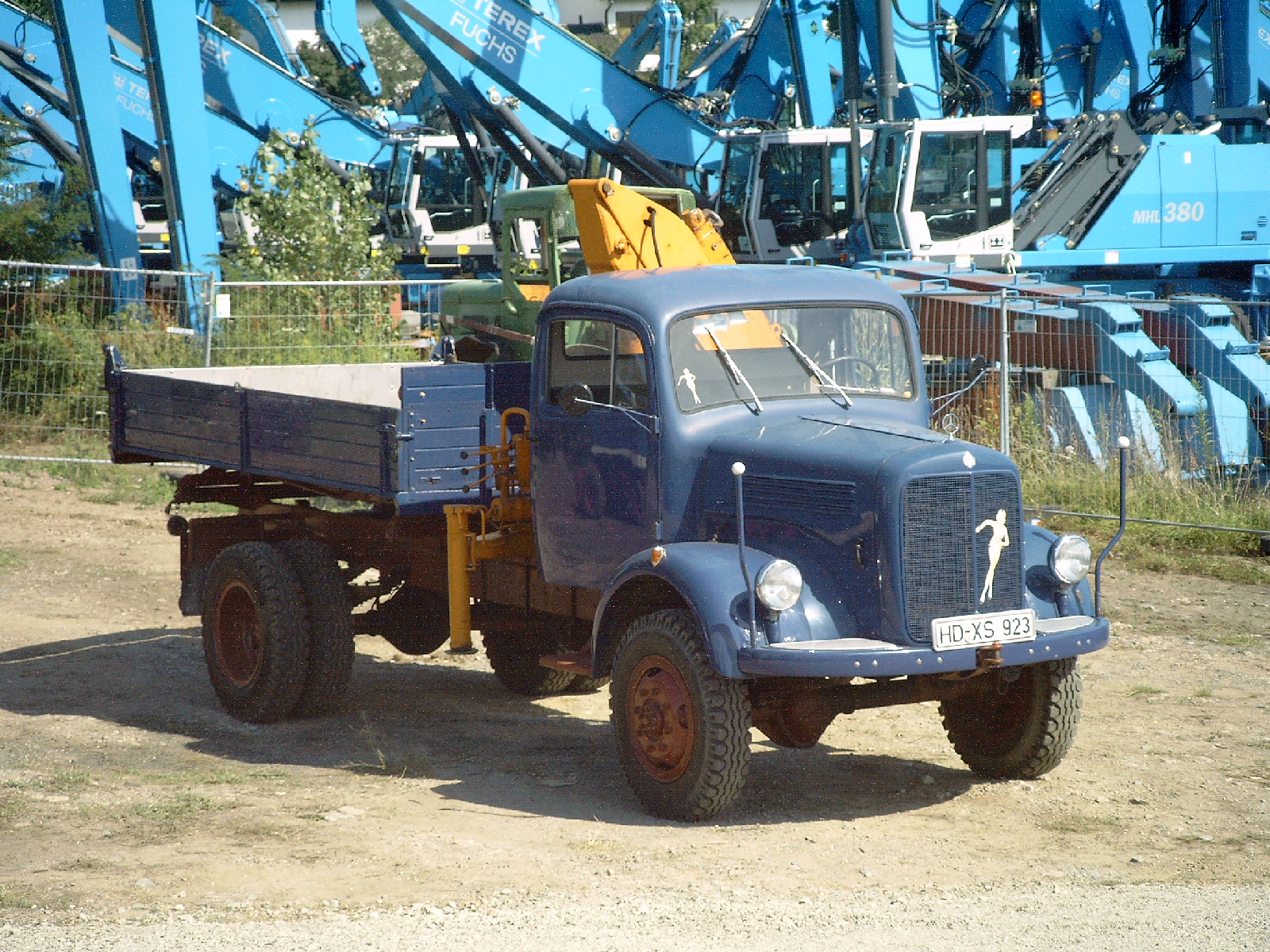
Mercedes-Benz LA 312
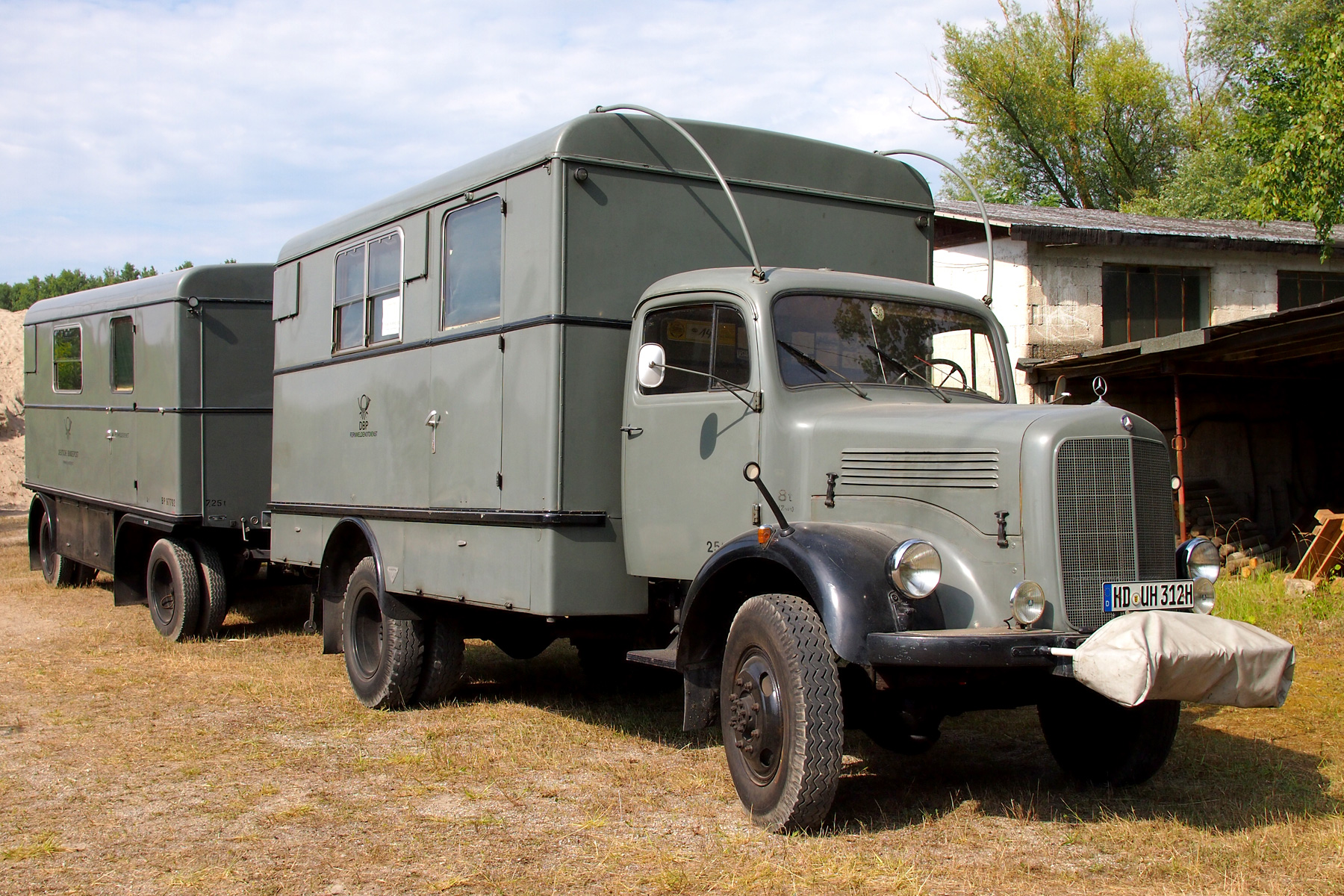
Mercedes-Benz LA 312, Deutsche Bundespost Fernmeldenotdienst, Baujahr 1959

Im Zweiten Weltkrieg wurde mit der Bereinigung der Lkw-Produktion auf wenige Modelle die Daimler-Benz AG gezwungen, im Bereich der wichtigen 3-Tonnen-Nutzlast-Klasse ab Mitte 1944 als Lizenzbau den Lastwagen Opel Blitz 3,6 des seinerzeit größten Konkurrenten Opel zu fertigen. Der Mercedes-„Blitz“ bekam die Bezeichnung L 701 und war bis Juni 1949 in Produktion. In jenem Jahr wurde mit dem L 3250 wieder ein selbstkonstruiertes Fahrzeug mit einem zulässigen Gesamtgewicht von 6,5 t gebaut, das im Folgejahr ansonsten unverändert mit leicht erhöhter Nutzlast als Typ L 3500 angeboten wurde. 1953 wurde das Programm der leichten Hauber um den etwas schwereren Typ L 4500 ergänzt (nicht zu verwechseln mit dem mittelschweren älteren L 4500 der 1940er-Jahre, siehe nächster Abschnitt), der bei gleicher Konstruktion und Motorleistung (zunächst 90 PS/66 kW für alle Typen, ab 1956 100 PS/74 kW) der Nomenklatur entsprechend eine Tonne mehr befördern konnte. 1954 kam für alle Mercedes-Lkw eine Umbezeichnung der Modelle, der L 3500 hieß nun L 311, der L 4500 wurde zum L 312. Die im Werk Mannheim erfolgende Fertigung dieser wichtigsten Grundbaureihe der Daimler-Benz-Lkw-Produktion in den 1950er-Jahren endete, obwohl die rundlichen Nachfolger bereits 1958 gestartet waren, erst 1961. Über 100.000 dieser robusten und für viele Einsatzzwecke genutzten Lastwagen entstanden in der Zwischenzeit. In Brasilien und als Lizenznachbau in Indien ging ihre Bauzeit noch viele Jahre weiter.

#### 1945–1963: Mittelschwere Hauben-Lastwagen ab 5 Tonnen Nutzlast aus Gaggenau
(zulässiges Gesamtgewicht: 10,5 bis 18,5 t)

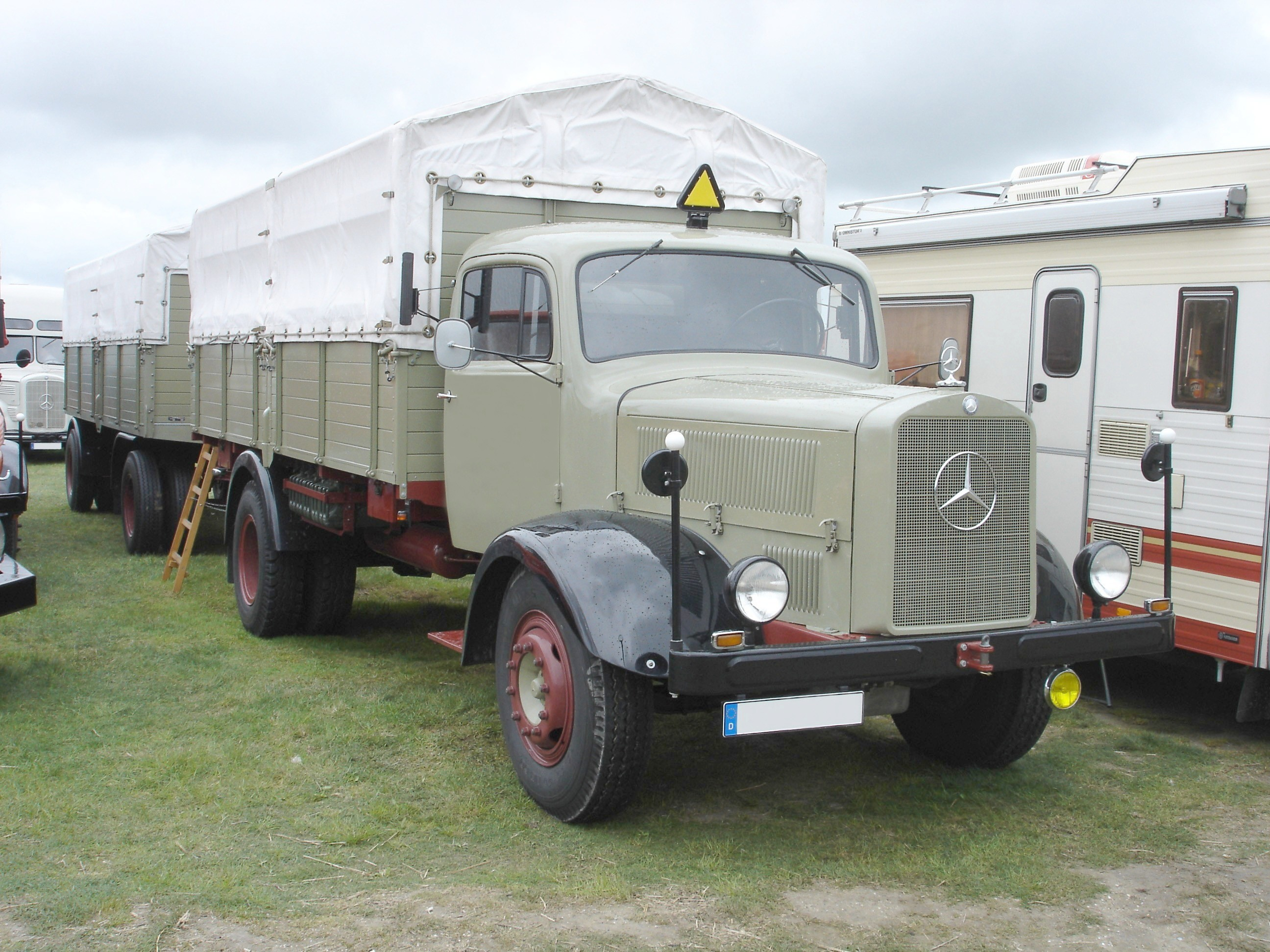
L 5000 der Bauzeit 1949 bis 1952
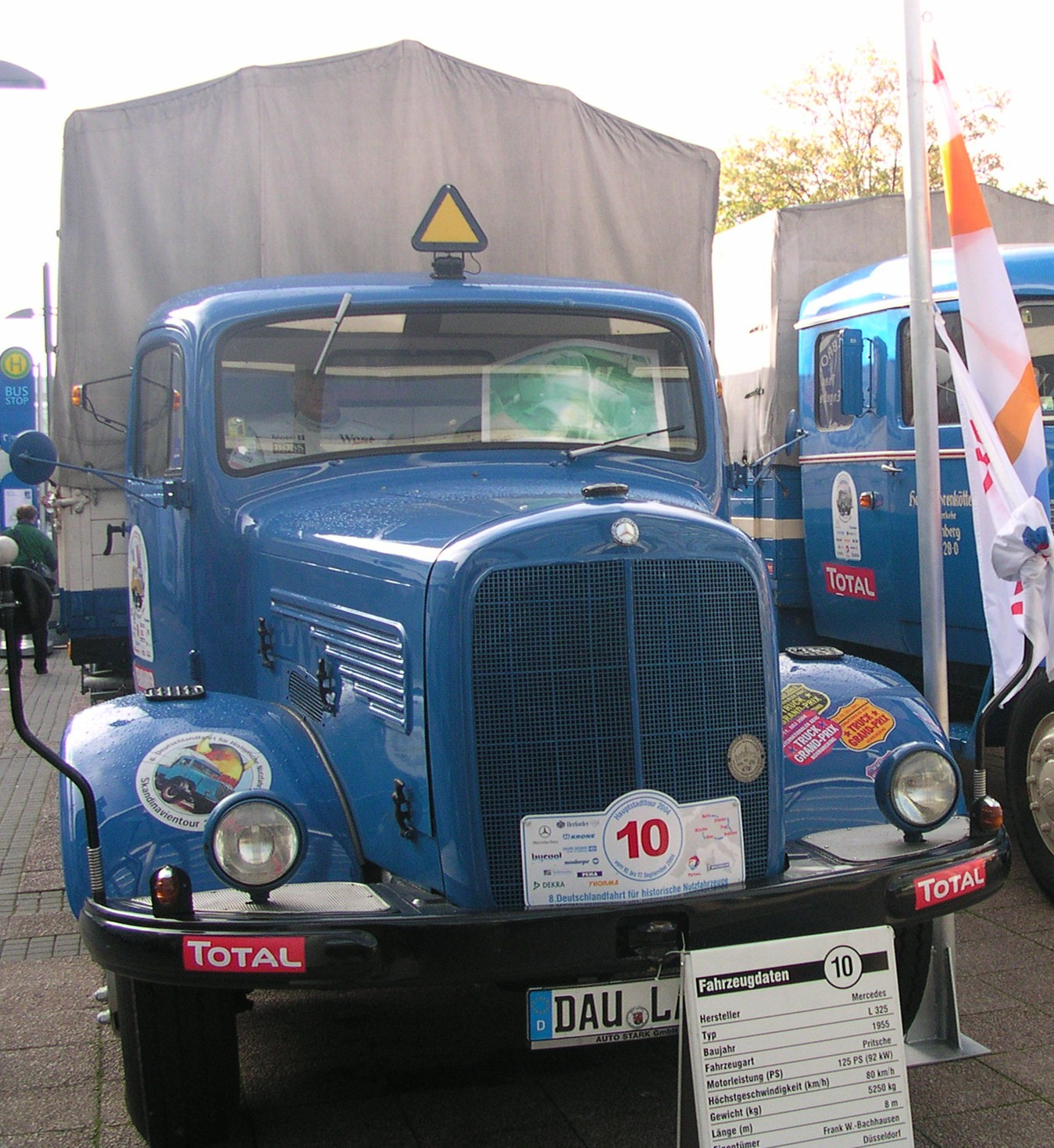
Mercedes-Benz L 325 von 1955
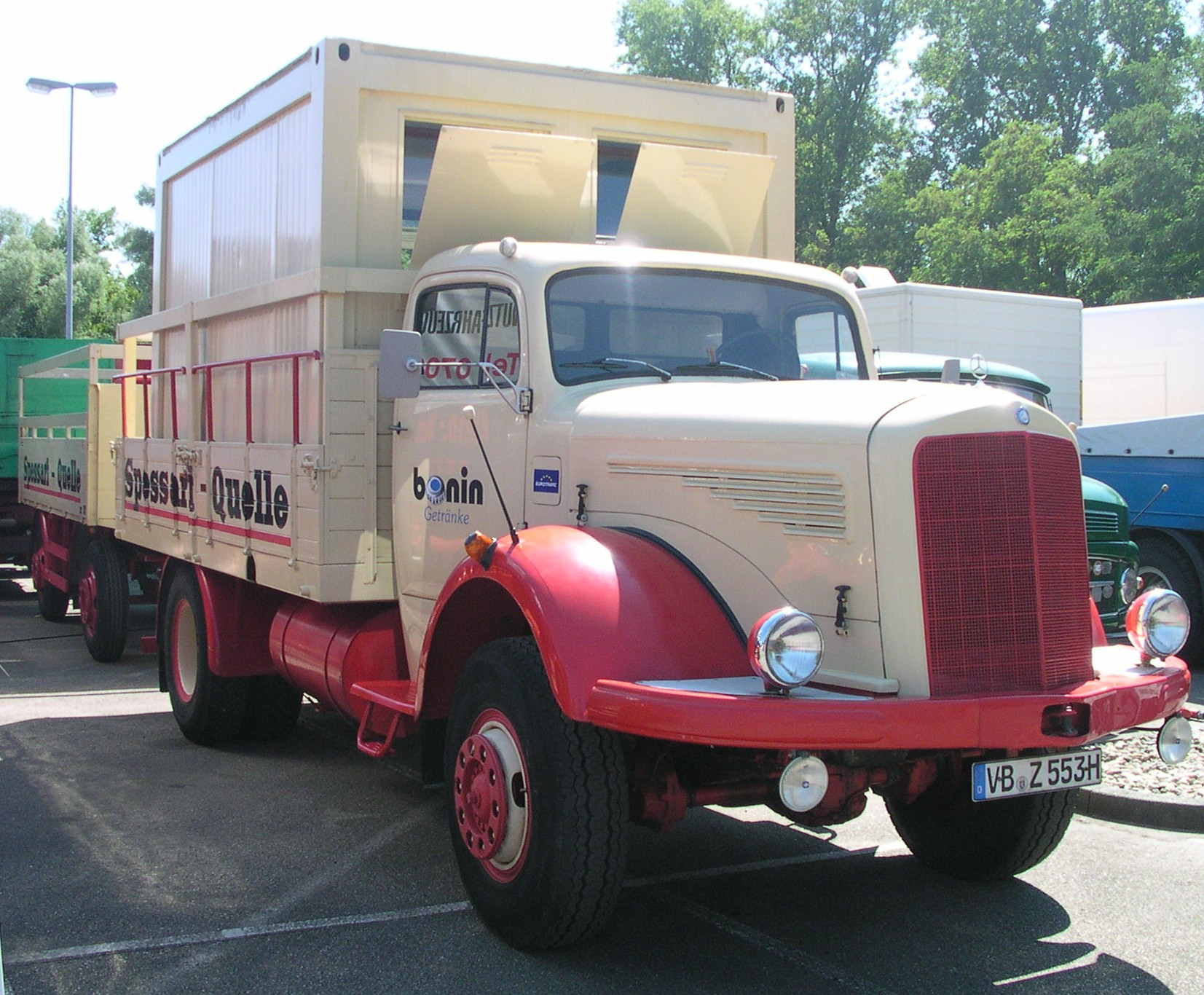
LAK 329

Ebenfalls noch aus der Kriegszeit stammte der Typ L 4500 für 4,5 t Nutzlast. Dieses in der Kriegs- und Nachkriegszeit aus Materialknappheit nur auf das Nötigste abgemagerte Fahrzeug, das beispielsweise ein Fahrerhaus aus Hartfaserplatten und keine richtigen Stoßstangen hatte, wurde nach kurzer Unterbrechung ebenfalls ab 1945 wieder hergestellt. Ab 1949 entstand daraus der Typ L 5000 für fünf Tonnen Nutzlast, der wieder über eine zeitgemäße Ausstattung verfügte, seine Abstammung vom alten Modell aber nicht verleugnen konnte. Gebaut wurde das Modell im Werk Gaggenau. 1952 erfolgte eine technische und optische Überarbeitung; die Motorleistung stieg von 112 (82 kW) auf 120 PS (88 kW), die zuvor senkrecht abfallende Kühlermaske wurde rundlicher gestaltet, ebenso die Stoßstange und die seitlichen Klappen der immer noch langen und schmalen Motorhaube. 1953 folgte erneut eine Steigerung der Nutzlast auf nun 5,5 Tonnen, dementsprechend wurde das Modell in L 5500 umbezeichnet, ab 1954 bei der Umbezeichnung aller Modelle bekam der nun für 12 Tonnen Gesamtgewicht ausgelegte Wagen den Namen L 325, ab 1956 dann bei erneuter Leistungssteigerung auf 145 PS (107 kW) die Bezeichnung L 329. 1959, nach dem Erscheinen der schweren Kurzhauber, endete die Fertigung. Ein noch größerer Ableger der alten Baulinie war der 1957 für den Export erschienene L 334, der es bis zu seiner Produktionseinstellung 1963 auf bis zu 200 PS (147 kW) Leistung brachte. Damit hatte die Grundkonzeption dieses Lastwagens über 20 Jahre Bestand, war aber nun auch am Ende ihrer Möglichkeiten angelangt, zumal am Schluss auch das Design den Ansprüchen der Zeit nicht mehr genügte.

#### 1950–1962: Schwere Langhauber ab 6,5 Tonnen Nutzlast
(zulässiges Gesamtgewicht: 12,5 bis 18,5 t)

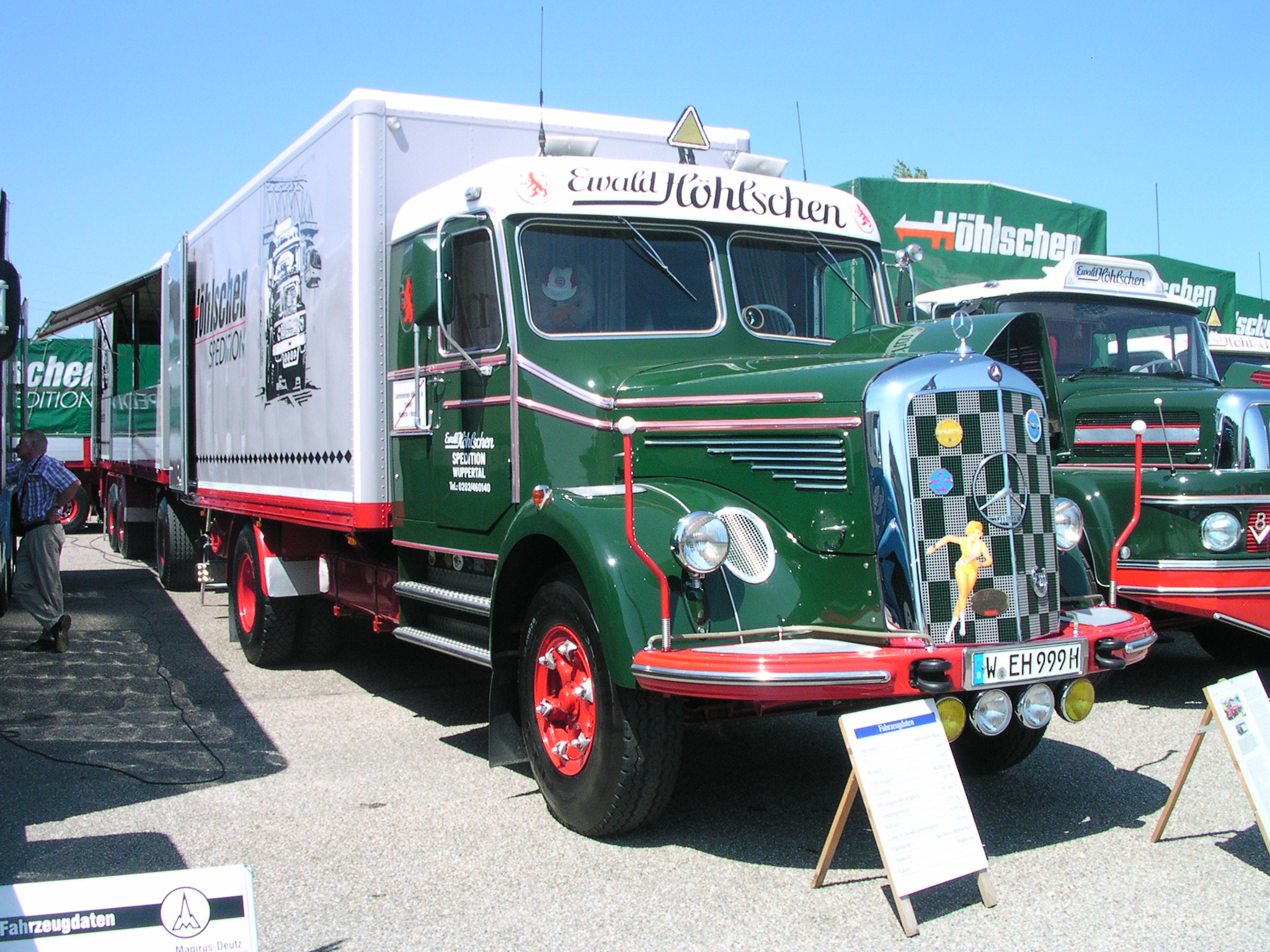
Schwerer Langhauber Typ L 6600
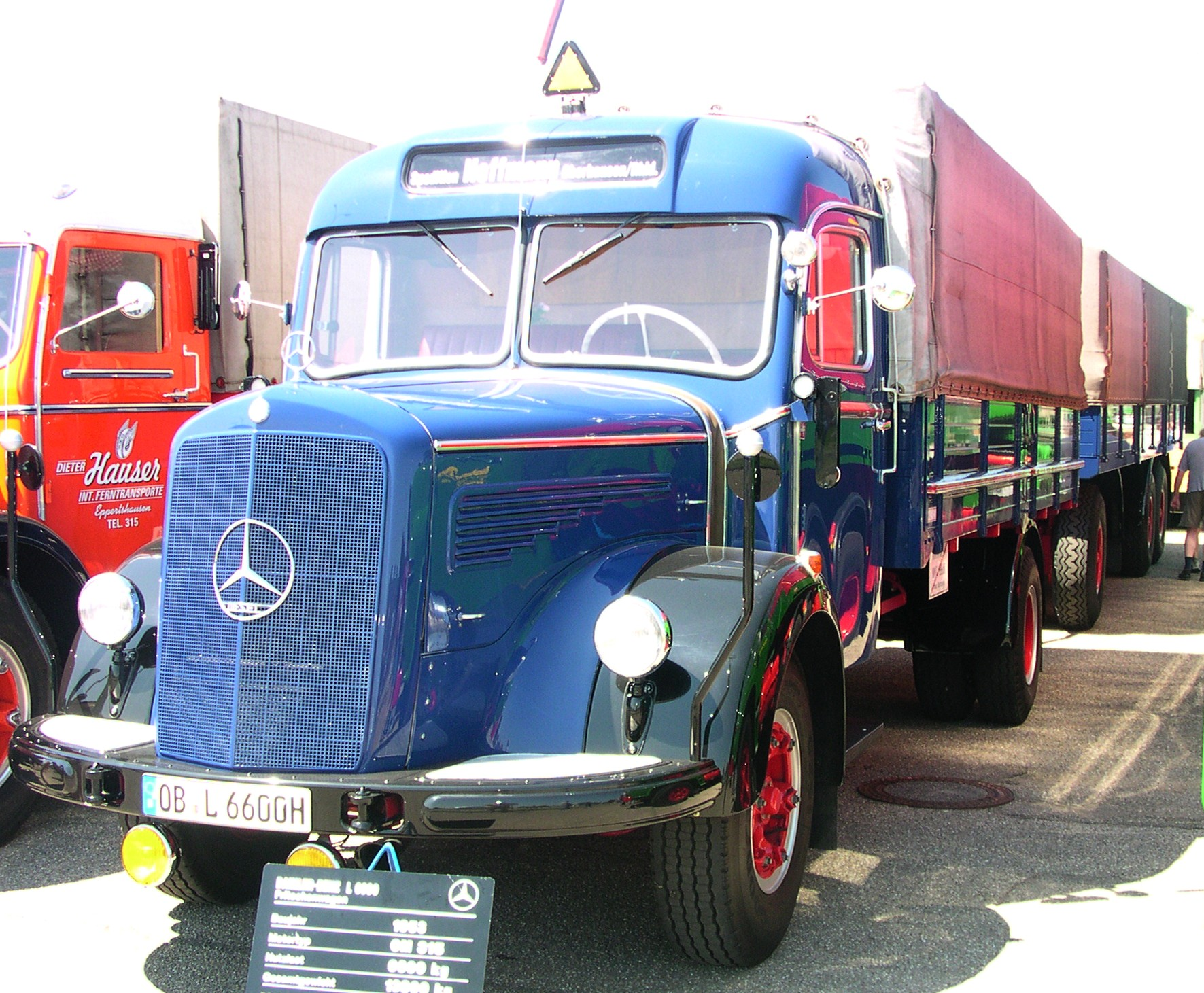
Schwerer Langhauber L 6600
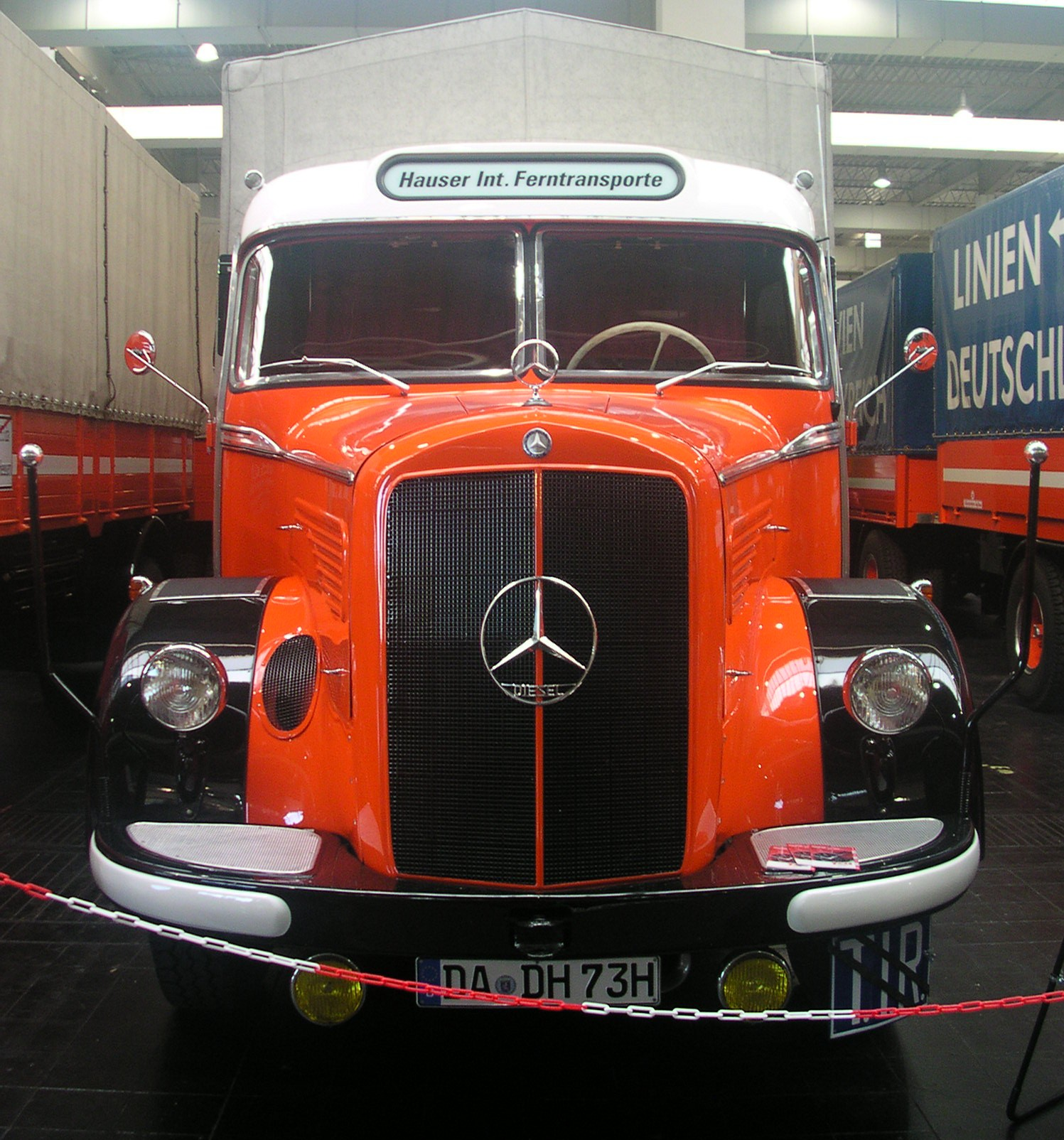
Schwerer Langhauber Typ L 315, Fahrerhaus von Wackenhut (Typ Stuttgart)
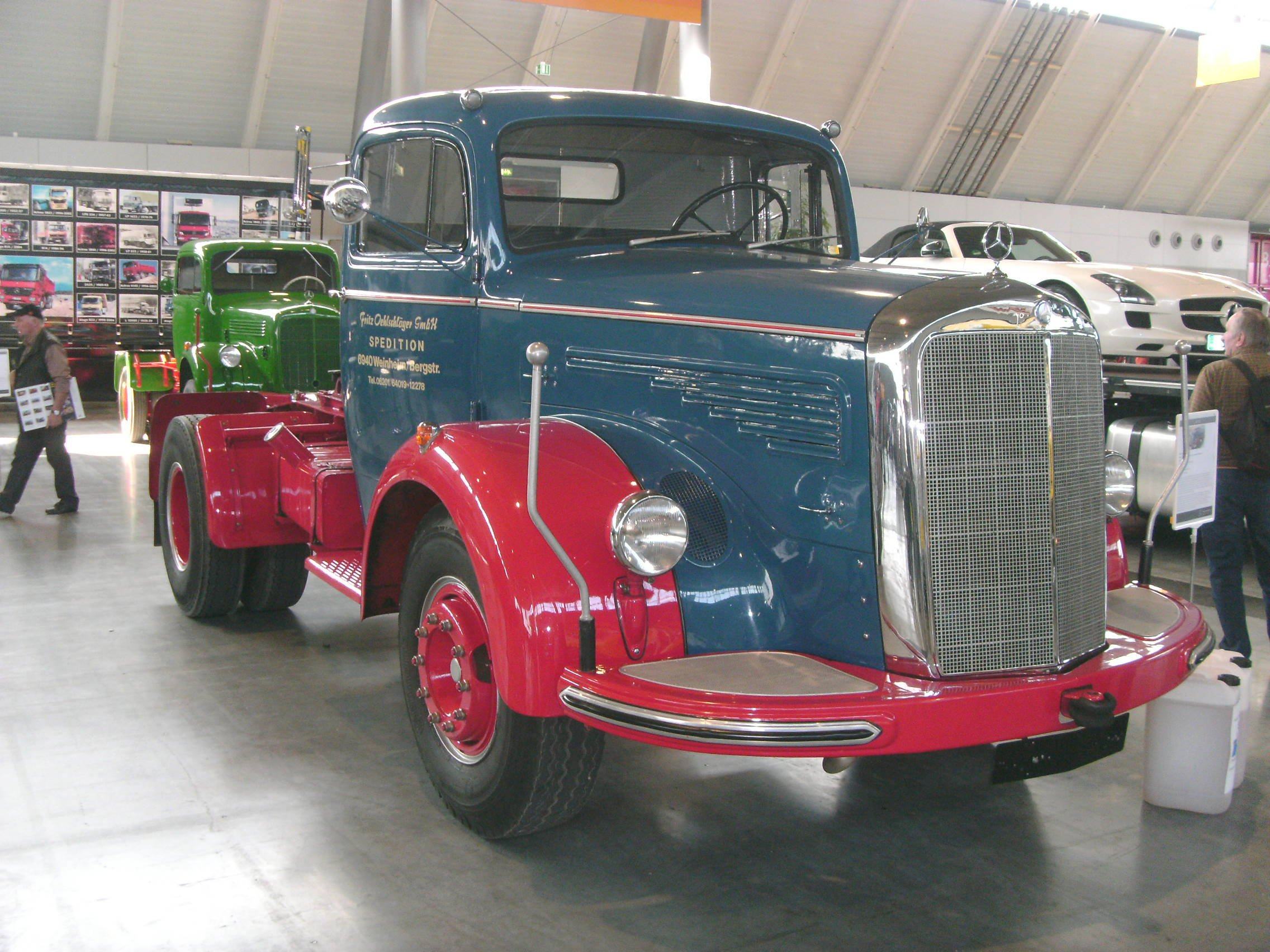
Sattelzugmaschine Mercedes-Benz LS 315 mit Werksfahrerhaus, Baujahr 1955
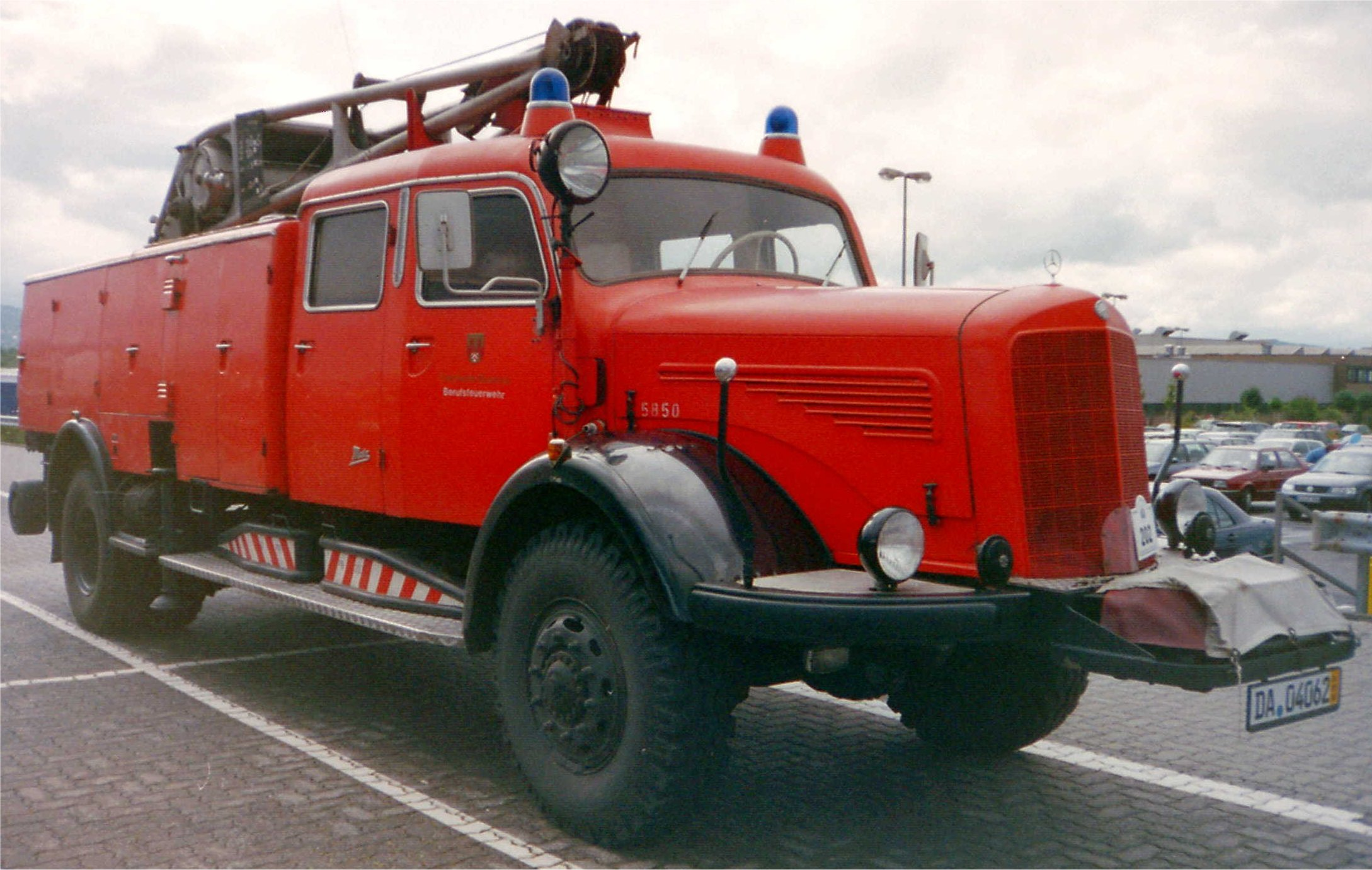
Mercedes-Benz LAF 332, Rüstwagen R 10 mit 10-t-Kran, Aufbau: Metz (Karlsruhe), Baujahr 1962
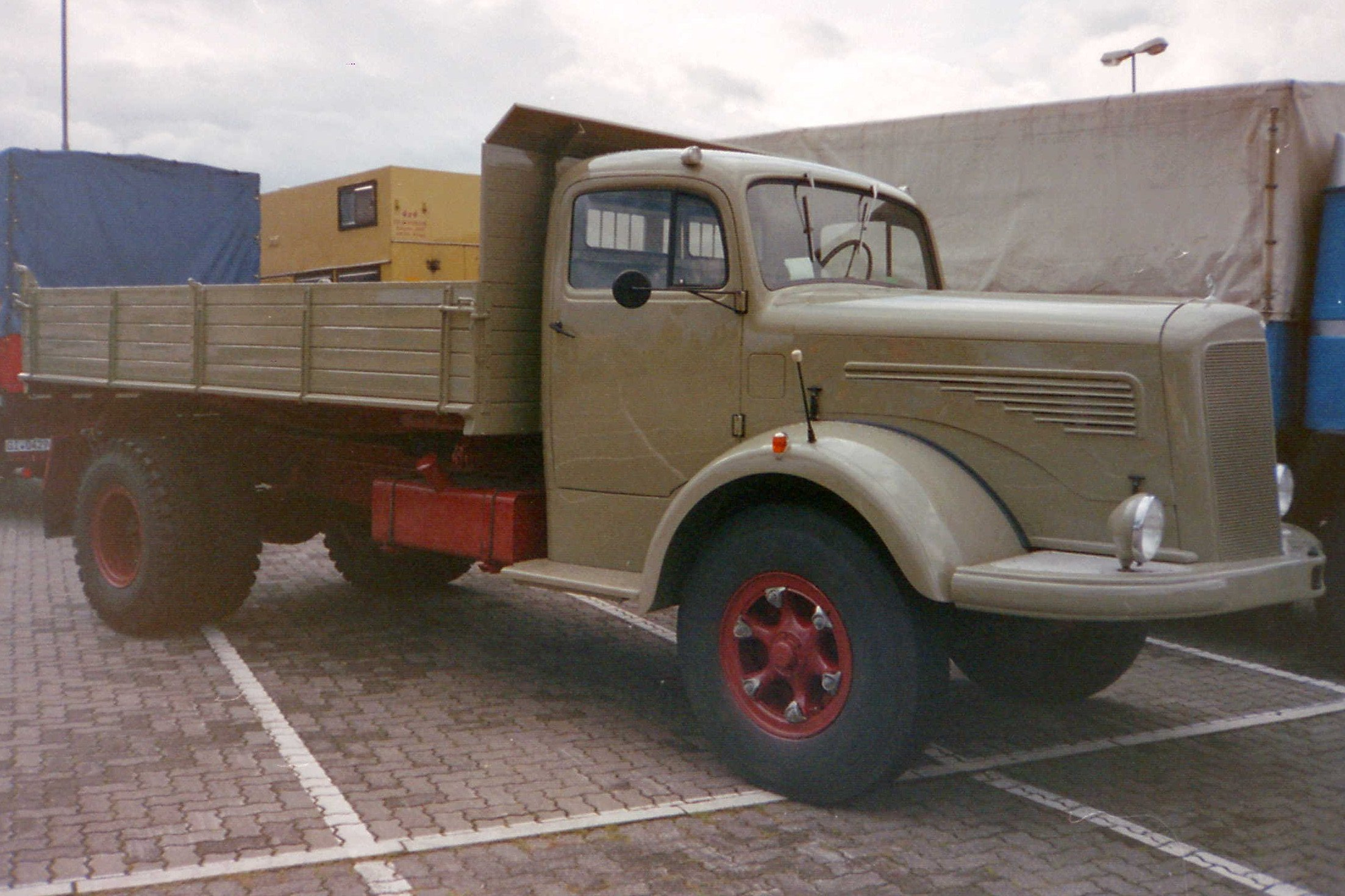
Mercedes-Benz LK 334

Nachdem sich der mittelschwere, noch in die Kriegszeit zurückreichende Typ L 5000 alleine für schwere Einsätze und den Fernverkehr auf Dauer als zu kleines Baumuster erwiesen hatte und bereits 1949 ein kleinerer Lkw in Form des L 3250 / L 3500 erschienen war, war es Ende 1950 an der Zeit für ein größeres Modell, zumal Mitbewerber wie Büssing oder Henschel die schwere Klasse ebenfalls schon wieder im Programm hatten. So erschien der für gut sechs Tonnen Nutzlast ausgelegte Typ L 6600 mit langer, breiter Motorhaube und mächtigem Kühler, hinter dem ein ab Werk vergleichsweise kleines Fahrerhaus saß. Er erhielt einen neuen, 145 PS (107 kW) leistenden Vorkammer-Dieselmotor und lag somit, wenn auch leistungsmäßig hinter den meisten Konkurrenten, wieder auf der Höhe der Zeit. In Ermangelung eines noch größeren Modells wurden viele dieser Fahrzeuge, teilweise stark überladen, auch auf Fernverkehrseinsätze geschickt. Ab 1954 bekam das Modell die Bezeichnung L 315. Als die immer weiter überarbeitete Mittelklasse aus eigenem Hause, die aus einer Modellfamilie stammenden Typen L 5500 / L 325 / L 329, inzwischen an den in seiner ganzen Konzeption schwereren L 315 heranreichten und diesen sogar zu überflügeln drohten, kam 1956 ein neues Modell der schwersten Klasse, der L 326 heraus, der den Abstand zu den mittleren Modellen wieder herstellte. Er war nun auch offiziell für eine Nutzlast von gut acht Tonnen zugelassen und leistete 192 (141), später 200 PS (147 kW). Die technische Verwandtschaft zu den nun schon immer dominanter werdenden Frontlenkern war unübersehbar. 1958, mit dem Erscheinen der ersten schweren Kurzhauber mit rundlicher Frontgestaltung, endete die Fertigung des L 326, einige schwere Modelle der Reihe blieben unter anderen Namen für den Export noch bis 1962 im Programm.

### Rundliche Frontlenker

#### 1955–1969: Mittelschwerer Frontlenker-Lastwagen und Schwerer Frontlenker-Lastwagen
(zulässiges Gesamtgewicht: 7 bis 22,5 t)

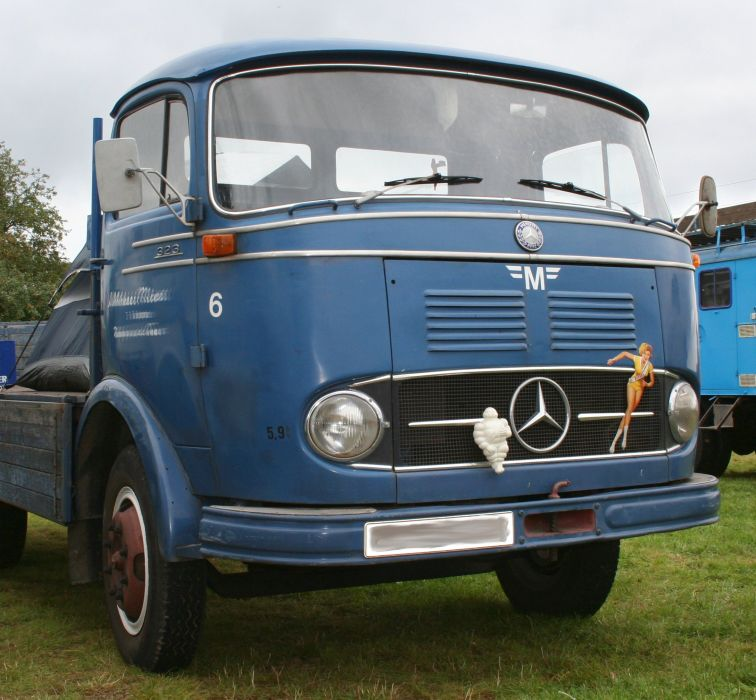
Mercedes-Benz LP 323 (1961–1963)
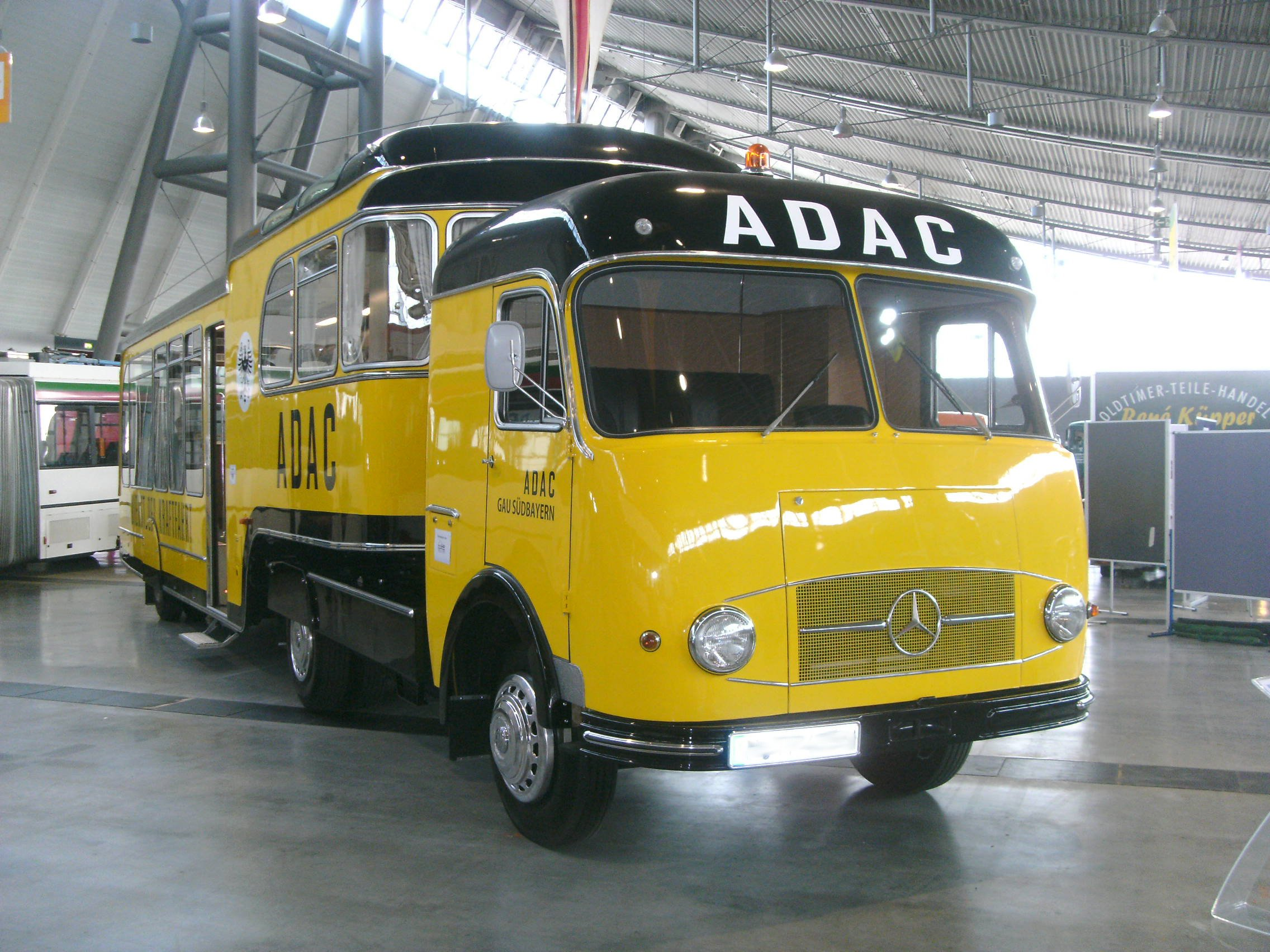
Mercedes-Benz LPS 328 (1961–1963)
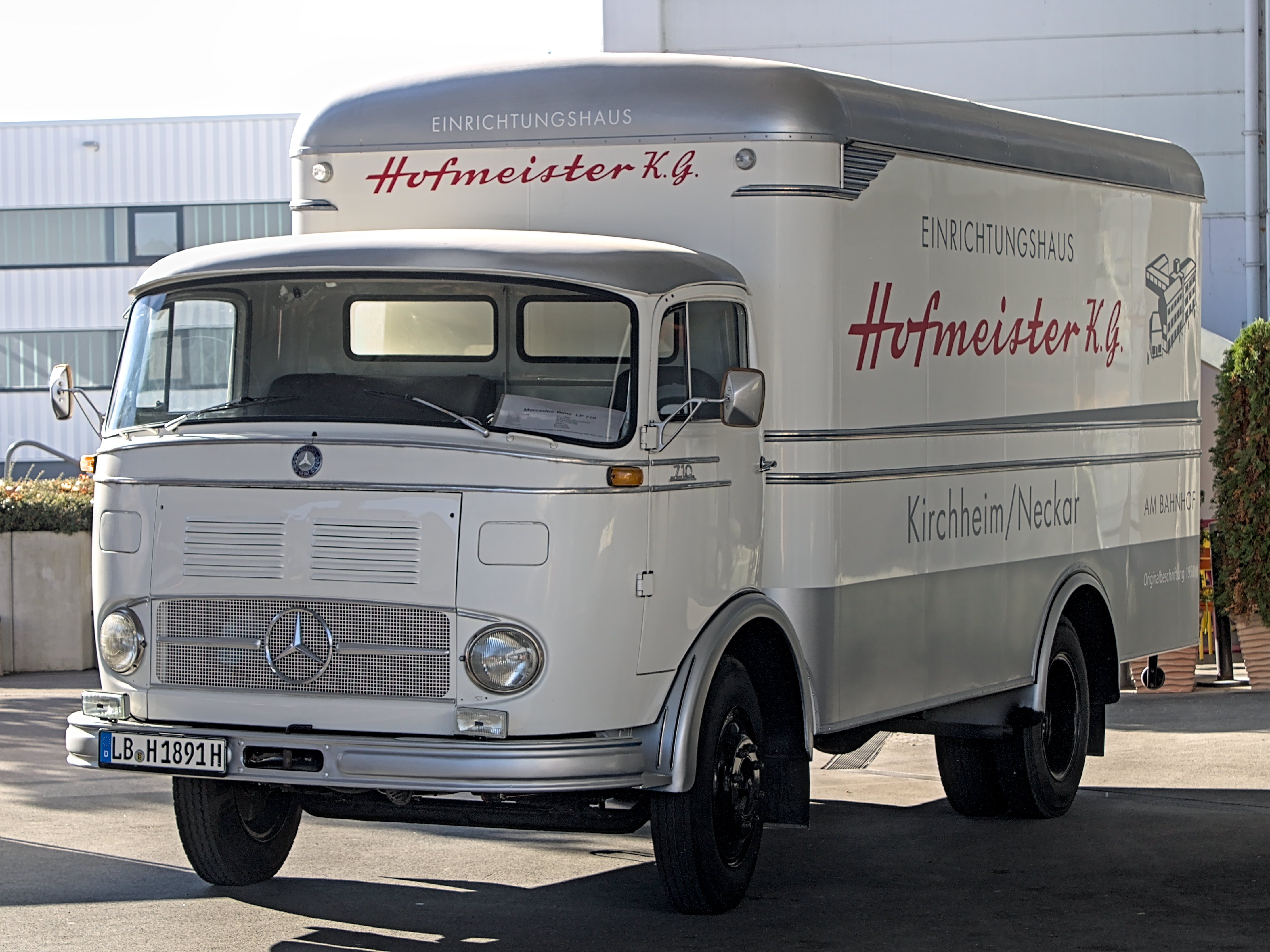
Mercedes-Benz LP 710 (1963–1968)
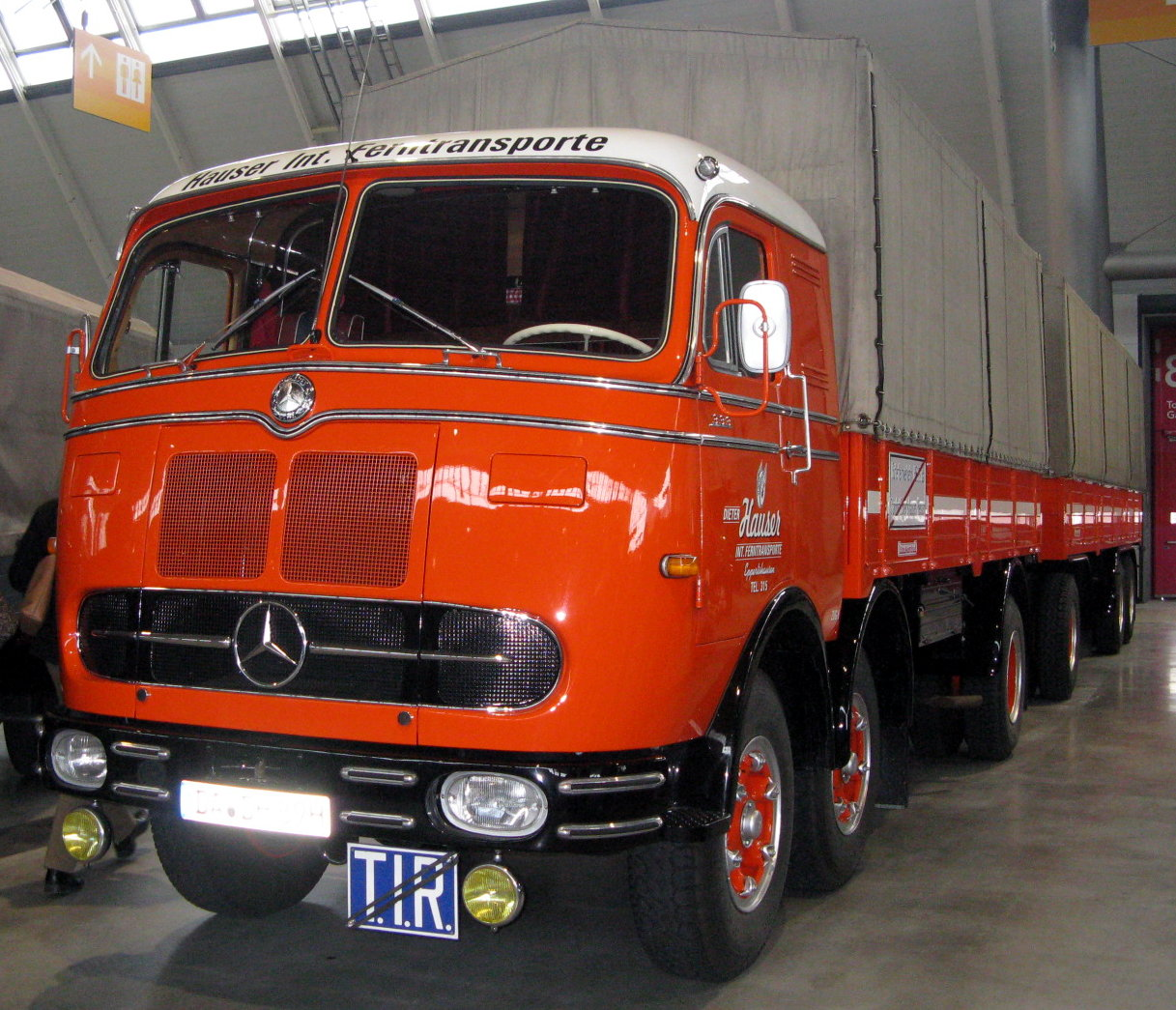
Mercedes-Benz LP 333 (1958–1961)
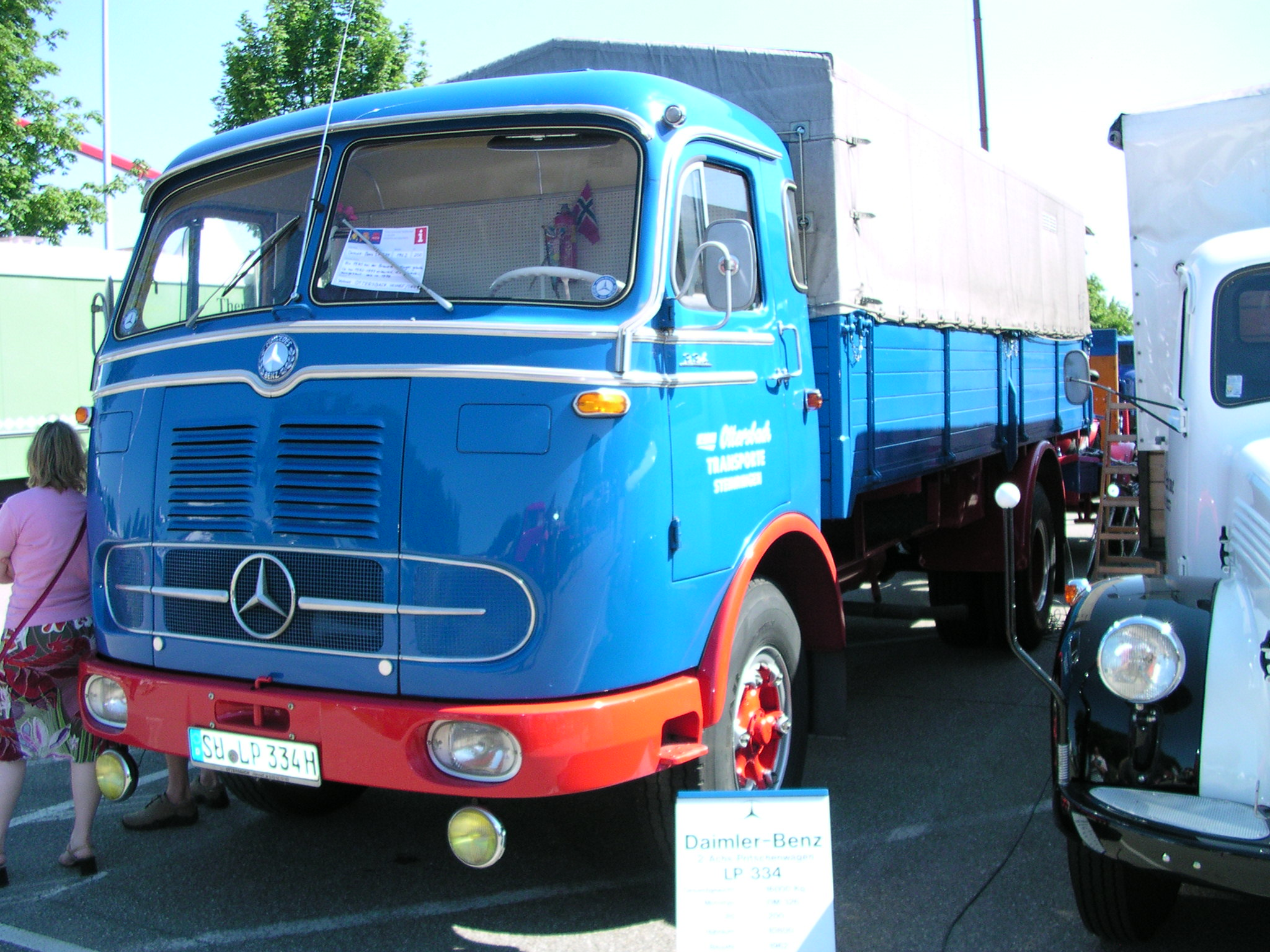
Mercedes-Benz LP 334 (1957–1963)

Daimler-Benz hielt sich mit dem Bau von Frontlenker-Fahrzeugen lange zurück, die klassische Haubenform wurde klar bevorzugt. Mitte der 1950er-Jahre nahm die internationale Nachfrage nach Frontlenkerkabinen jedoch zu und in Deutschland drohten restriktive Vorschriften für Maße und Gewichte.
(Hauptartikel: Mittelschwerer Frontlenker-Lastwagen und Schwerer Frontlenker-Lastwagen)

### Kurzhauber

#### 1959–1995: Mittelschwerer Kurzhauber
(zulässiges Gesamtgewicht 7,4 bis 18 t)

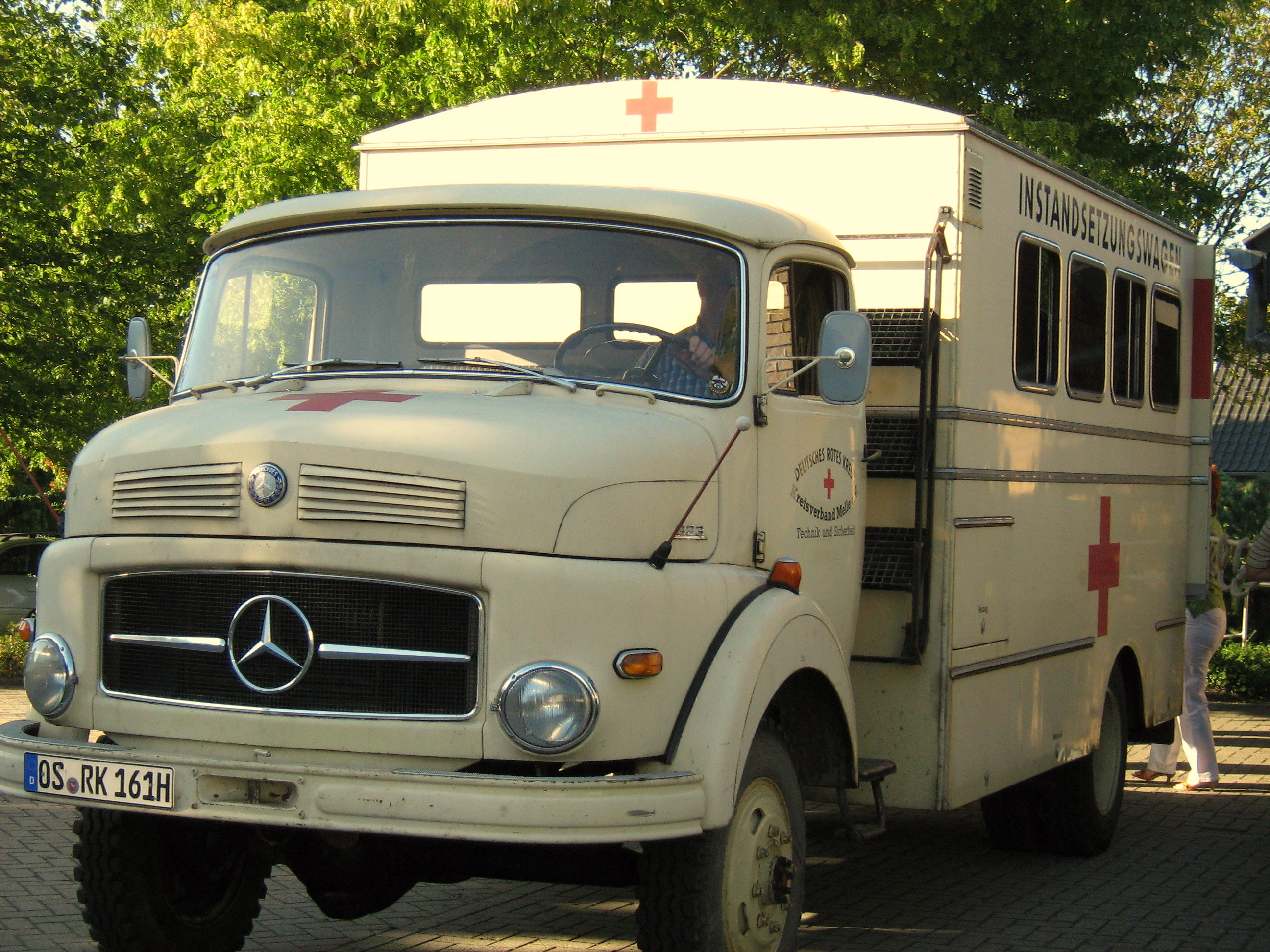
Typ L 323
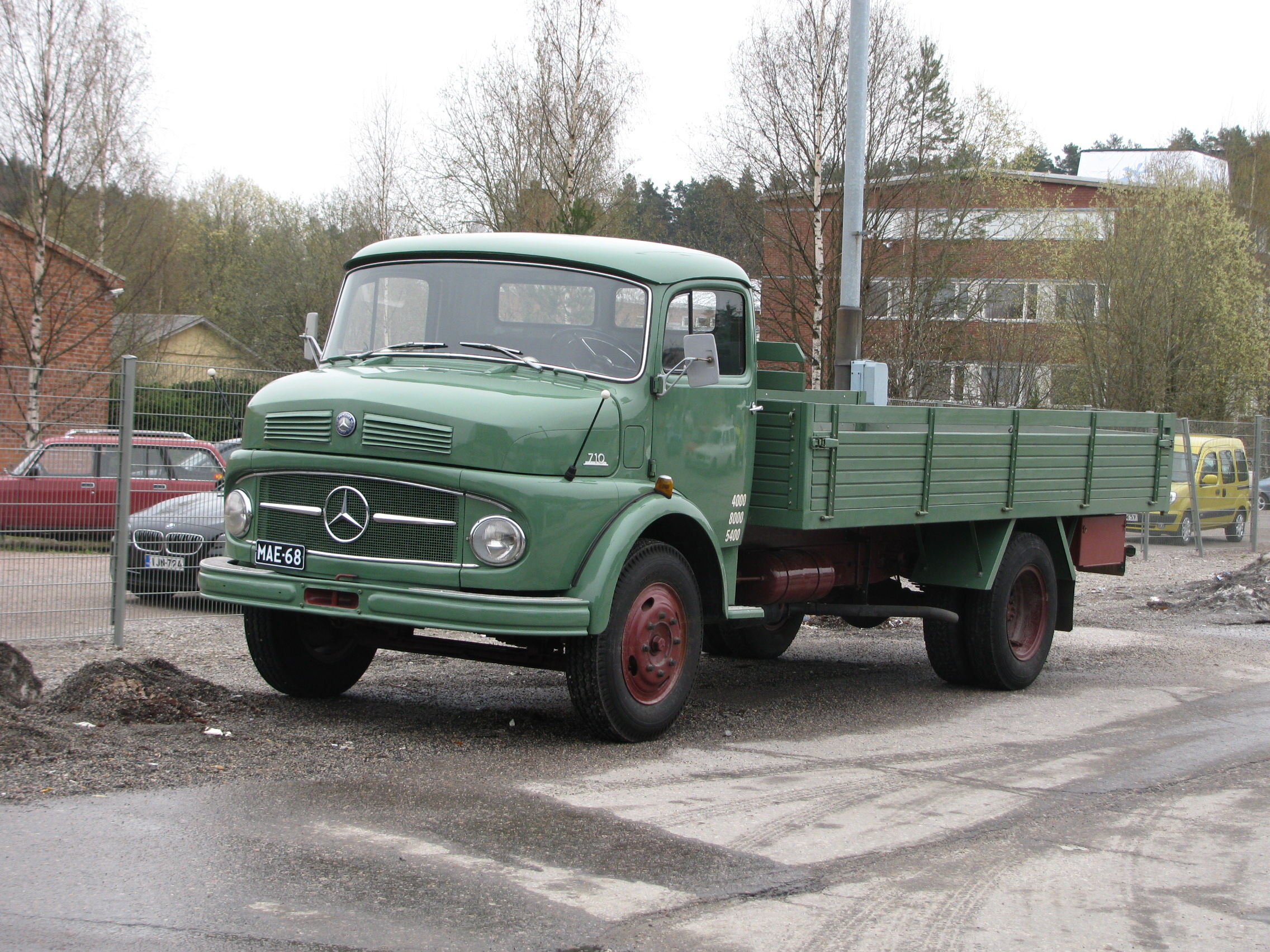
Typ L 710
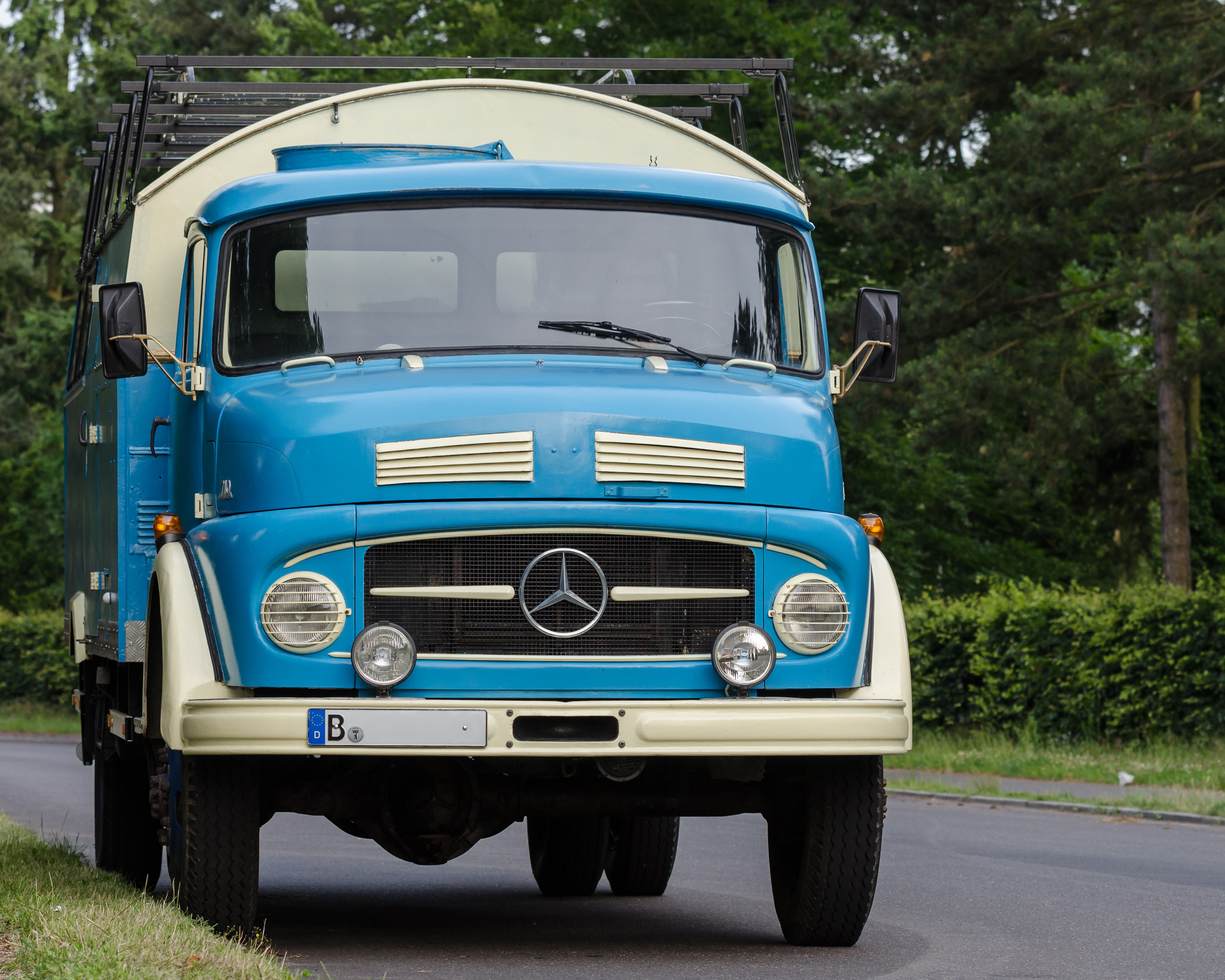
Typ LA 710
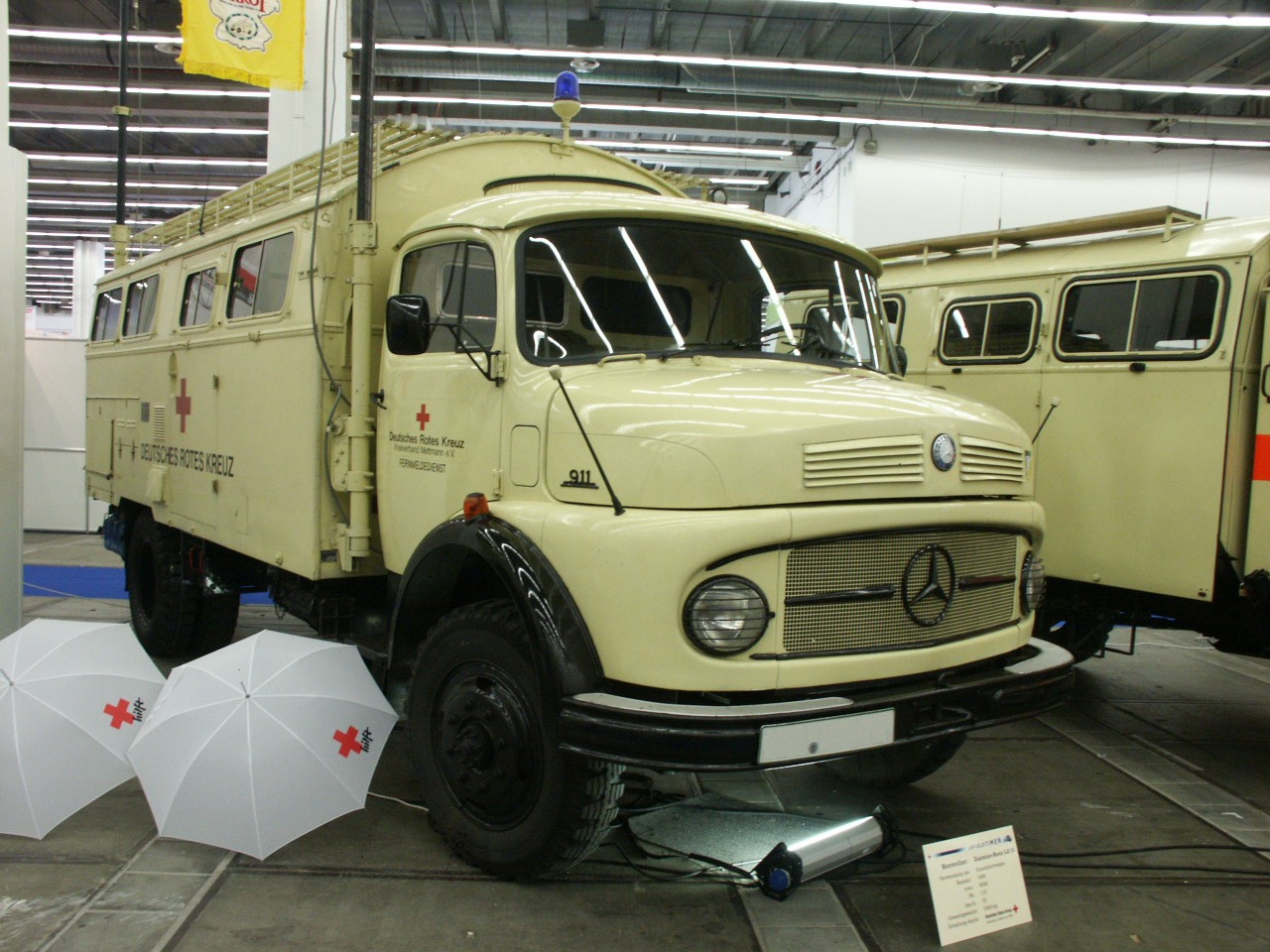
Typ LA 911 von 1966 (niedrige Windschutzscheibe)
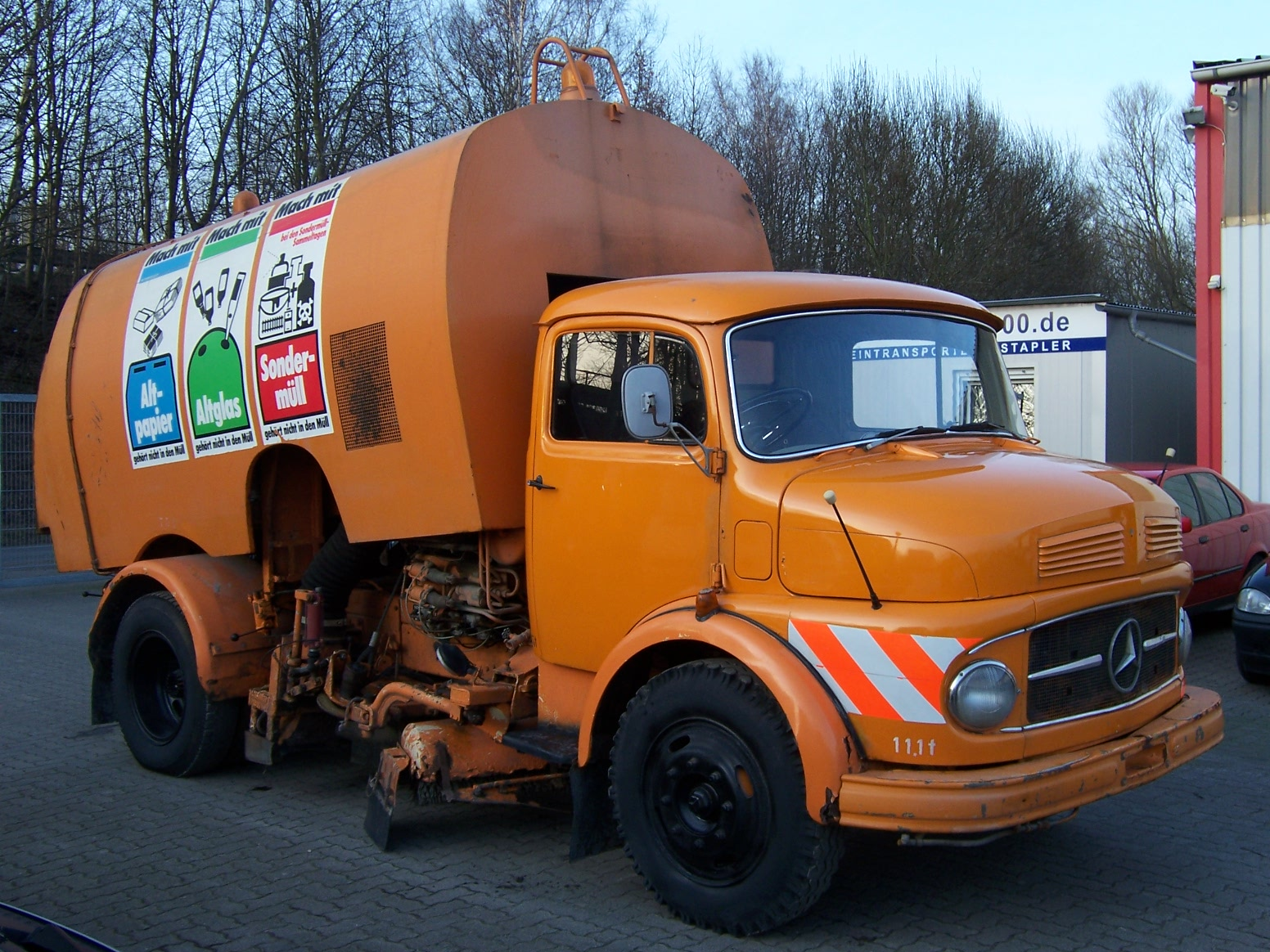
Typ L 1113 1959–1967 (niedrige Windschutzscheibe)
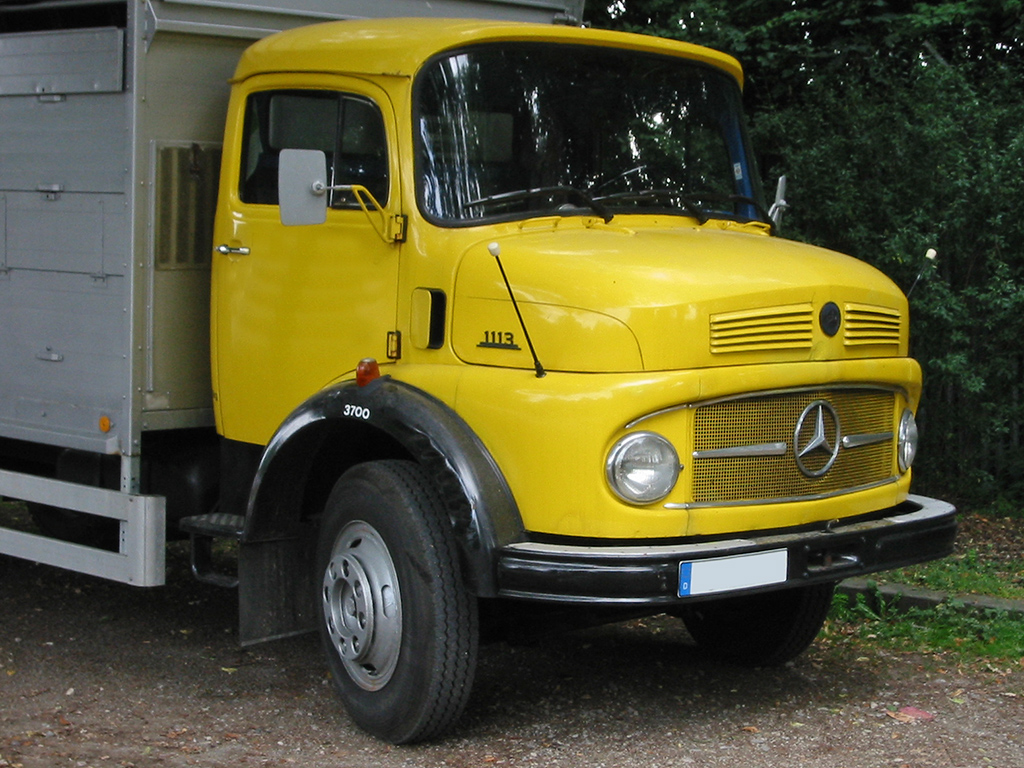
Typ L 1113 ab 1967 (hohe Windschutzscheibe)
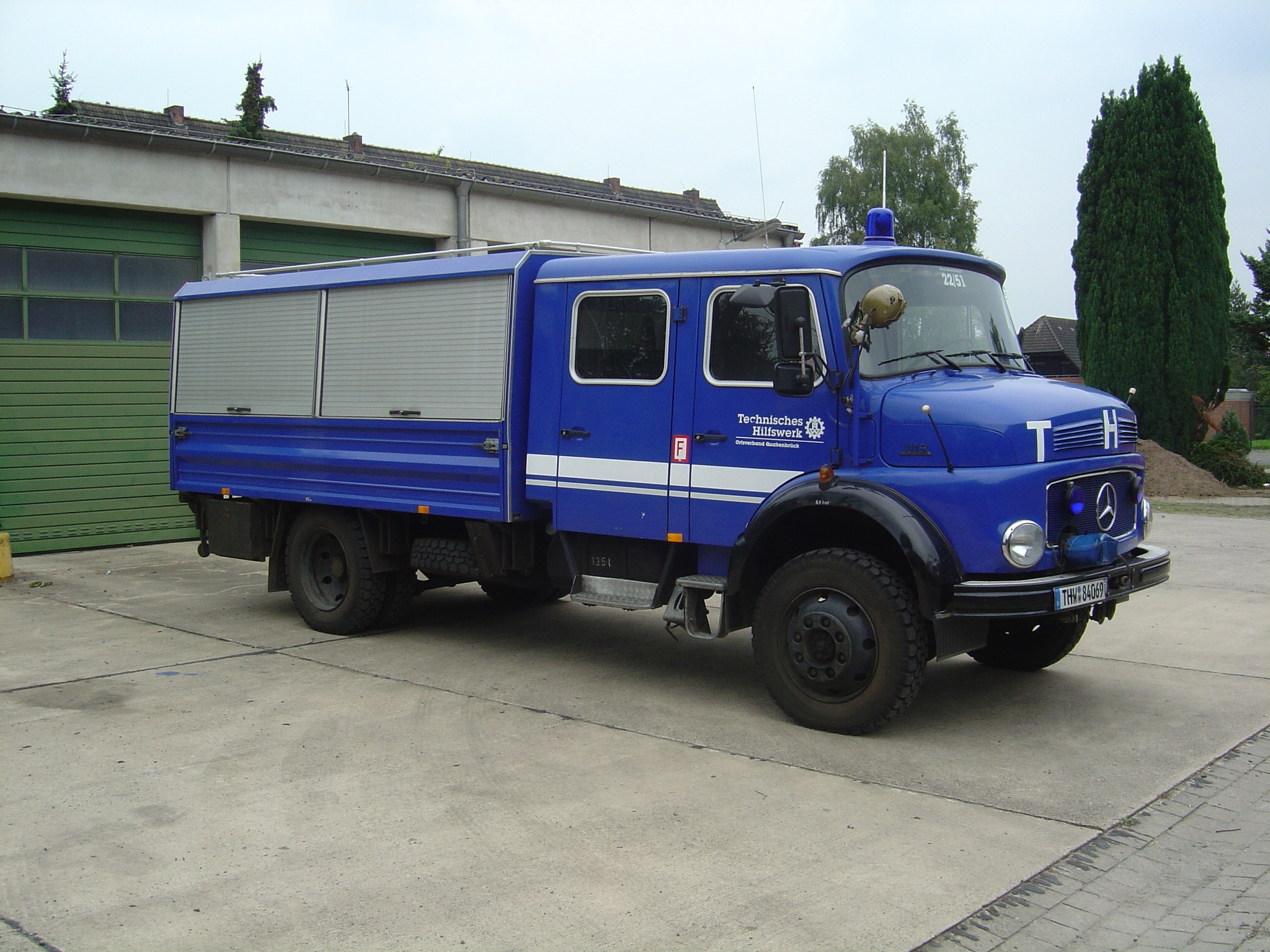
Typ LAF 1113 (ab 1967) mit Allradantrieb als GKW
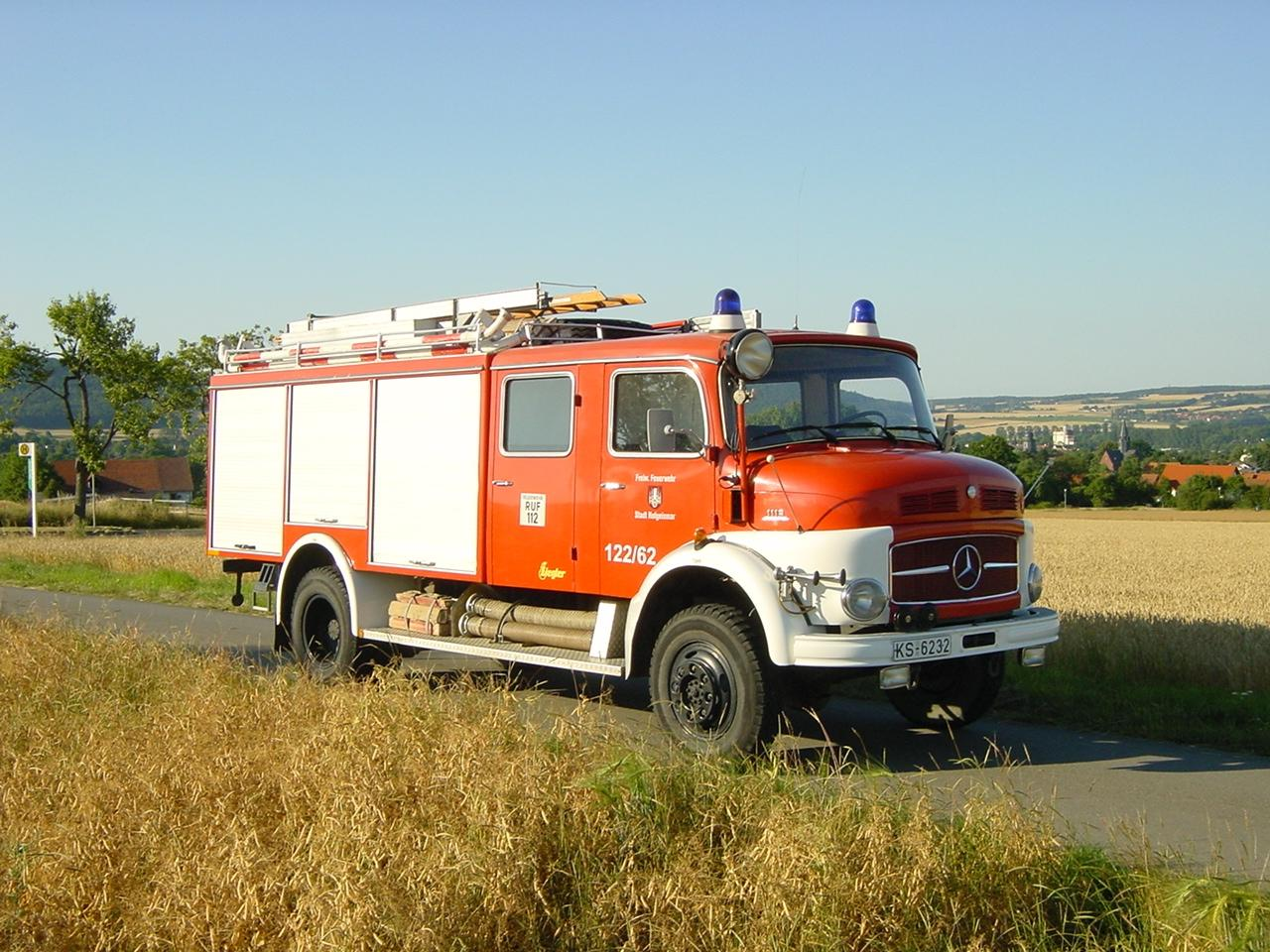
Typ LAF 1113 (1978–1979,[5]) mit Allradantrieb als SW 2000-Tr
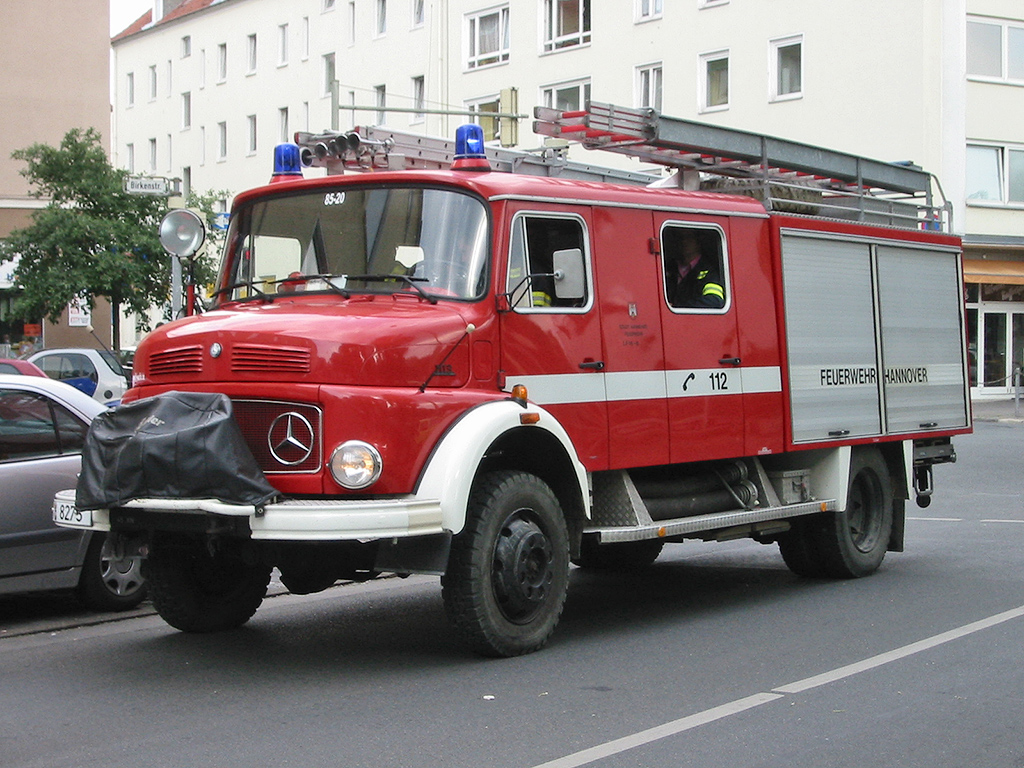
Typ LAF 1113 (1982–1985,[6]) mit Allradantrieb als LF 16-TS
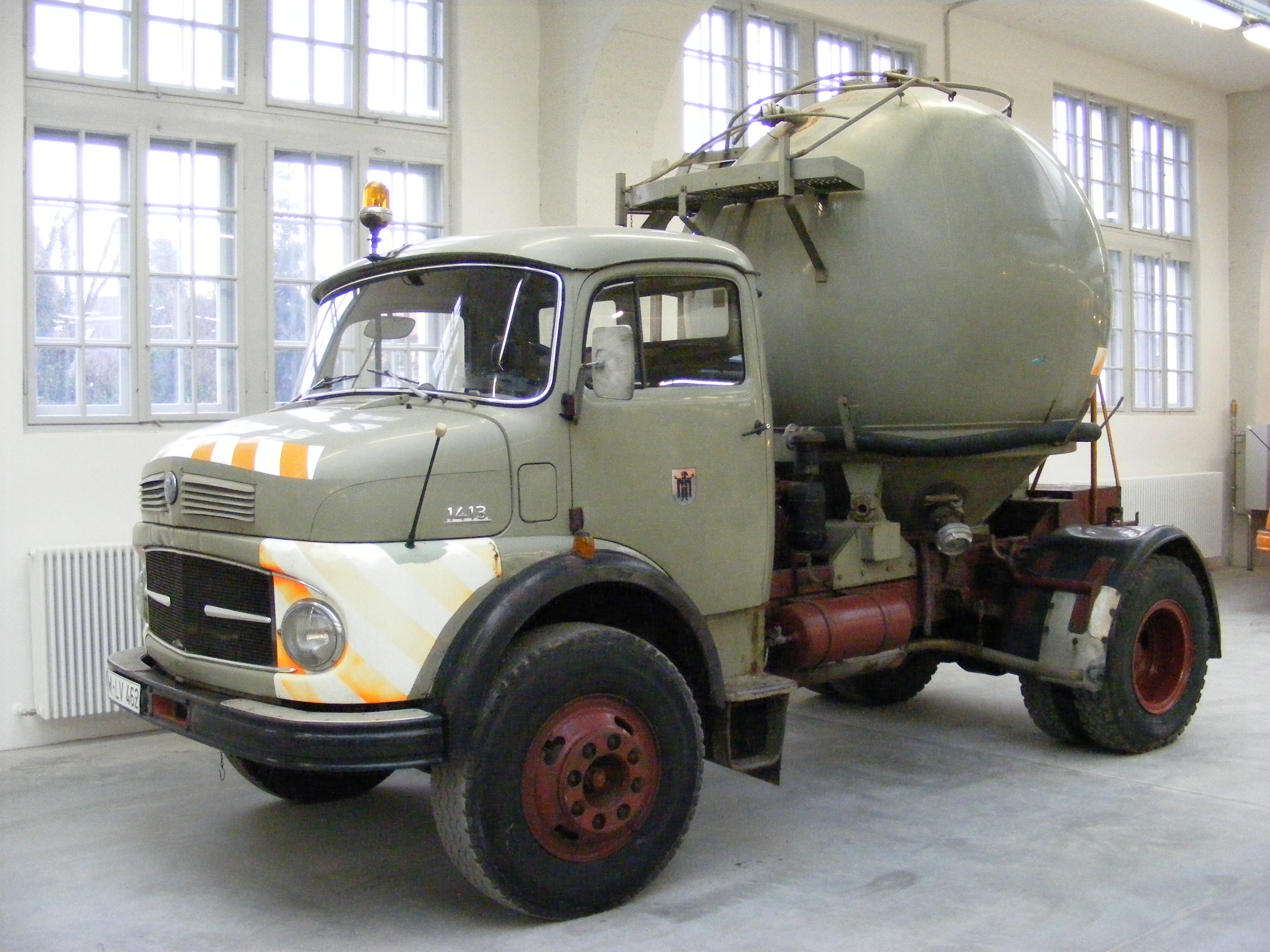
Typ L 1413 von 1965
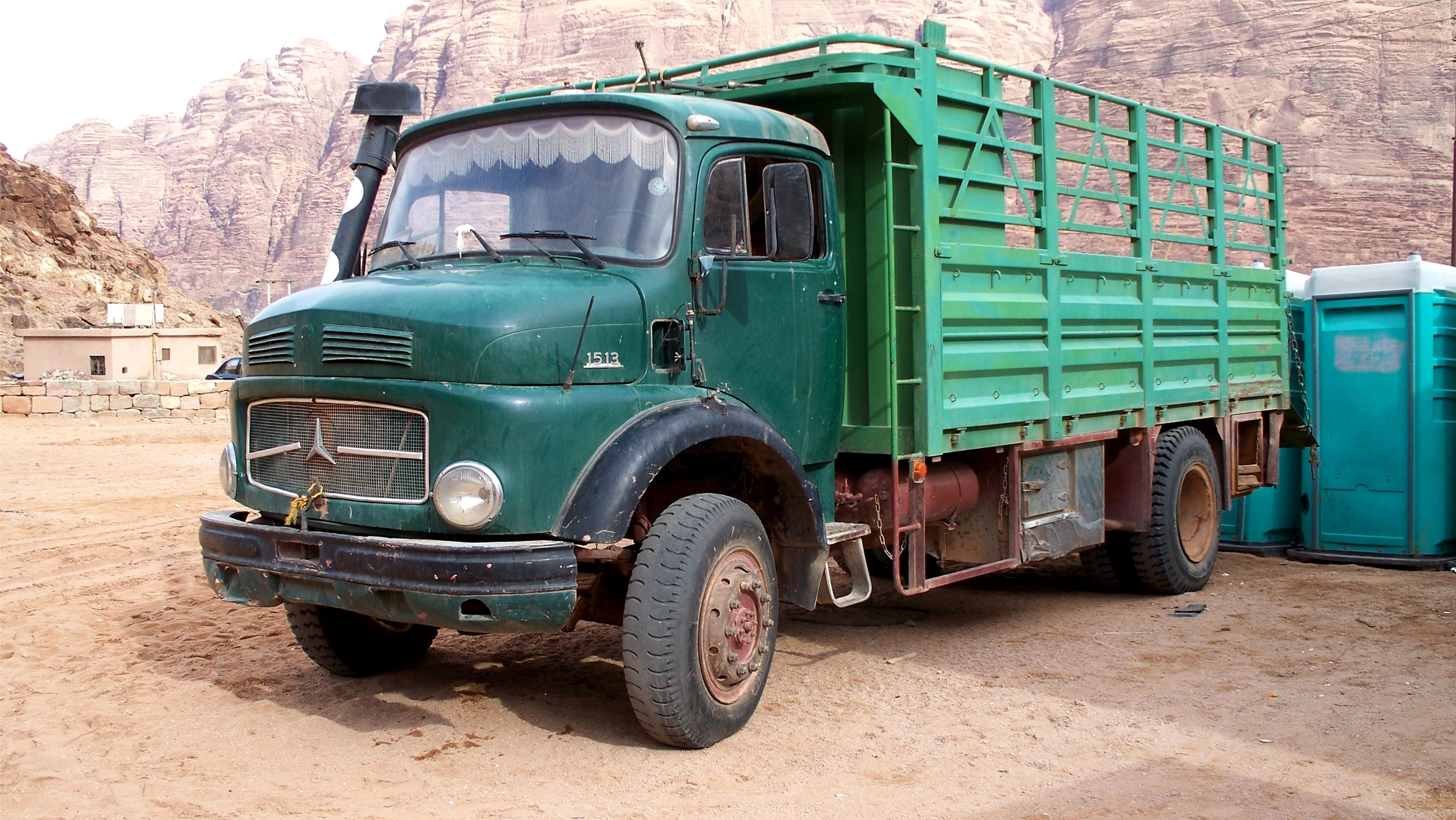
Typ L 1513 in Jordanien
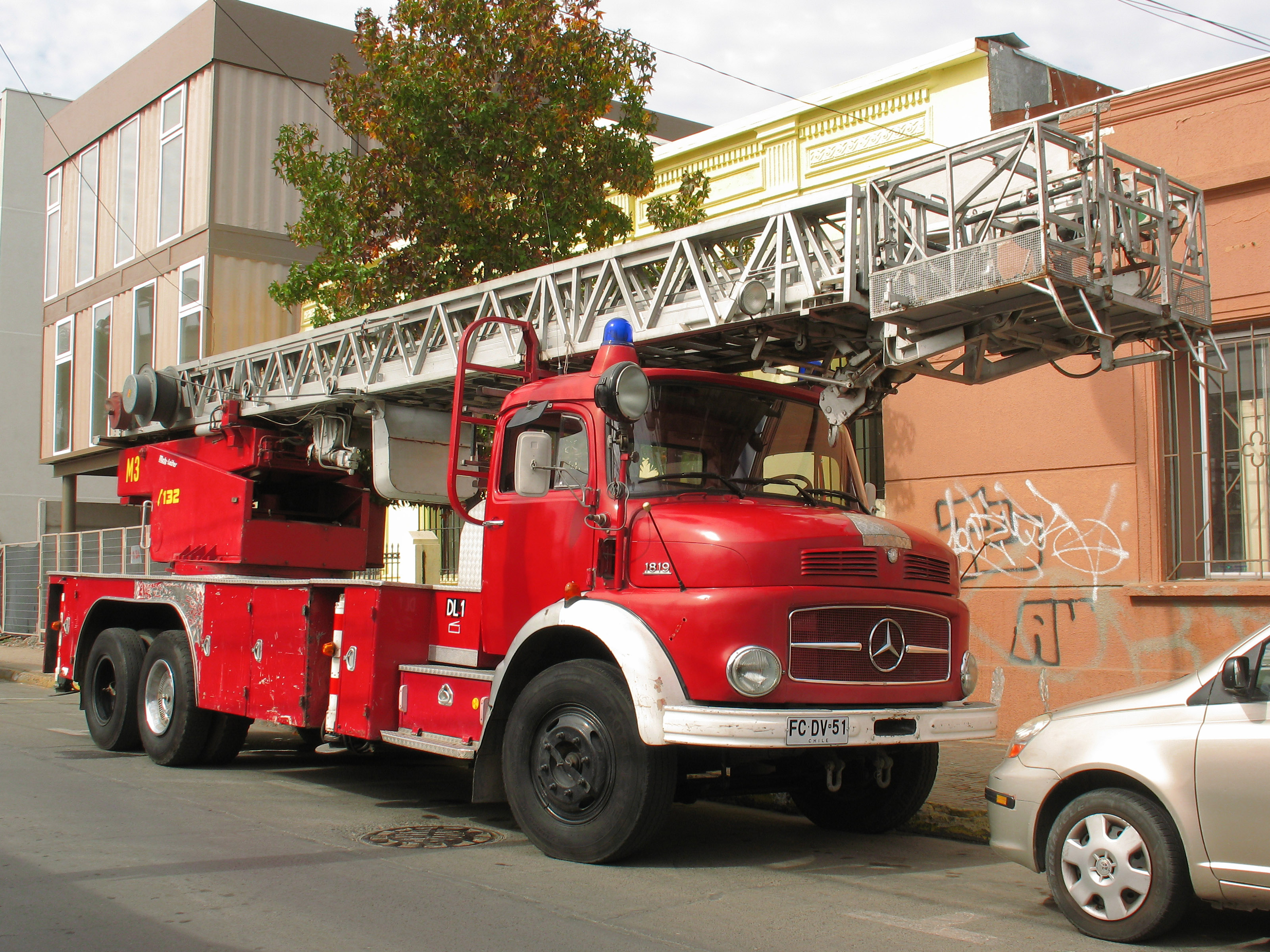
Typ L 1819

1959 erschienen in der leichten und mittleren Gewichtsklasse ganz neue Fahrzeuge. Das Design orientierte sich am Pkw-Bau: Pontonform anstatt der bisherigen freistehenden Kotflügel und Scheinwerfer.

#### 1958–1982: Schwerer Kurzhauber
(zulässiges Gesamtgewicht: 12 bis 26 t)

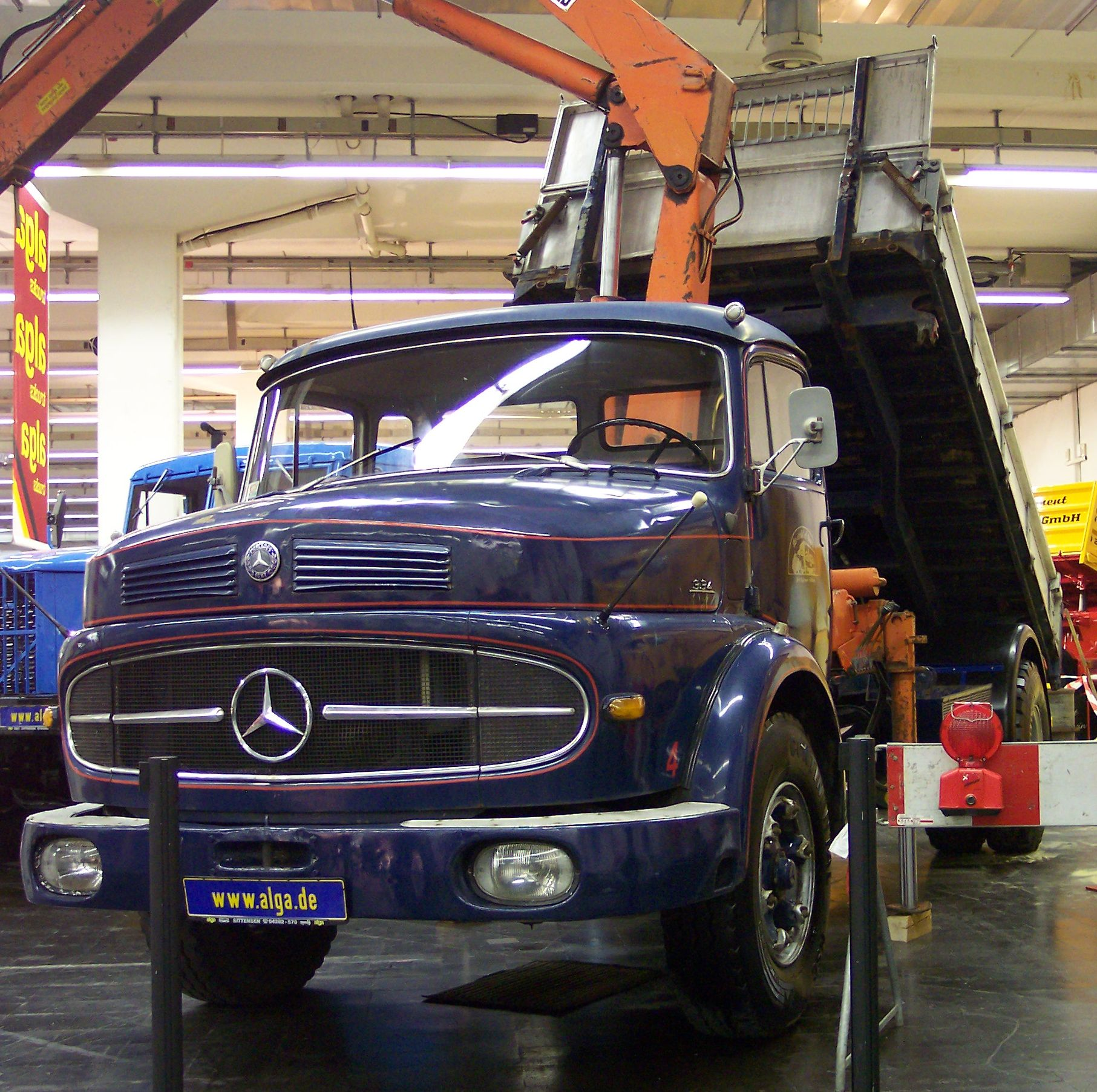
Mercedes-Benz LK 334
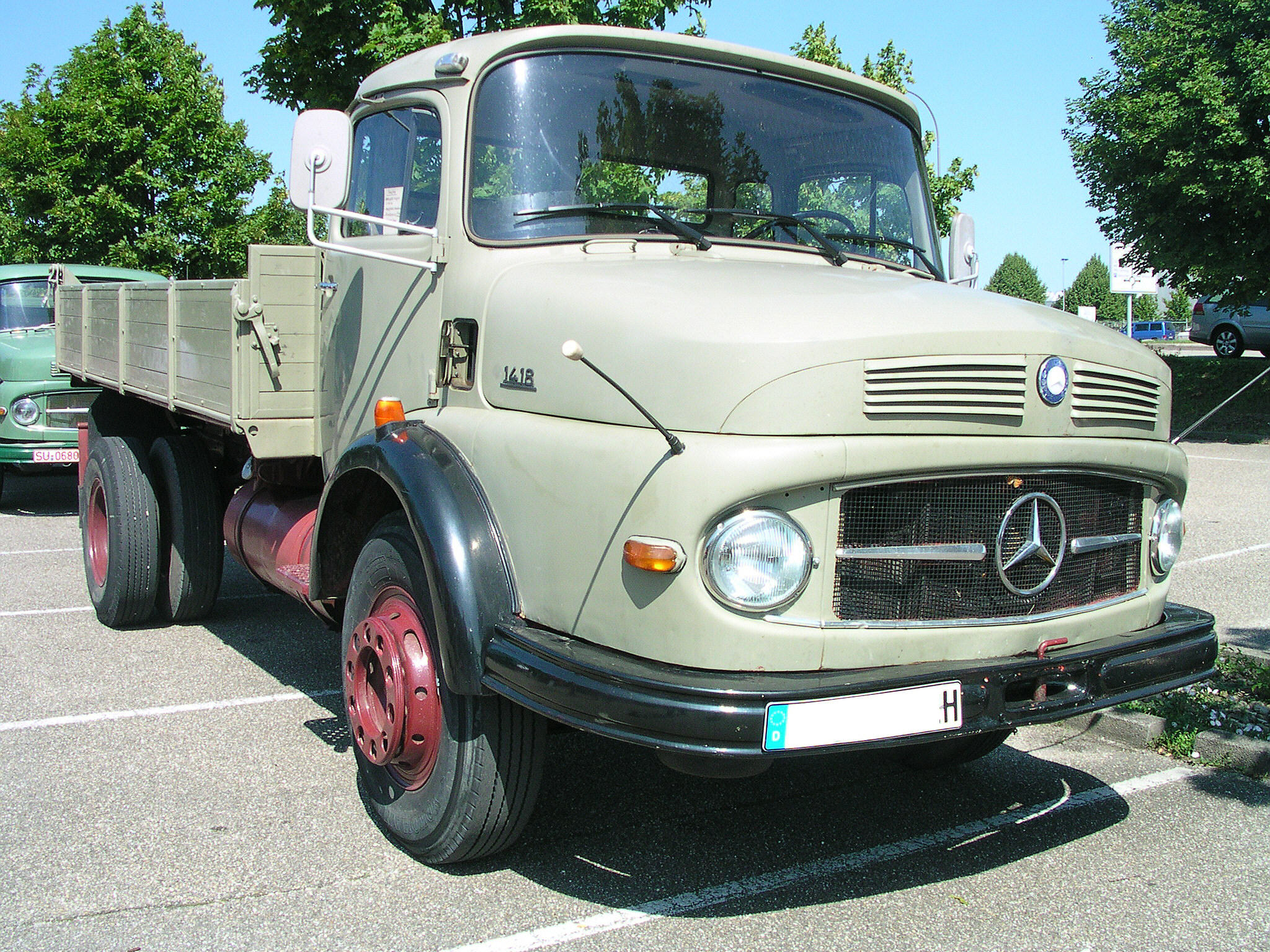
LK 1418
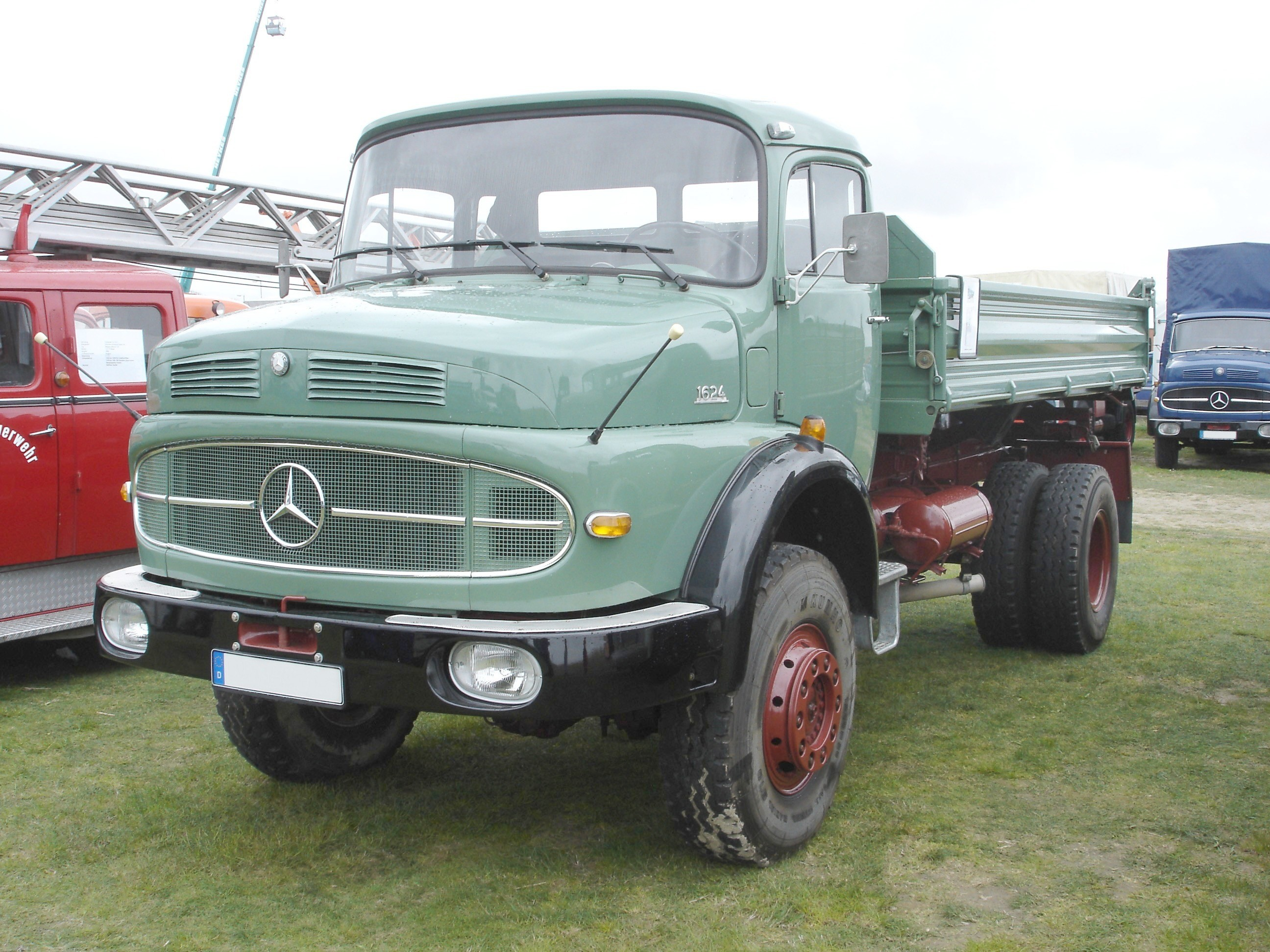
LAK 1624 (Kipper)
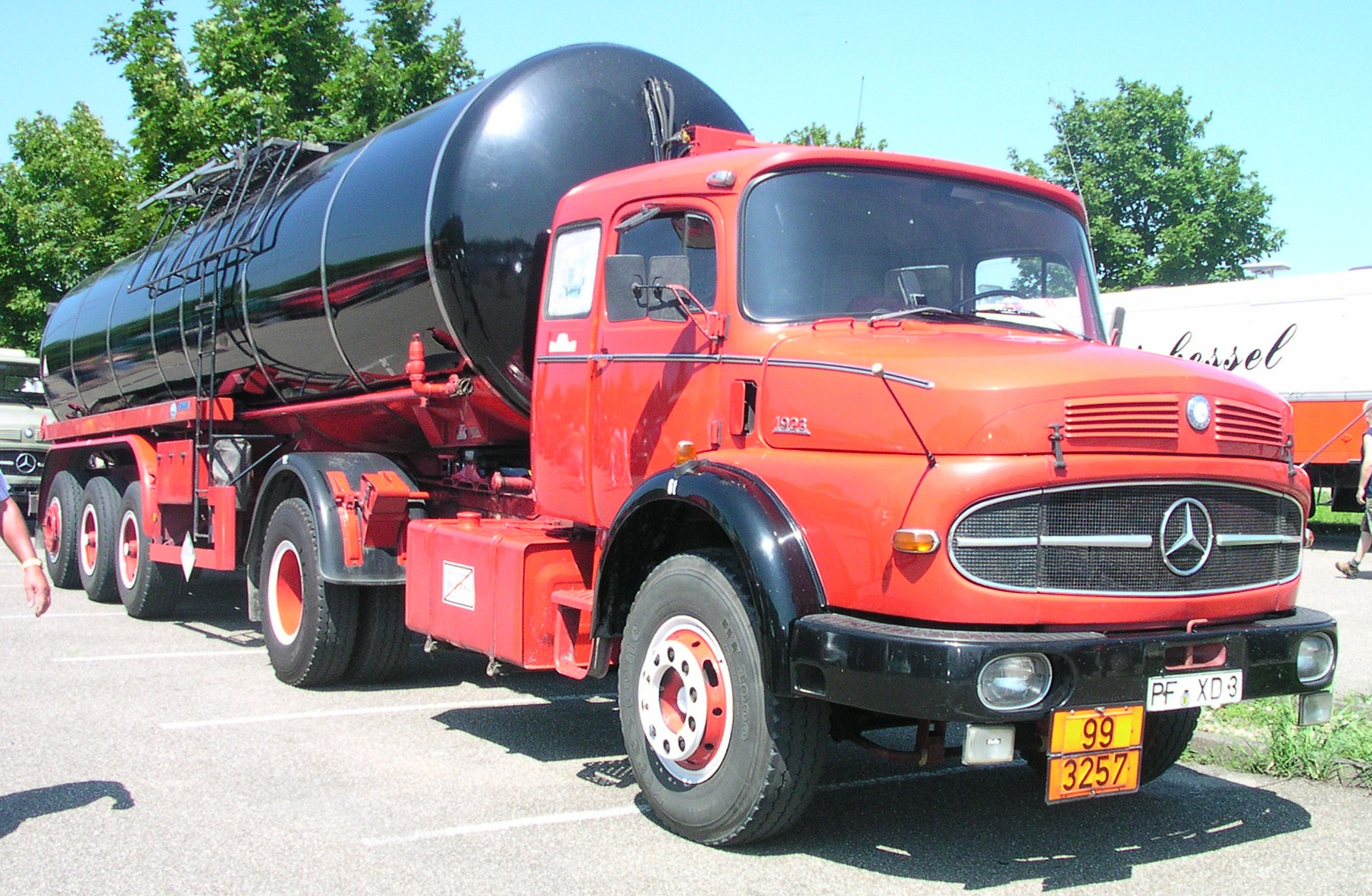
LS 1923 (Sattelzug)
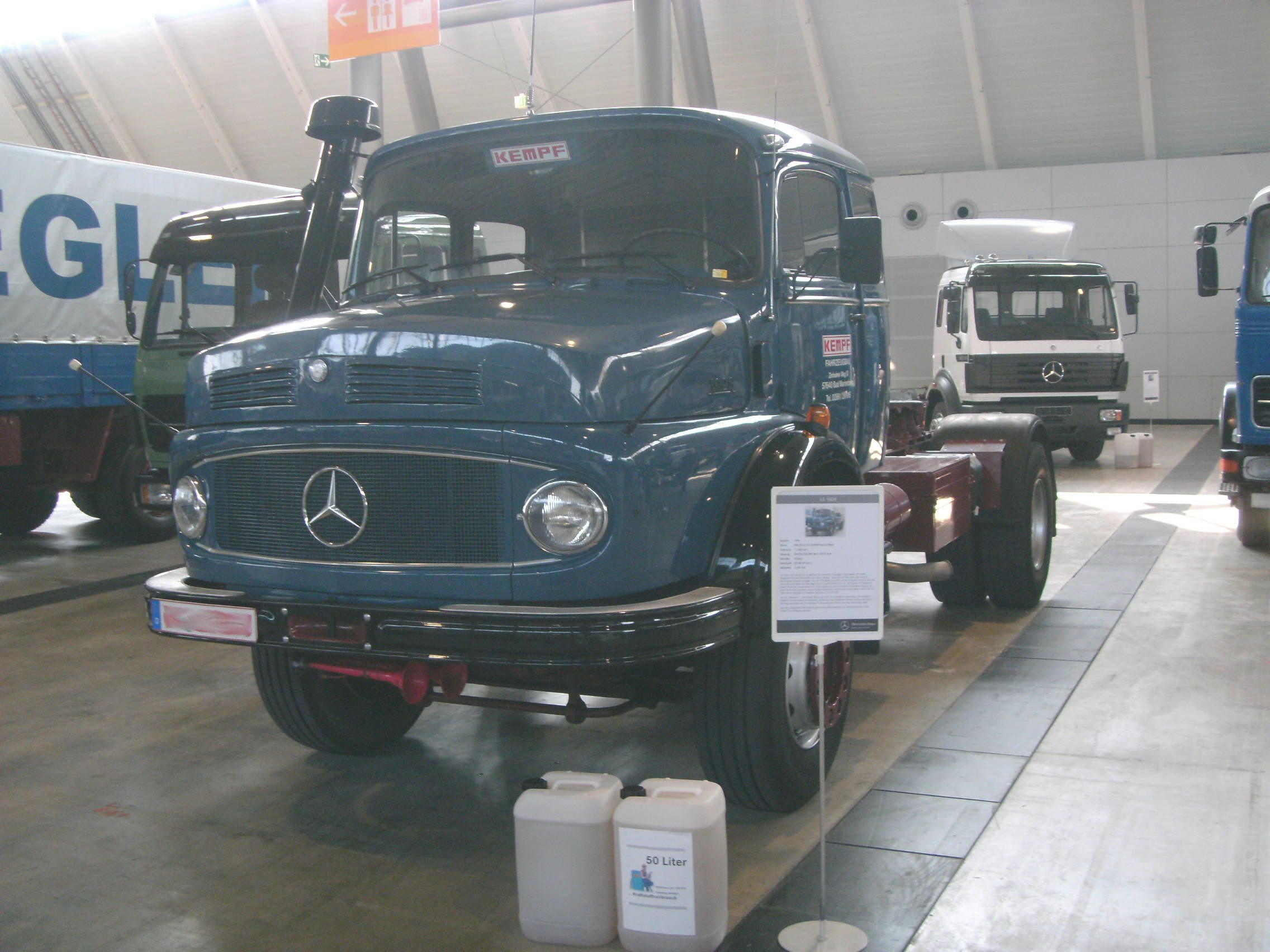
LS 1928 (Sattelzugmaschine)
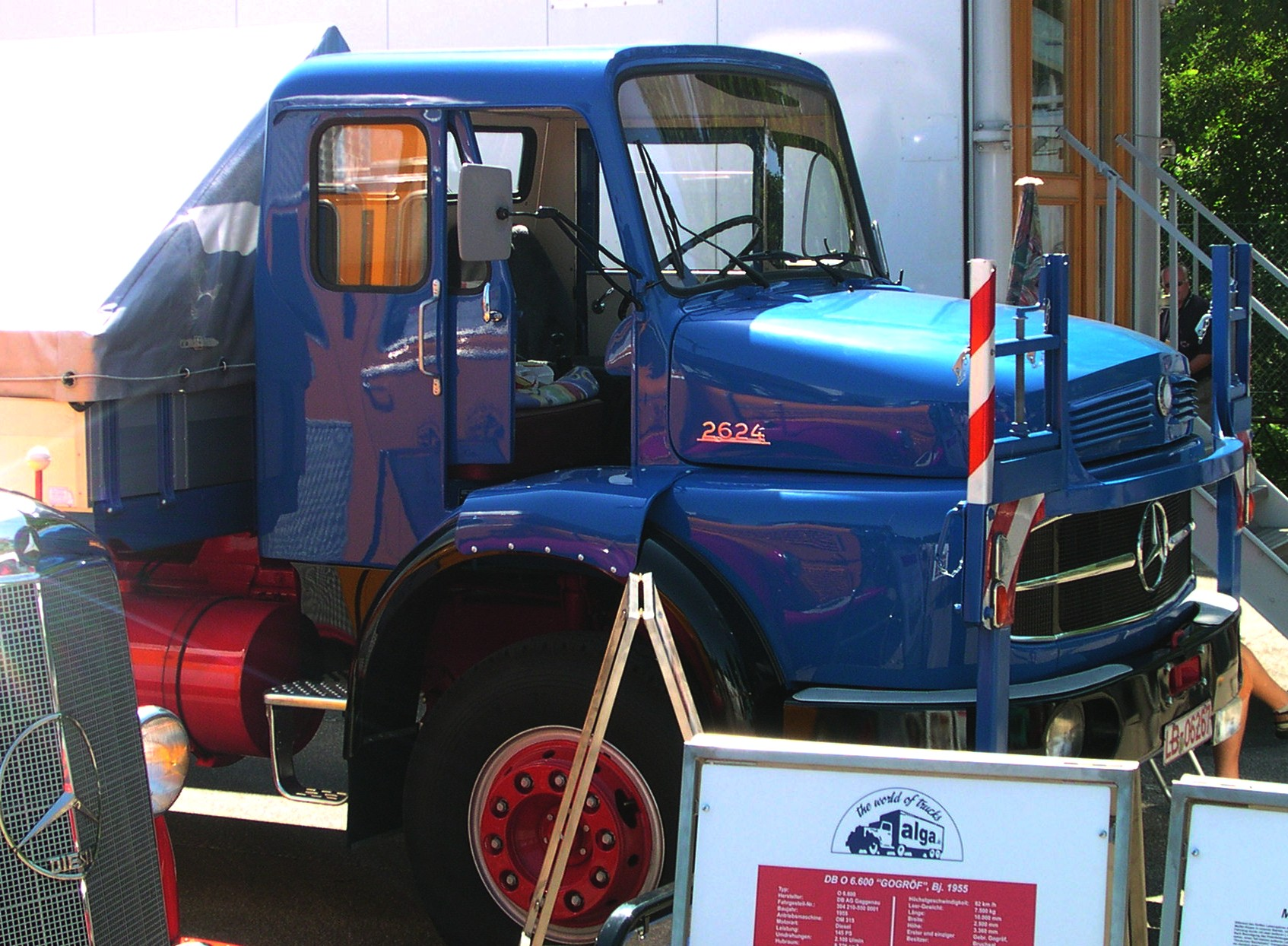
L 2624 (als Langgut-Transporter mit schmalerem Fahrerhaus und Schiebetür)
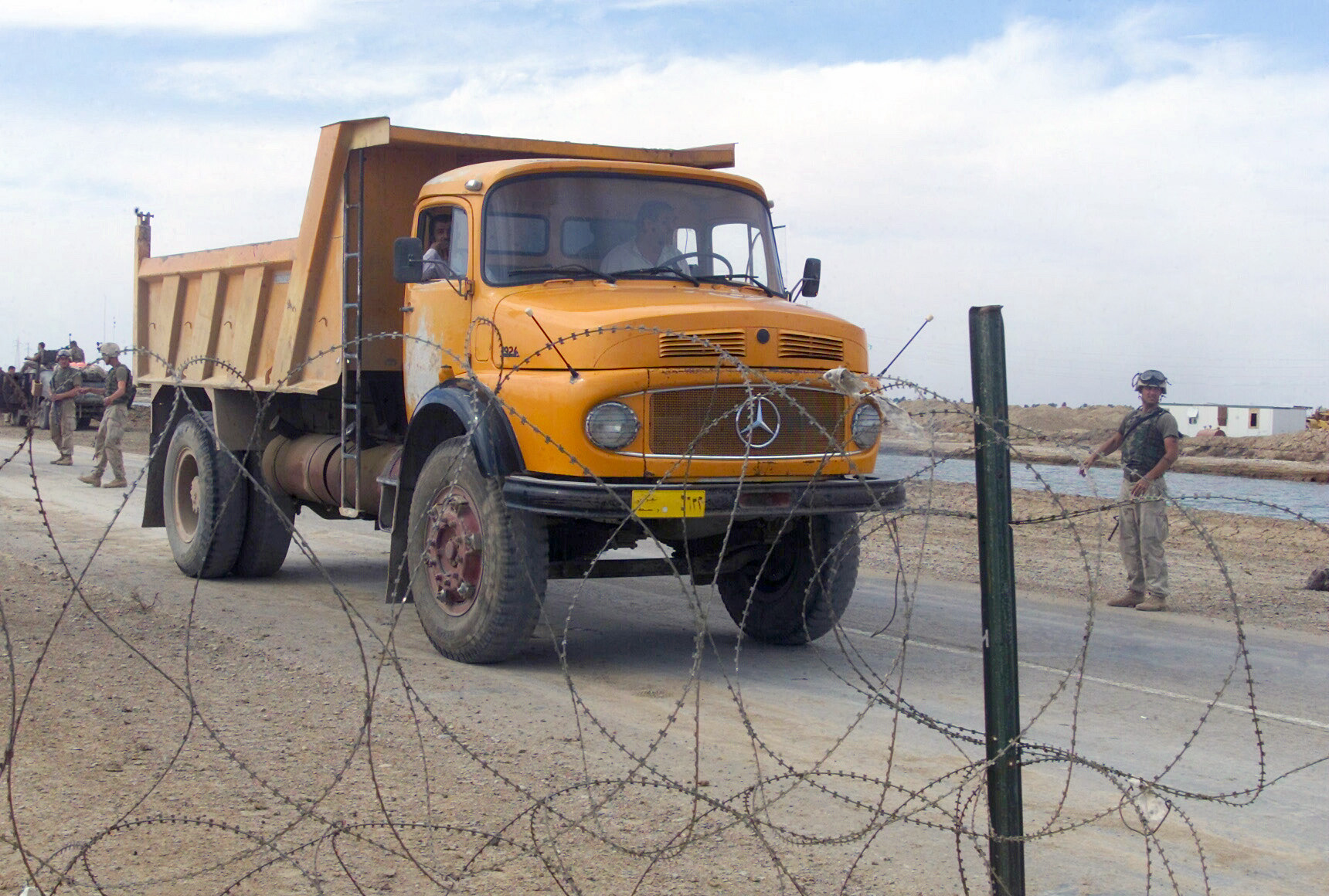
Mercedes-Benz LK 1924
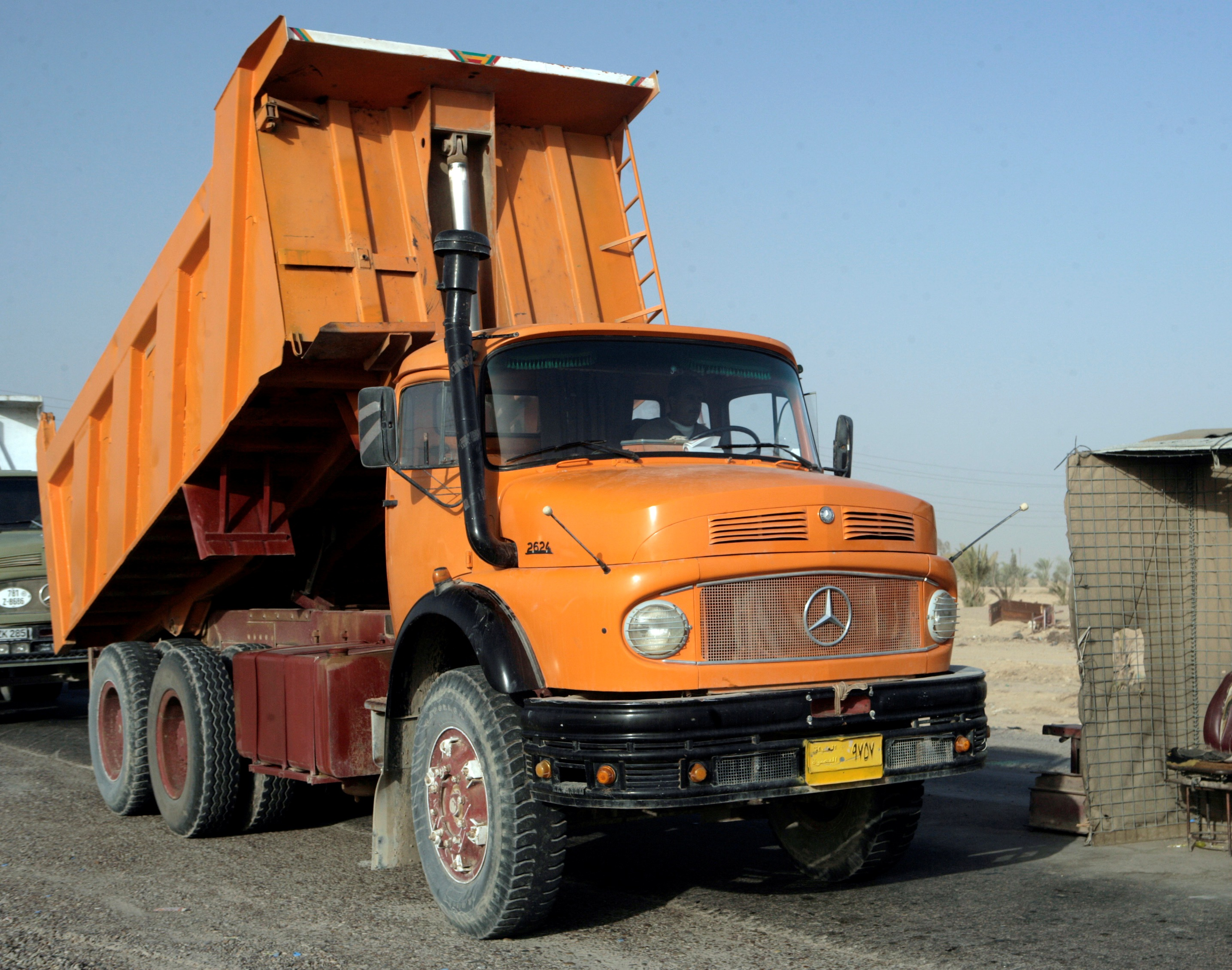
Mercedes-Benz LK 2624

Auch die schweren Haubenfahrzeuge bekamen ab 1958 ein neues Design in Pontonform.

### Frontlenker mit kubischer Kabine
Aus dem neuen Werk Wörth kamen ab 1965 völlig neu gestaltete Frontlenker, die den Kurzhaubern in Deutschland den Rang abliefen. Obwohl sie recht simpel konstruiert waren (und zum Beispiel nicht über eine kippbare Kabine verfügten), verkauften sich diese Fahrzeuge aufgrund einer konsequenten Tiefpreispolitik außerordentlich gut und prägten so das Straßenbild in den 1970er- und 1980er-Jahren entscheidend mit.

#### 1965–1984: Leichter Frontlenker
(zulässiges Gesamtgewicht: 6 bis 11 t)

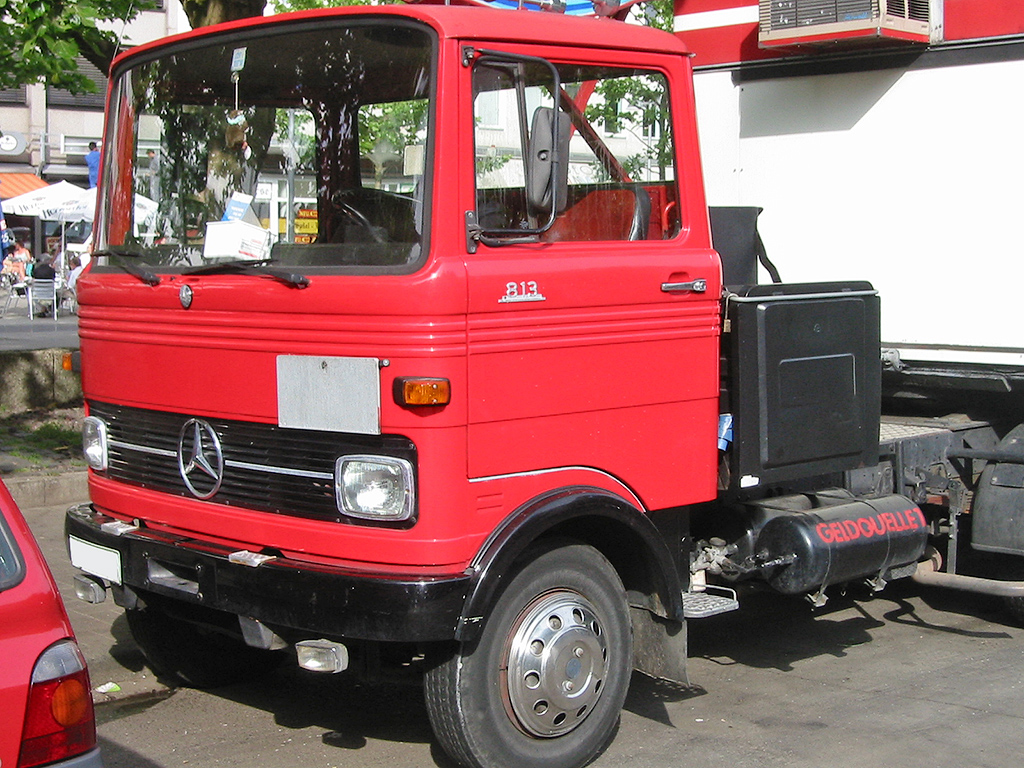
Leichter Frontlenker (1965–1977)
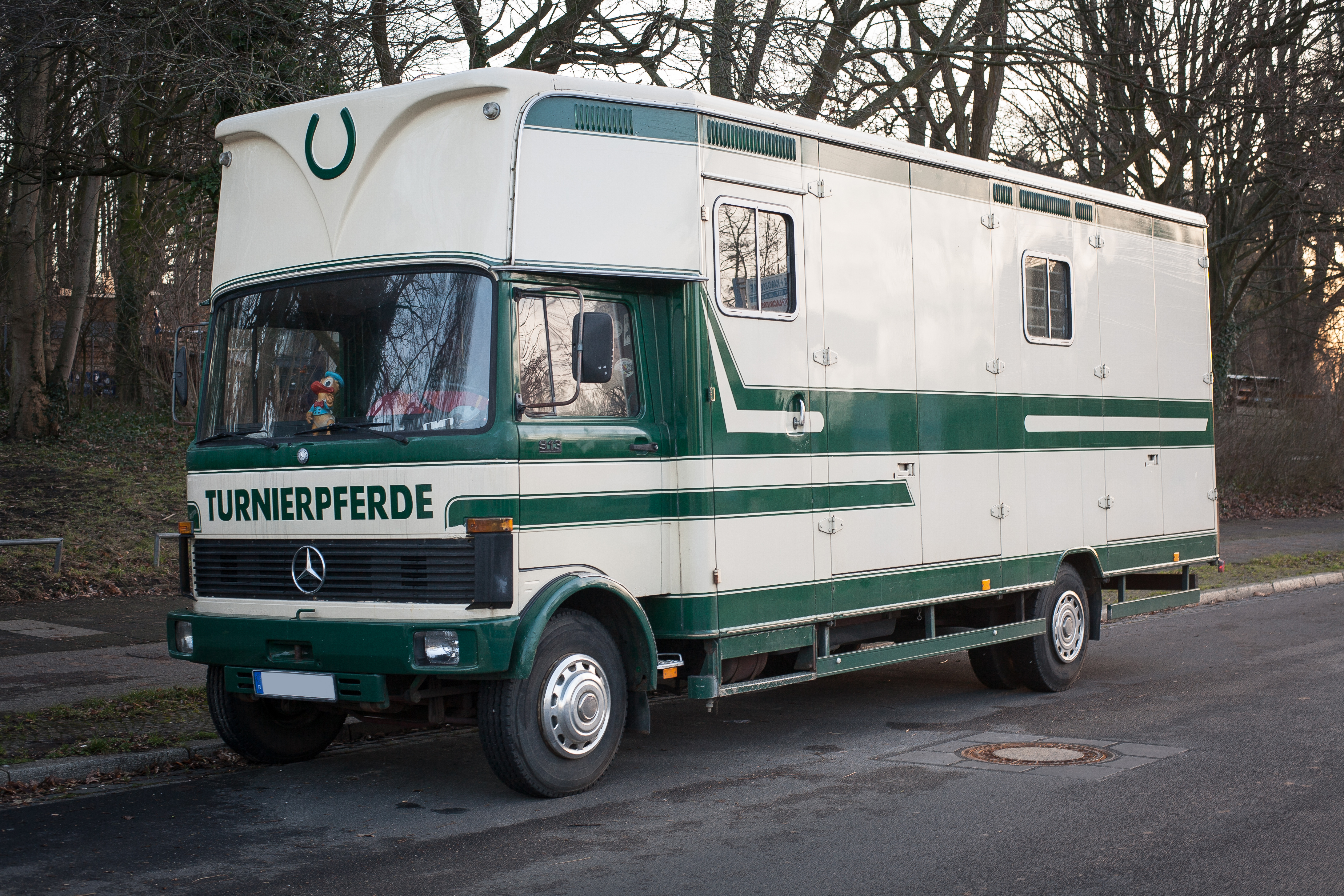
Leichter Frontlenker (1977–1984)

Die kleinen kubischen Frontlenker lösten 1965 den leichten Haubenwagen ab.

#### 1965–1975: Mittelschwerer Frontlenker
(zulässiges Gesamtgewicht: 8 bis 22 t)

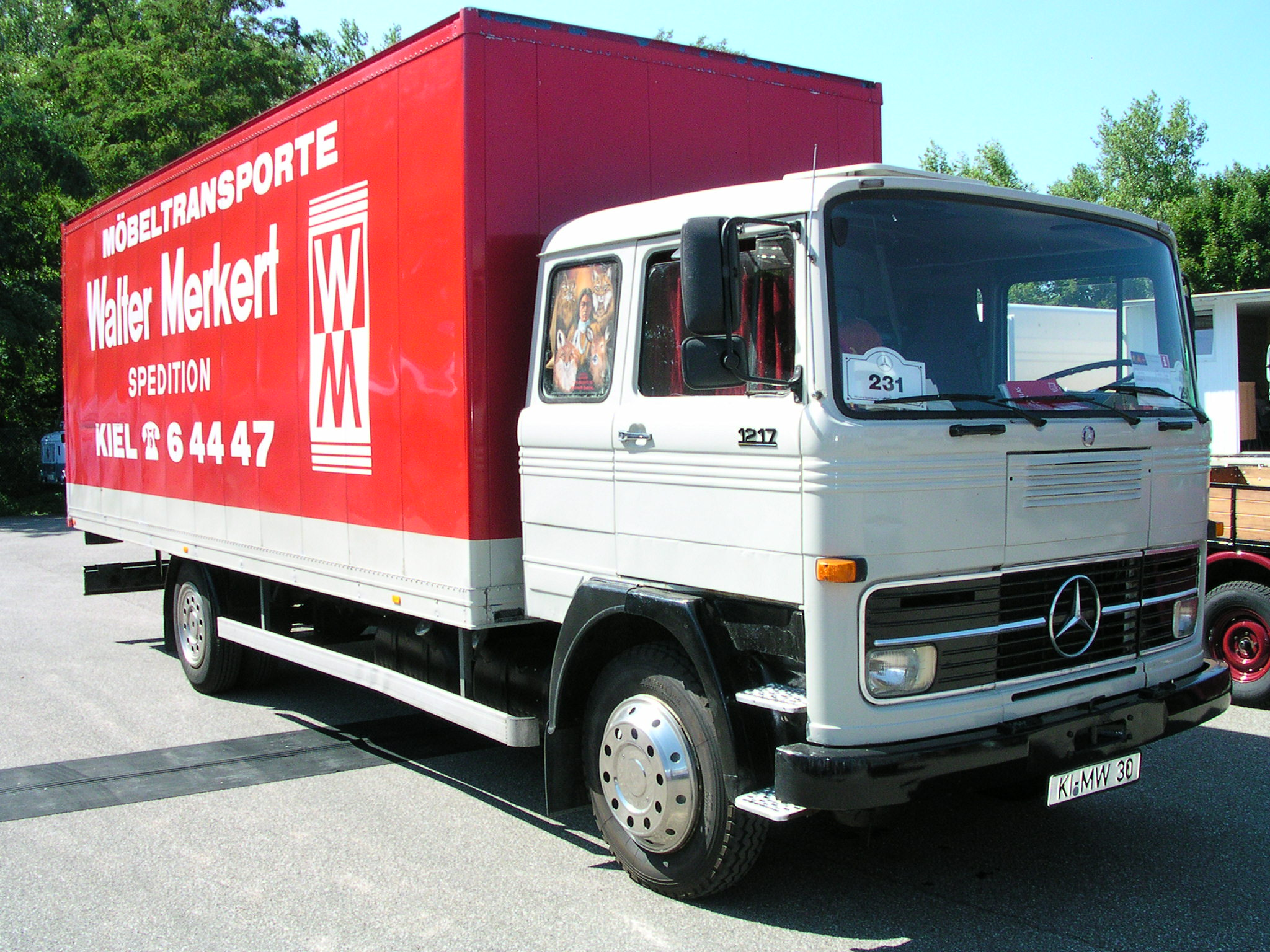
Mittelschwerer Frontlenker (mit Kofferaufbau)
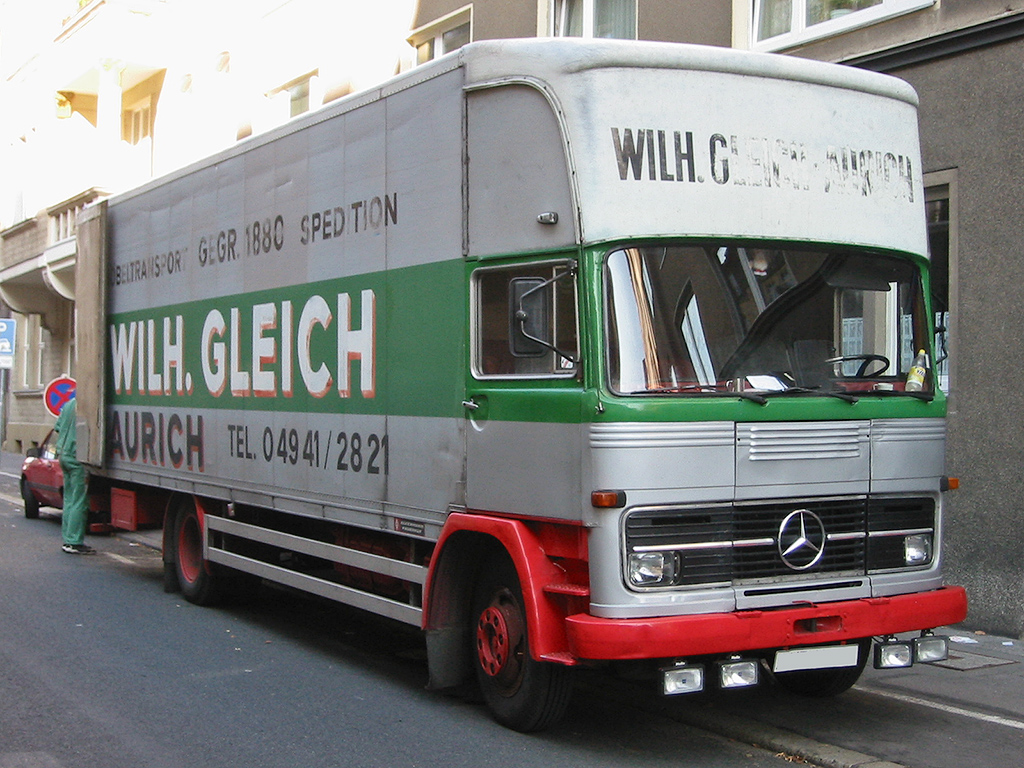
Mittelschwerer Frontlenker (Möbelwagen)
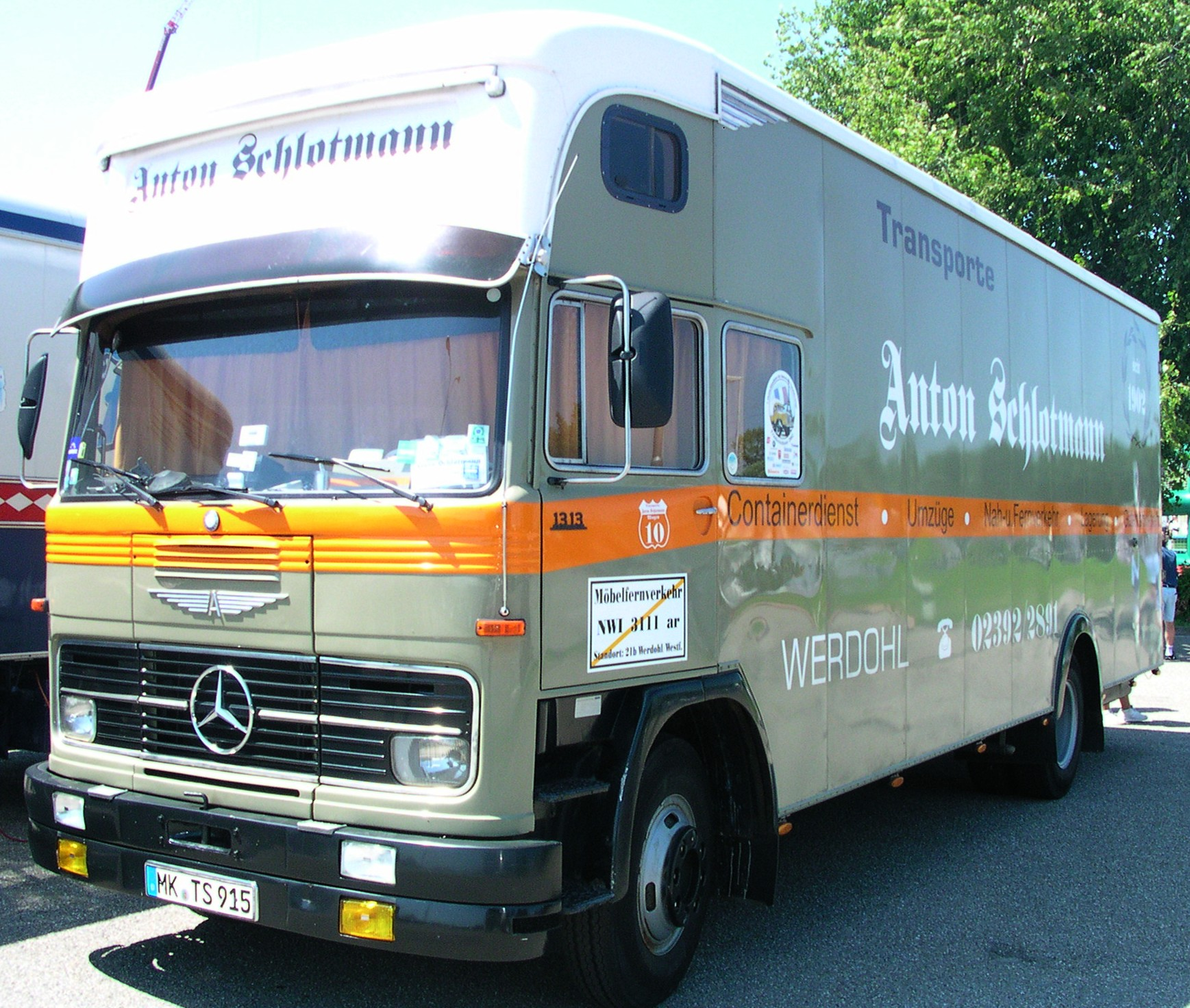
Mittelschwerer Frontlenker (Möbelwagen)
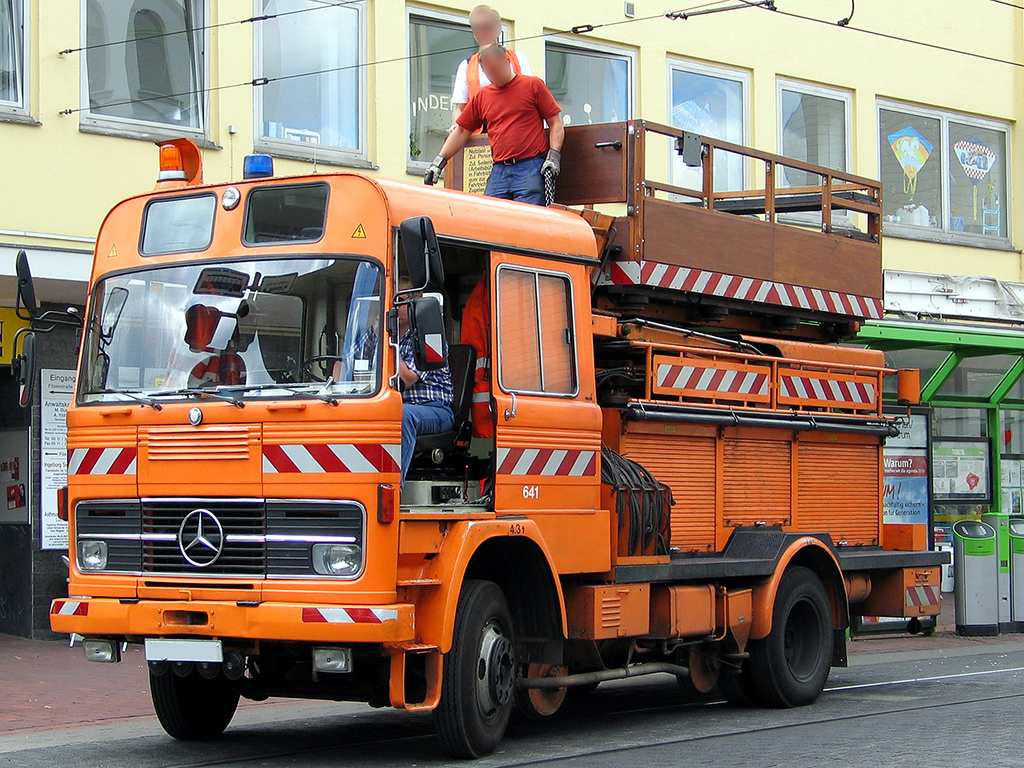
Mittelschwerer Frontlenker (Zweiwegefahrzeug Straße-Schiene der ÜSTRA)

Auch die Fahrzeuge der mittleren Gewichtsklasse erhielten Fahrerhäuser im neuen Design. Im Gegensatz zu den leichten Fahrzeugen waren die Scheinwerfer im unteren Bereich des Kühlergrills angeordnet.

#### 1963–1974: Schwerer Frontlenker
(zulässiges Gesamtgewicht: 14 bis 22 t)

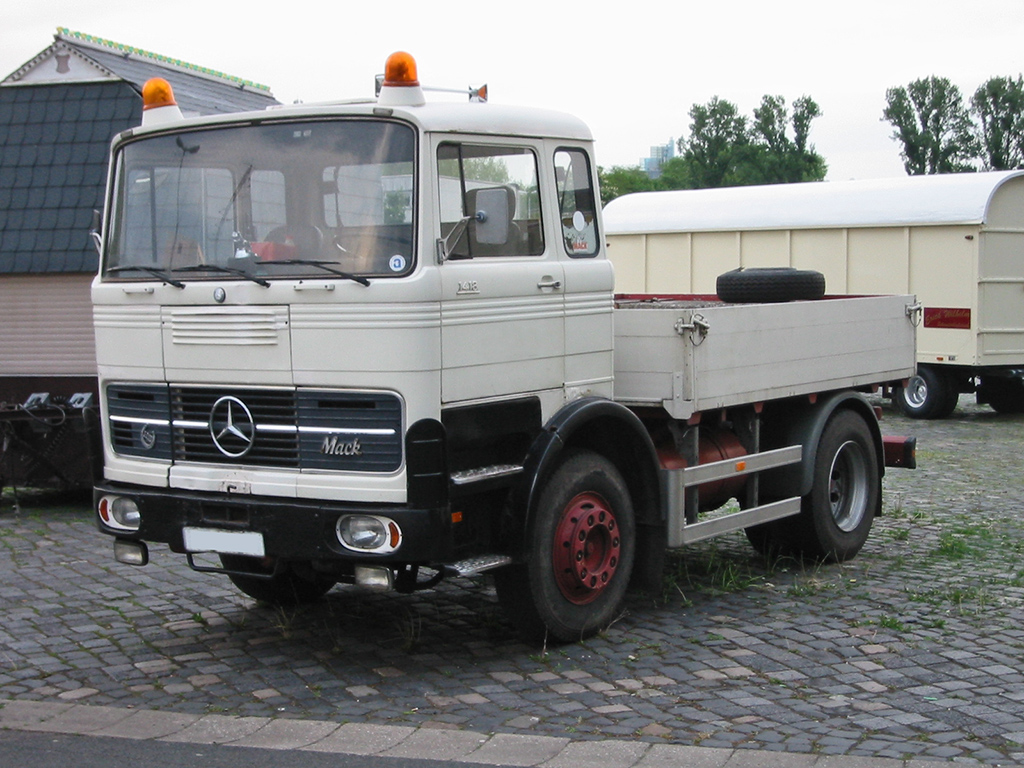
Schwerer Frontlenker (1963–1974)
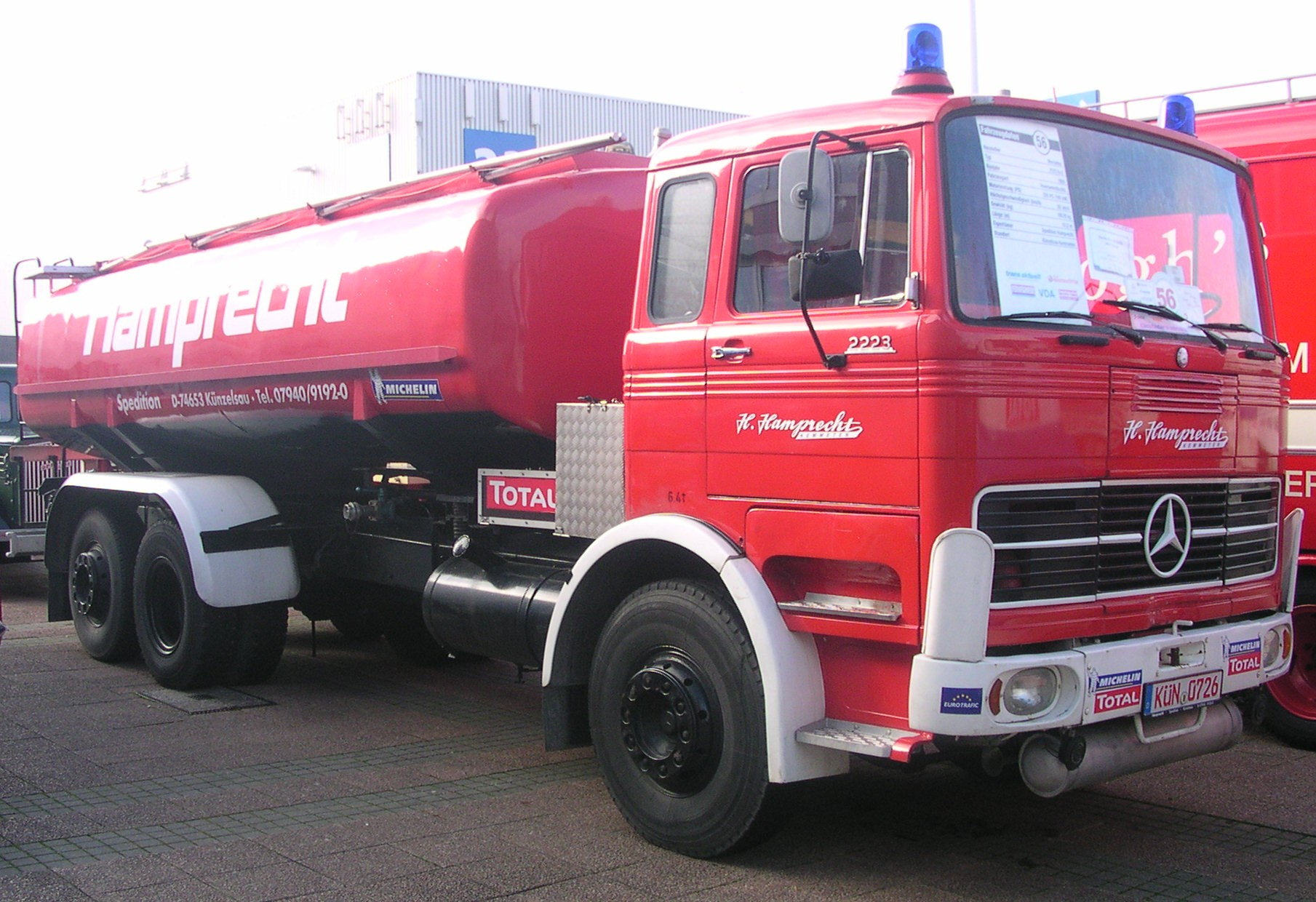
Schwerer Frontlenker (1963–1974)
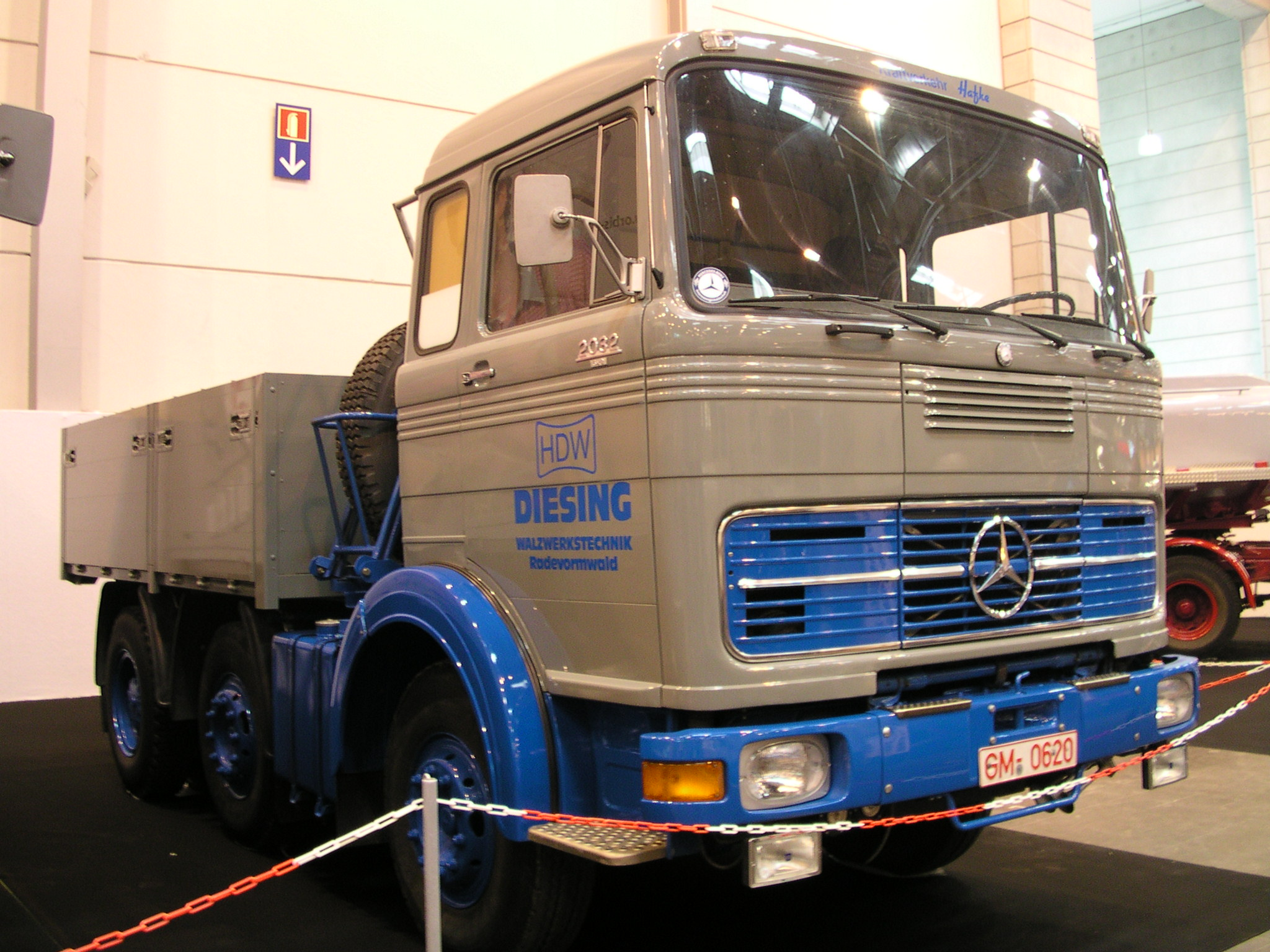
Schwerer Frontlenker (1970–1974)
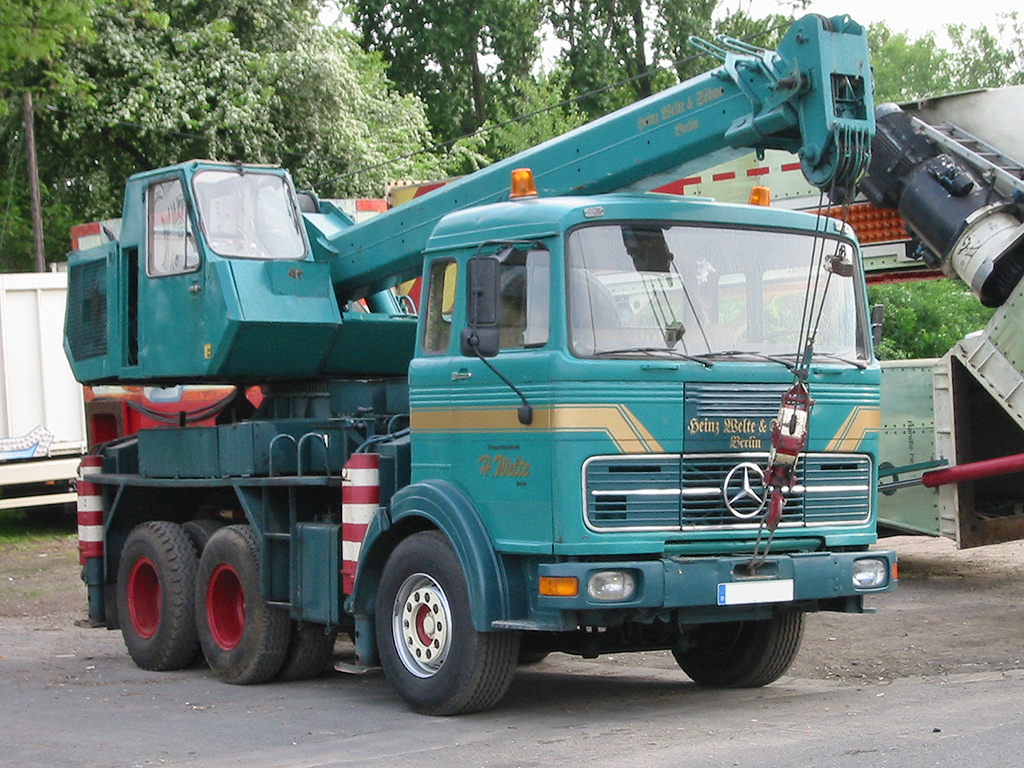
Schwerer Frontlenker (1970–1974)

Noch vor den leichten und mittleren Modellen erhielten die schweren Fahrzeuge 1963 eine neue, dem damaligen Geschmack entsprechend kantig gestaltete Kabine mit ebenfalls kantig gestalteter Kühlerblende.

### Neue Generation und Leichte Klasse

#### 1984–1998: Leichte Klasse (LK)
(zulässiges Gesamtgewicht: 6,5 bis 15 t)

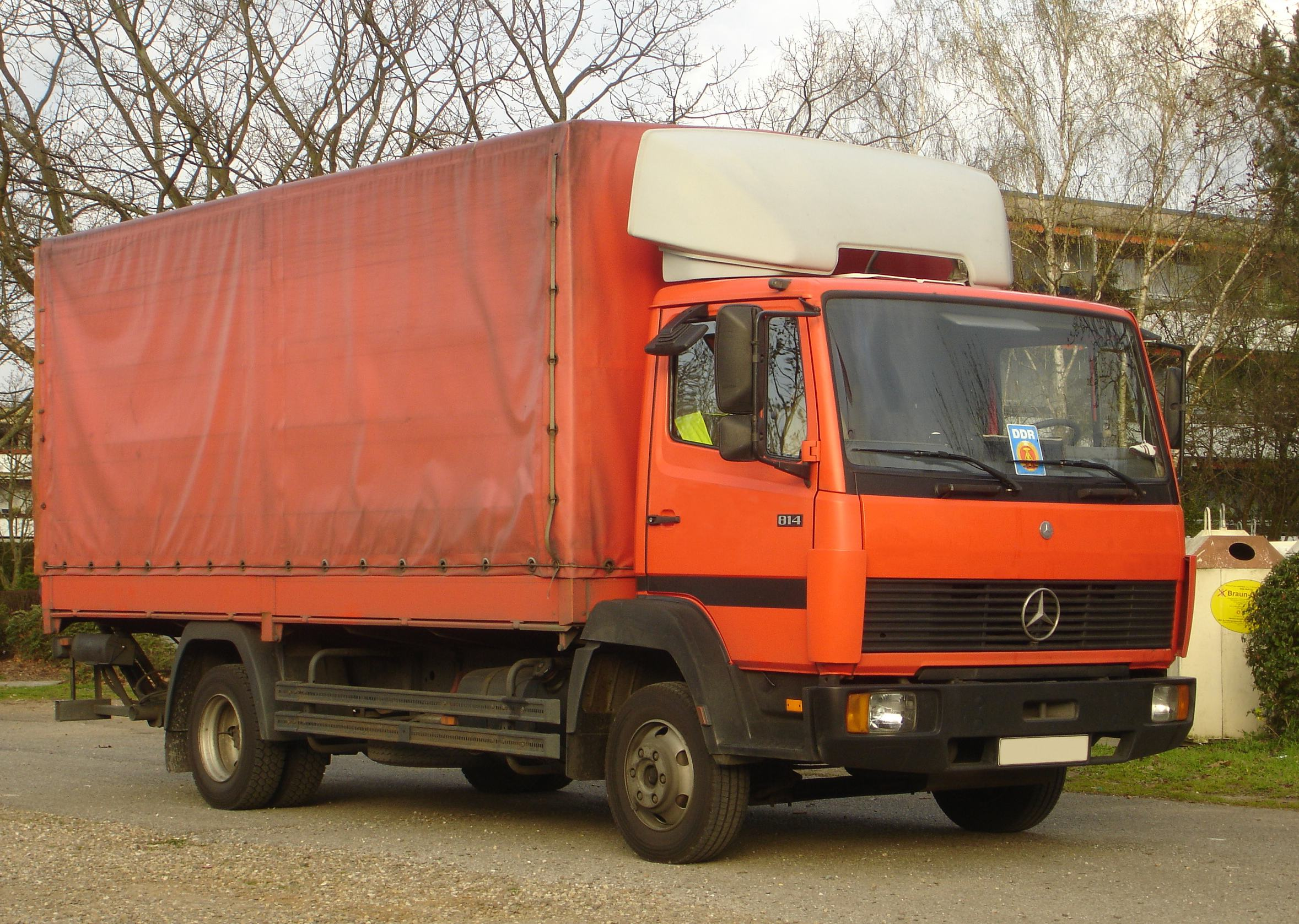
Typ 814 (Pritschenwagen mit Plane)
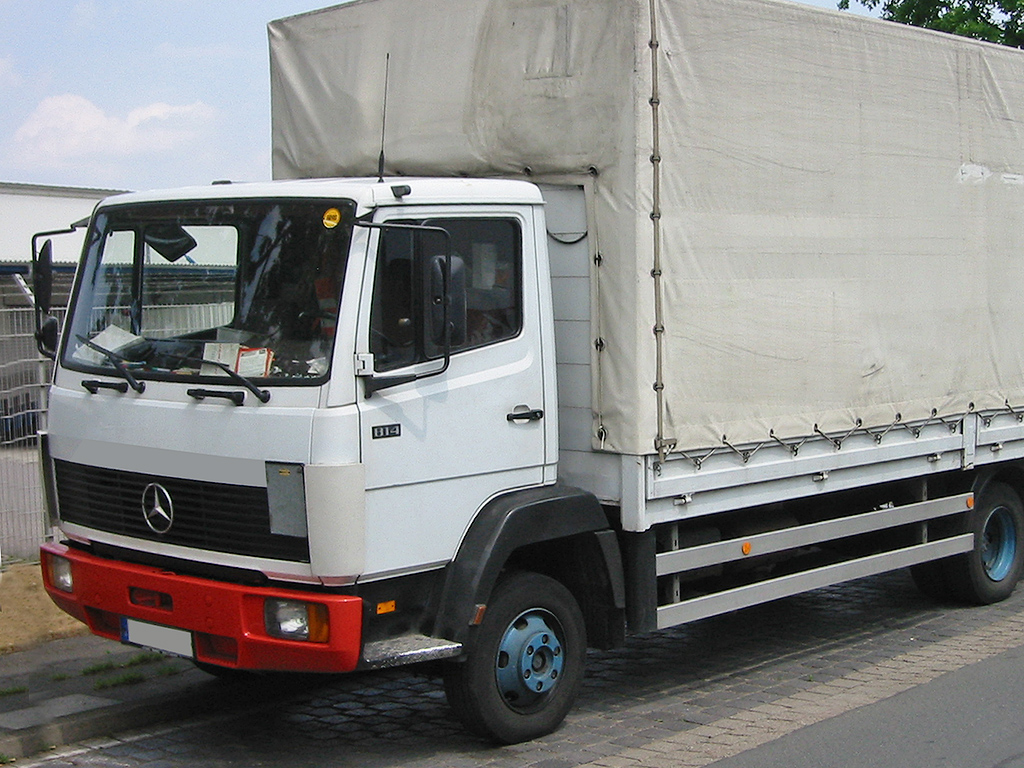
Leichte Klasse LK (Pritsche mit Plane)
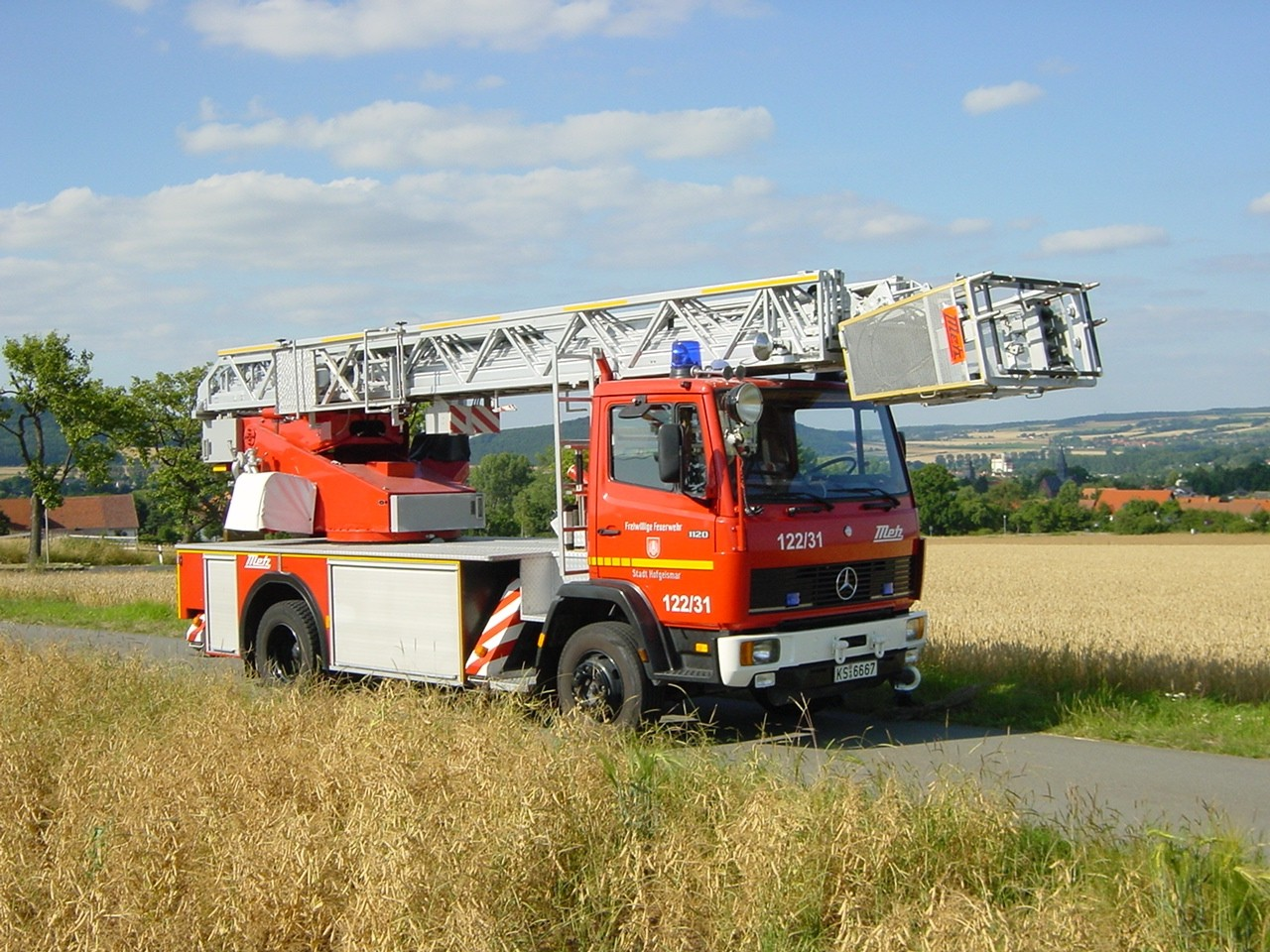
Leichte Klasse (Feuerwehrfahrzeug mit Drehleiter)

Nachdem der Vorgänger gut 18 Jahre im Grundkonzept unverändert in Produktion gewesen war, kam ab 1983 eine völlige Neuentwicklung, die intern LK genannte Baureihe heraus.

#### 1973–1988: Neue Generation (NG)
(zulässiges Gesamtgewicht: 9,2 bis 26 t)

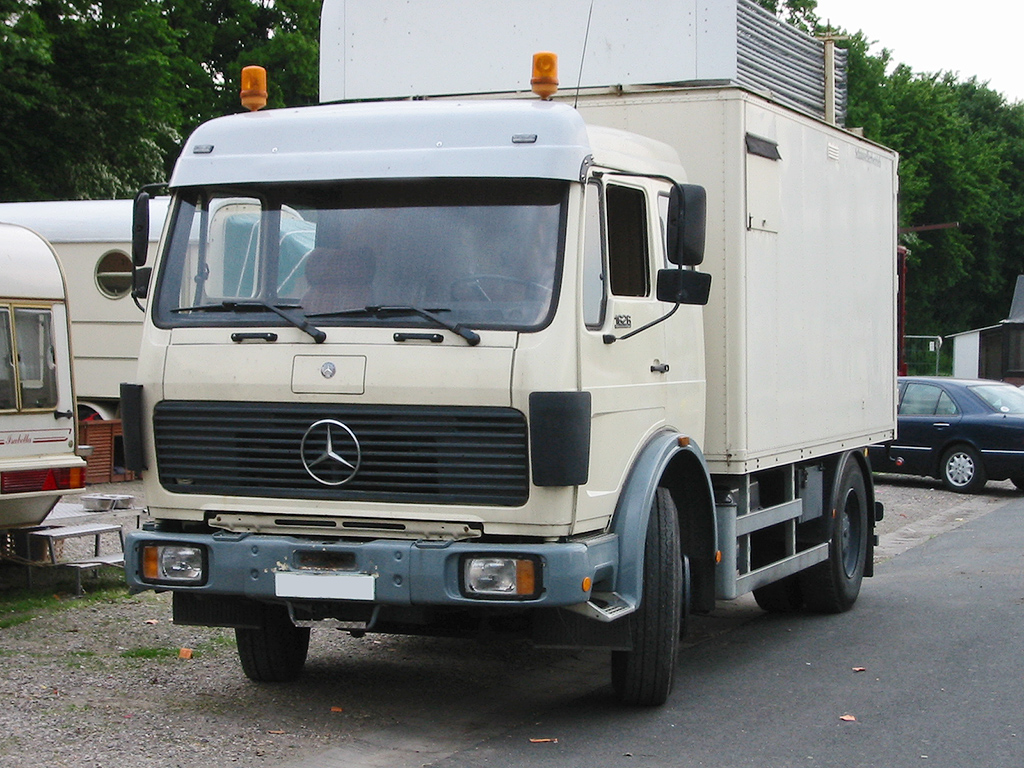
NG '73 (1973–1980) bis 1977 nur schmale Kotflügel
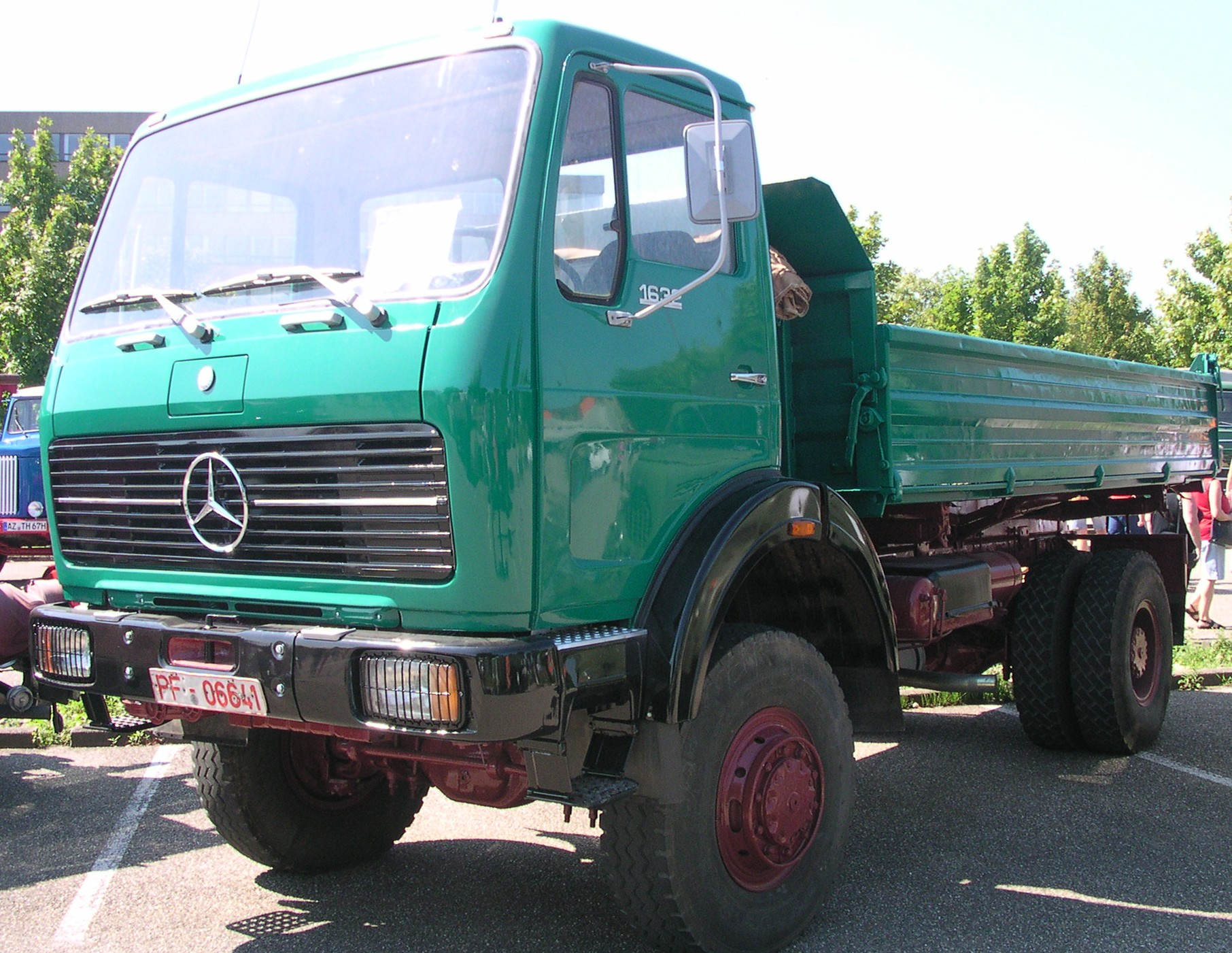
NG '73 (1973–1980)
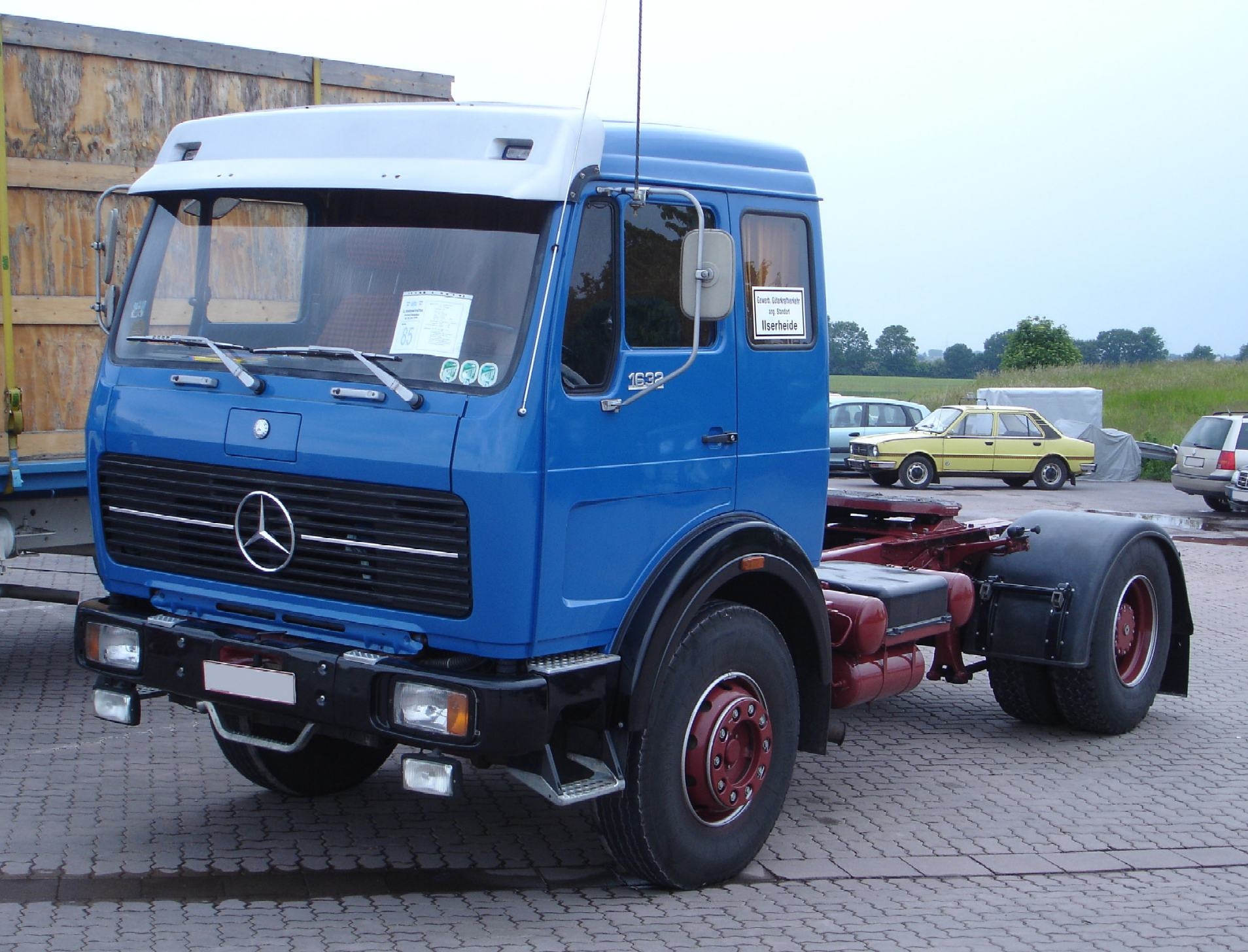
NG '73 (1973–1980)
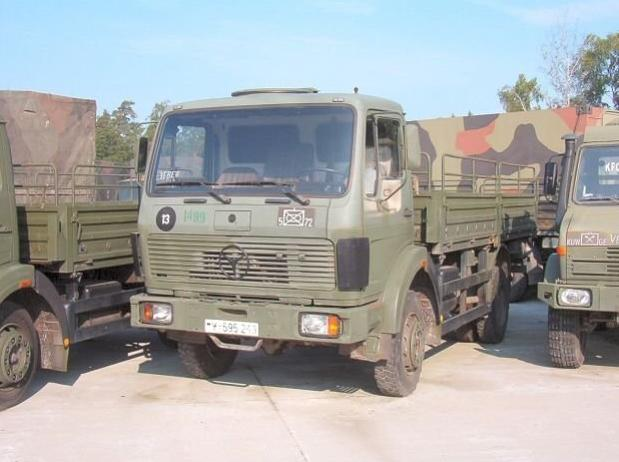
Militärfahrzeug 1017 A

Bei der „Neuen Generation“, die ab 1973 eingeführt wurde, handelte es sich um eine Neukonstruktion mit einem völlig neuen Erscheinungsbild.

#### 1988–1998: Schwere Klasse (SK) bzw. Mittelschwere Klasse (MK)

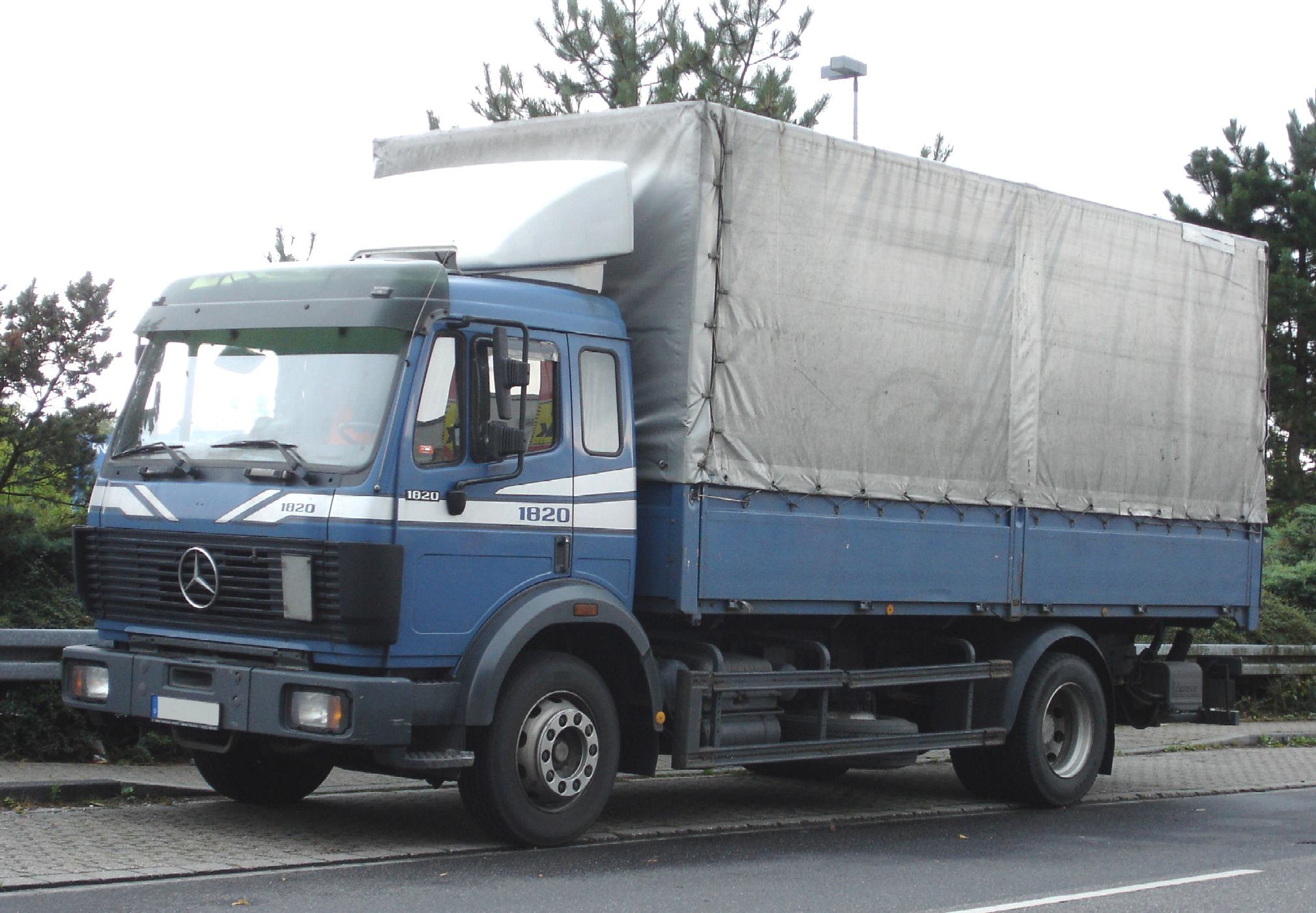
SK (1988–1994)
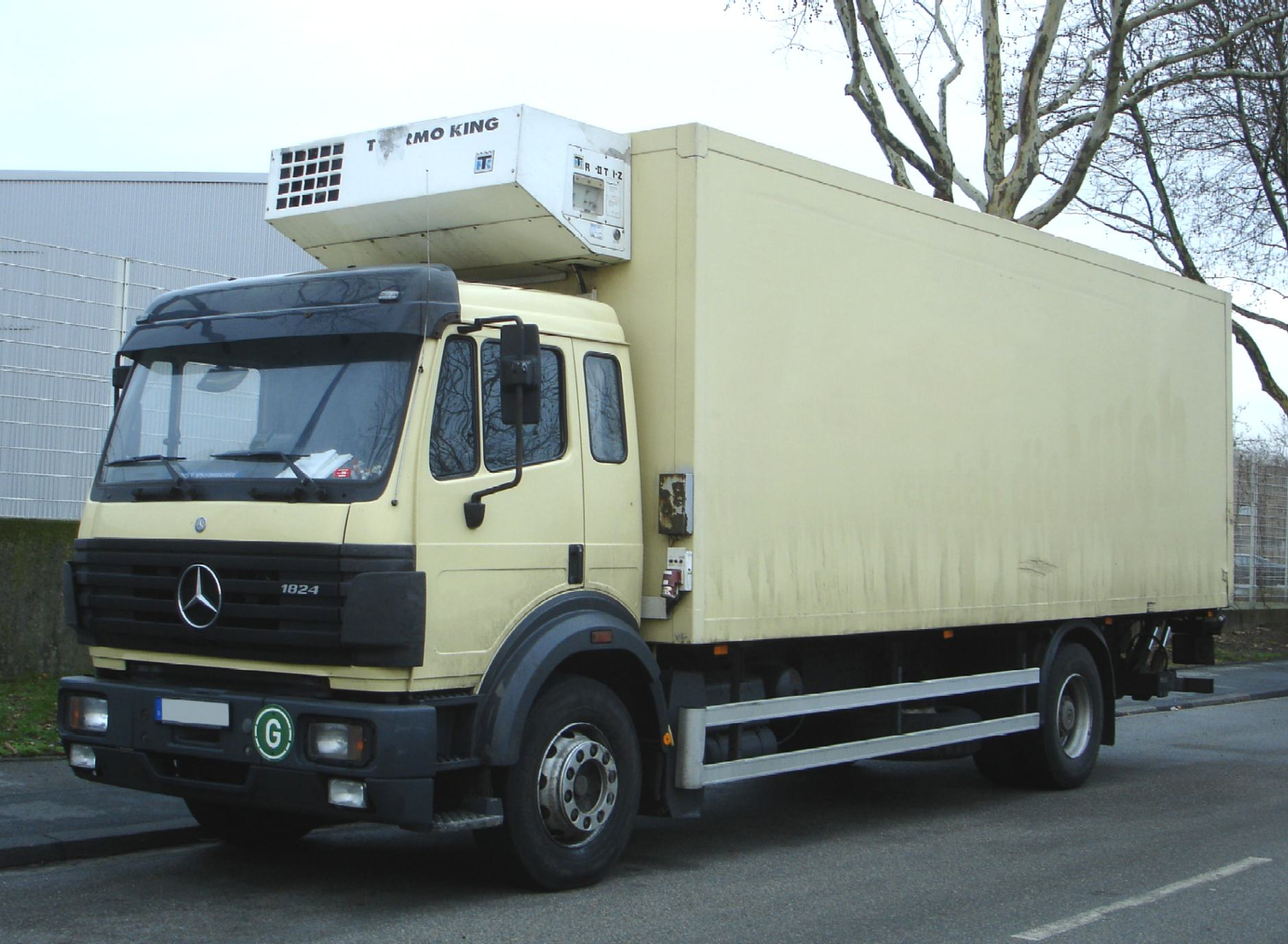
SK Deflektor (1994–1998)
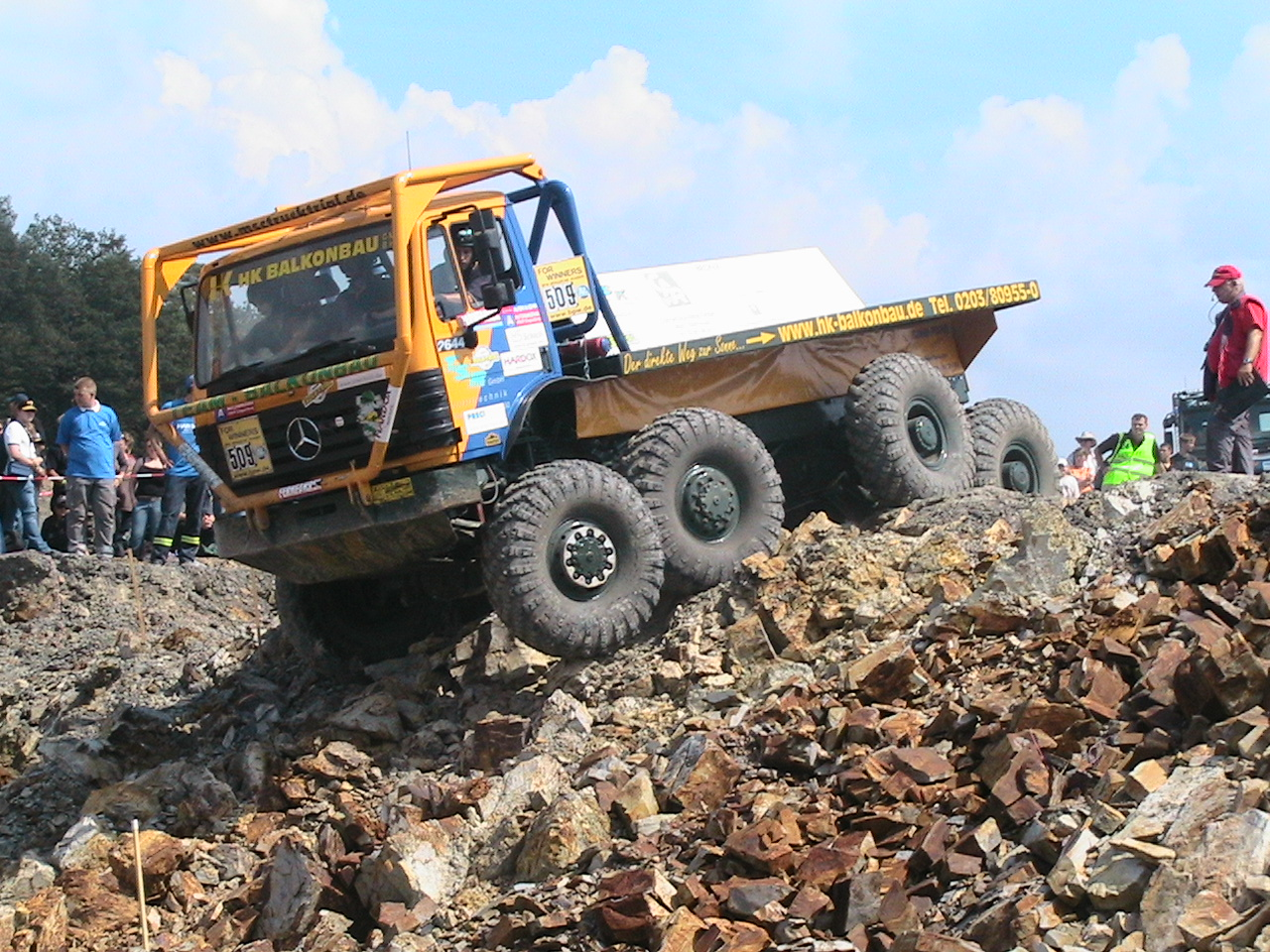
SK als Sportgerät

Die Neue Generation erfuhr 1988 eine weitere Überarbeitung. Fortan wurden die Fahrzeuge als SK bezeichnet. Die zweite Version mit geändertem Kühlergrill wurde SK Deflektor genannt.

### Actros, Accelo, Atron, Atego, Axor, Antos und Arocs

#### Seit 1998: Atego

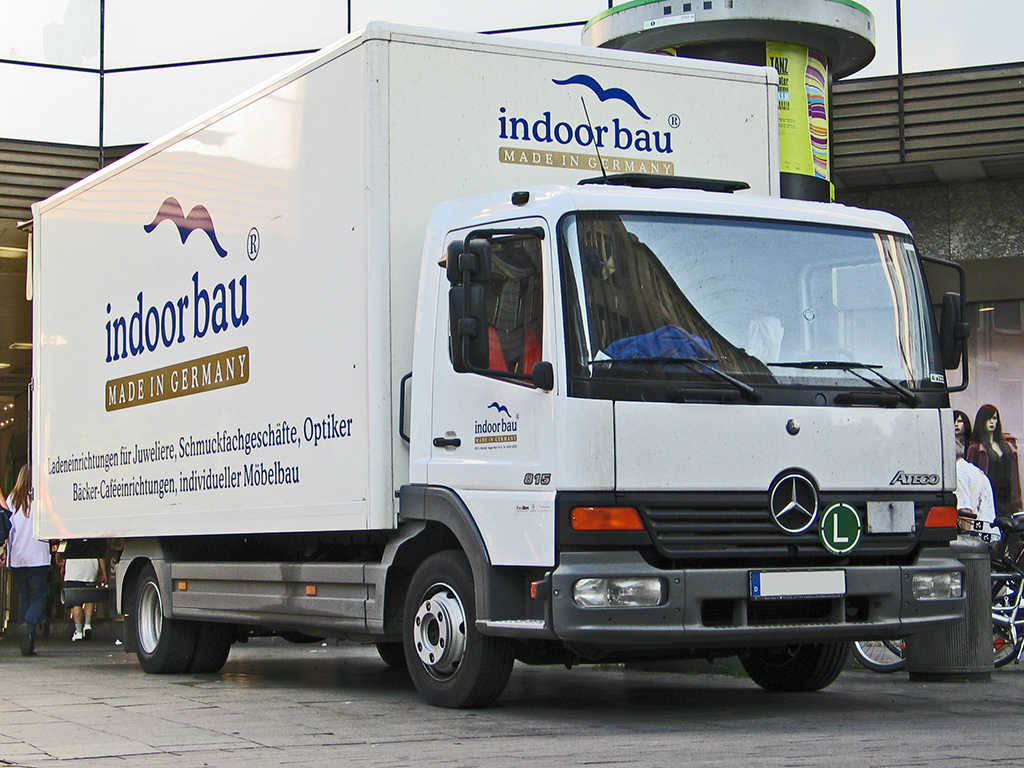
Atego 815 (Kofferaufbau)
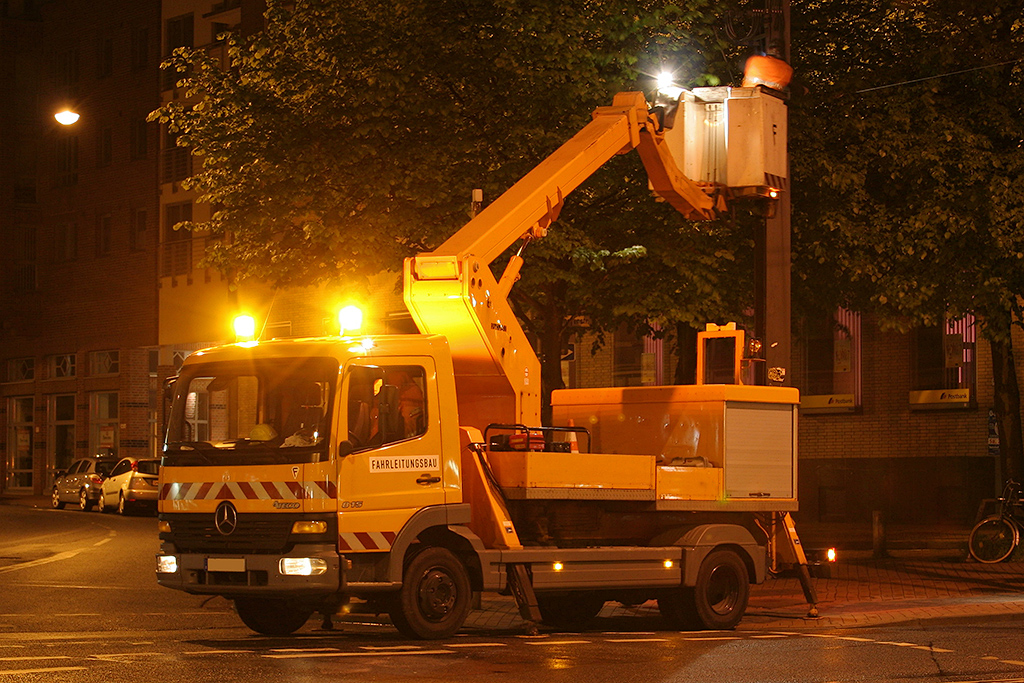
Atego 815 (Hubsteiger bei Nachteinsatz)
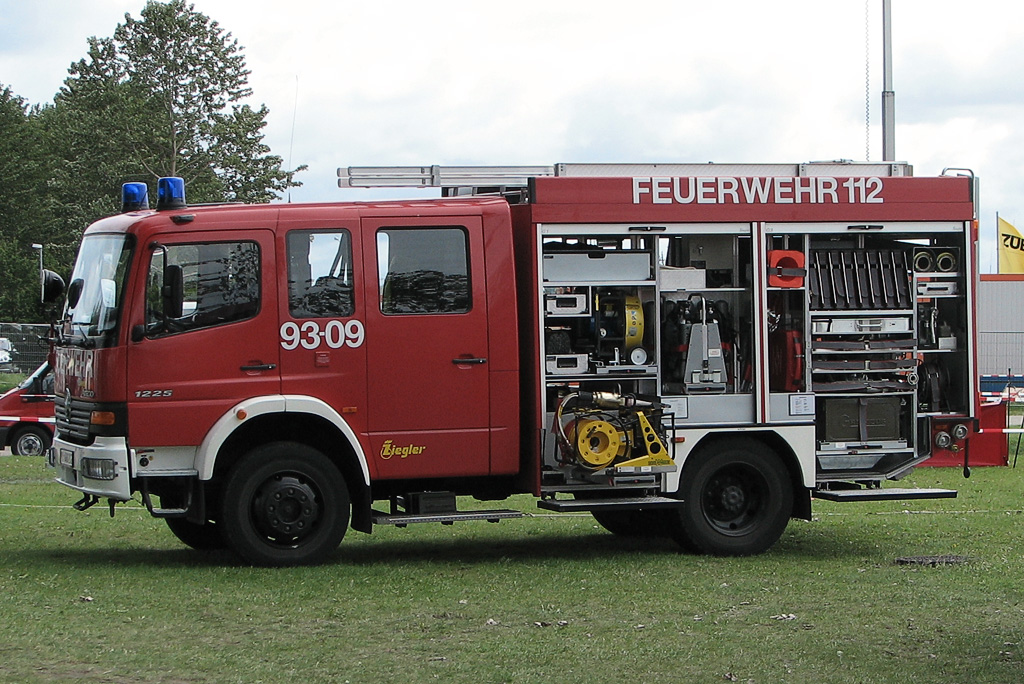
Atego 1225 (Feuerwehrfahrzeug)
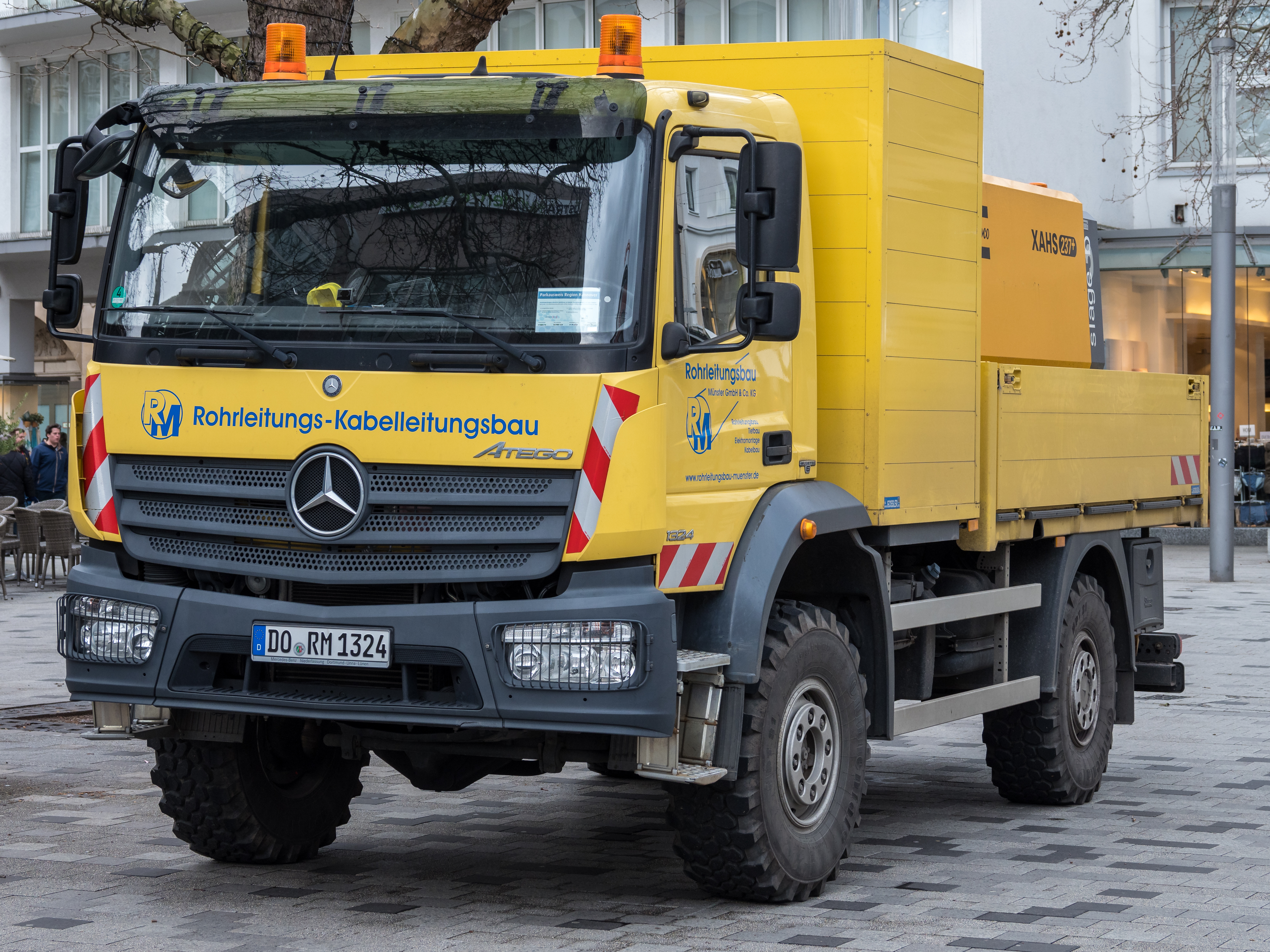
Mercedes-Benz Atego 1324

1998 erschien der Nachfolger der LK-Modelle. Zum ersten Mal erhielten die leichten Lkw einen Namen: Atego. Die zweite Generation startete 2013.

#### Seit 1996: Atron
Der Atron ist ein für den brasilianischen bzw. südamerikanischen Markt bestimmtes LKW-Modell, welches in Europa nicht anzutreffen ist.

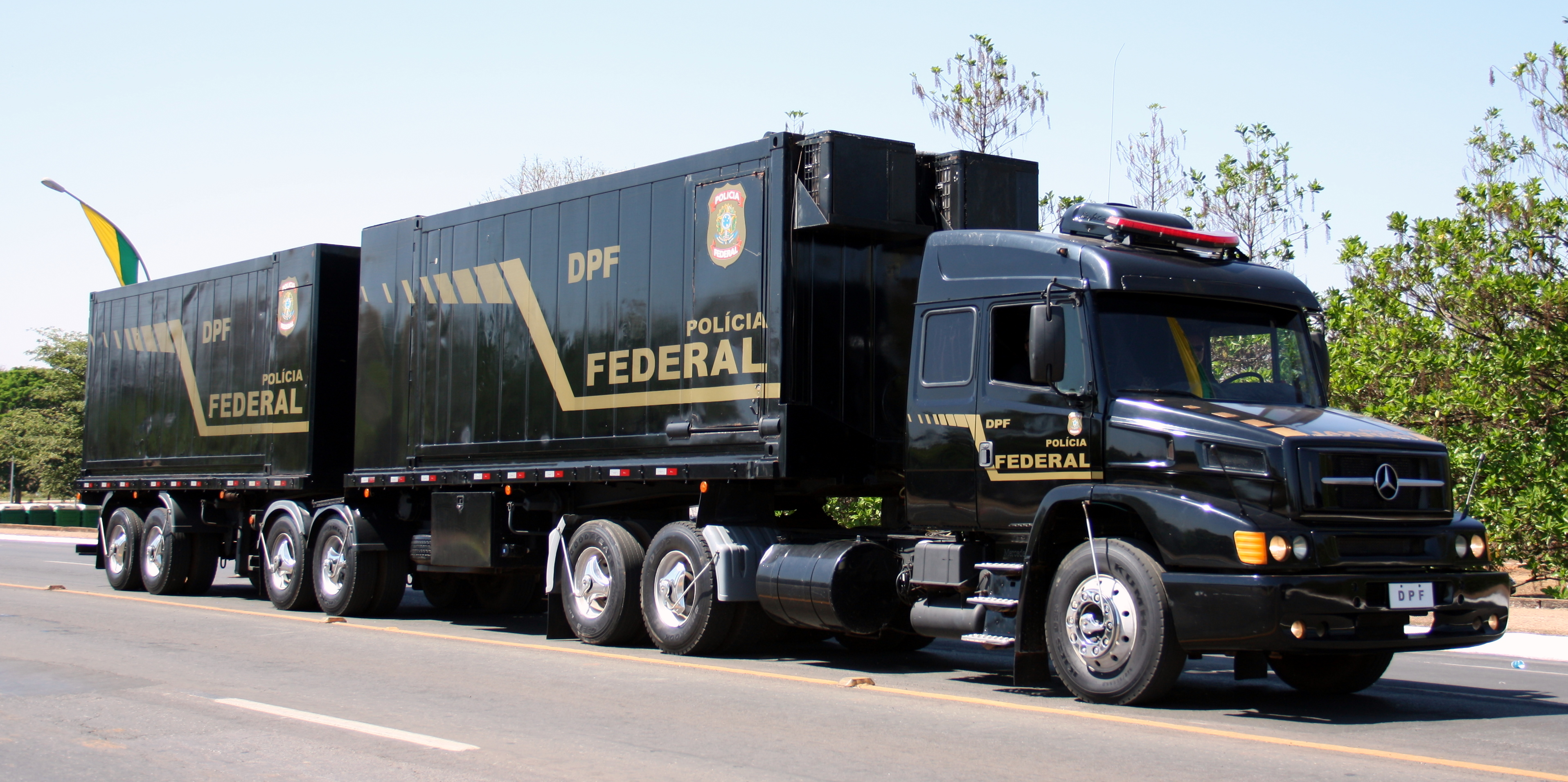
Atron Langhauber
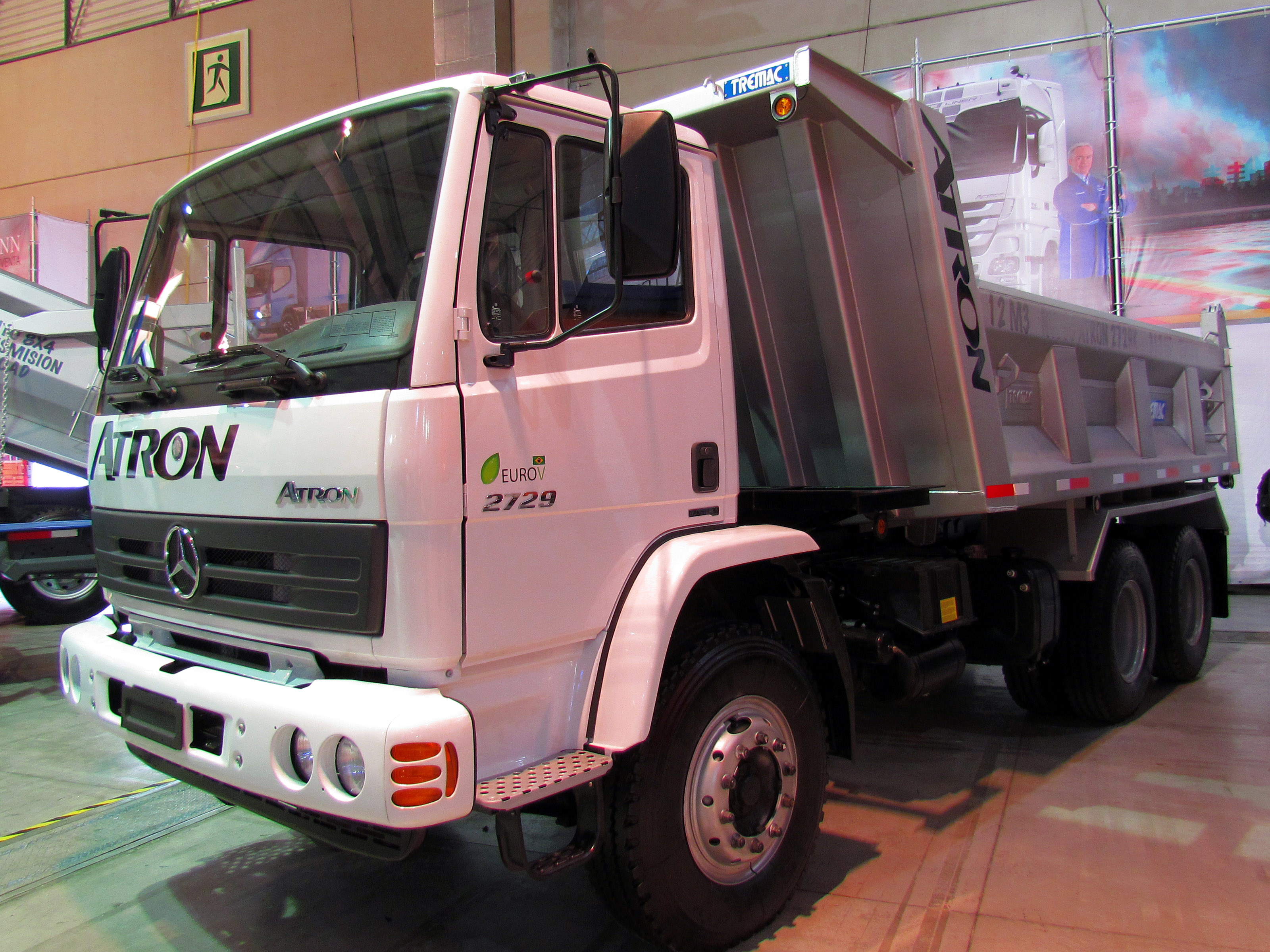
Atron Frontlenker (seit 2012)

#### Seit 1996: Actros

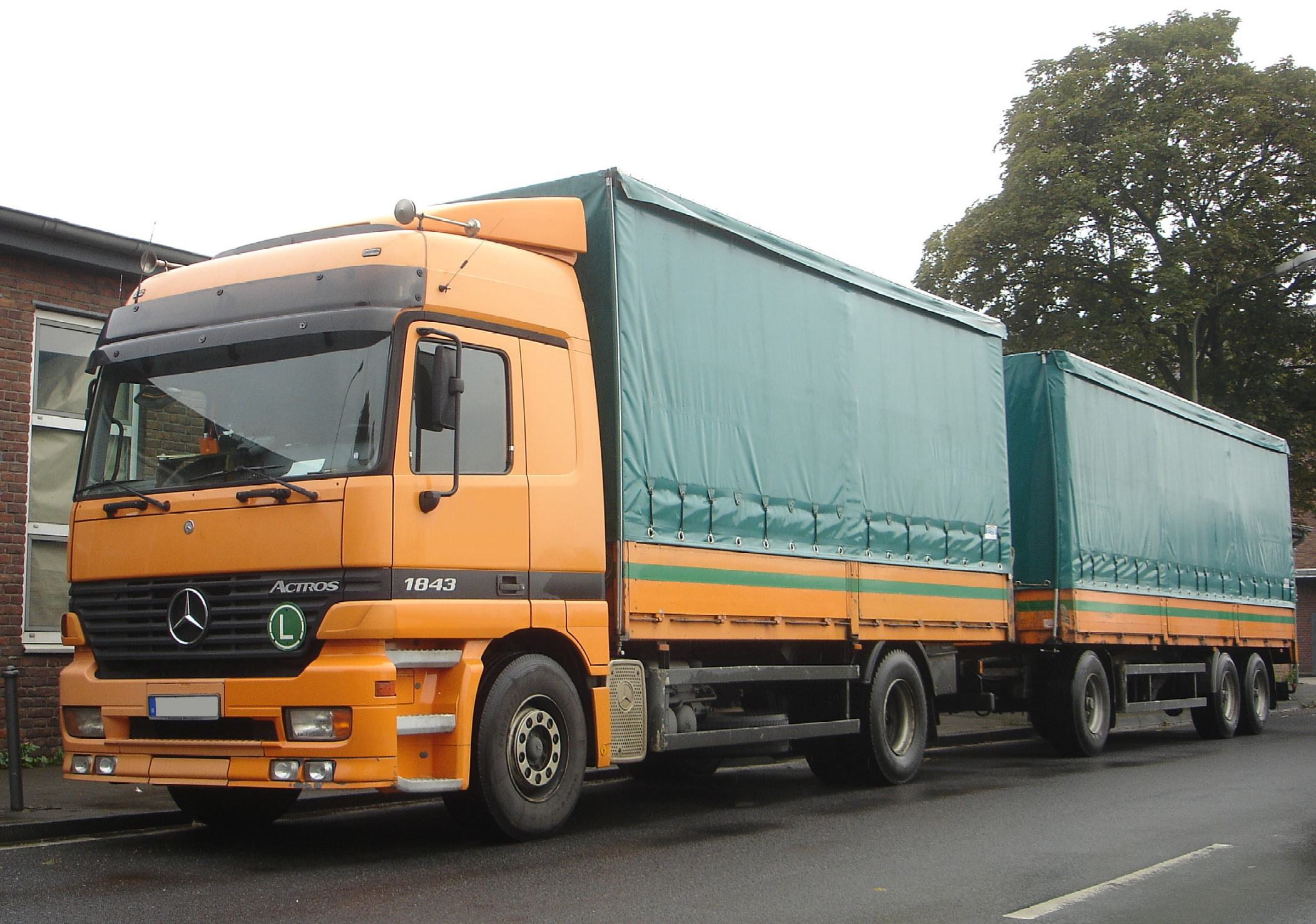
Actros Typ 1996
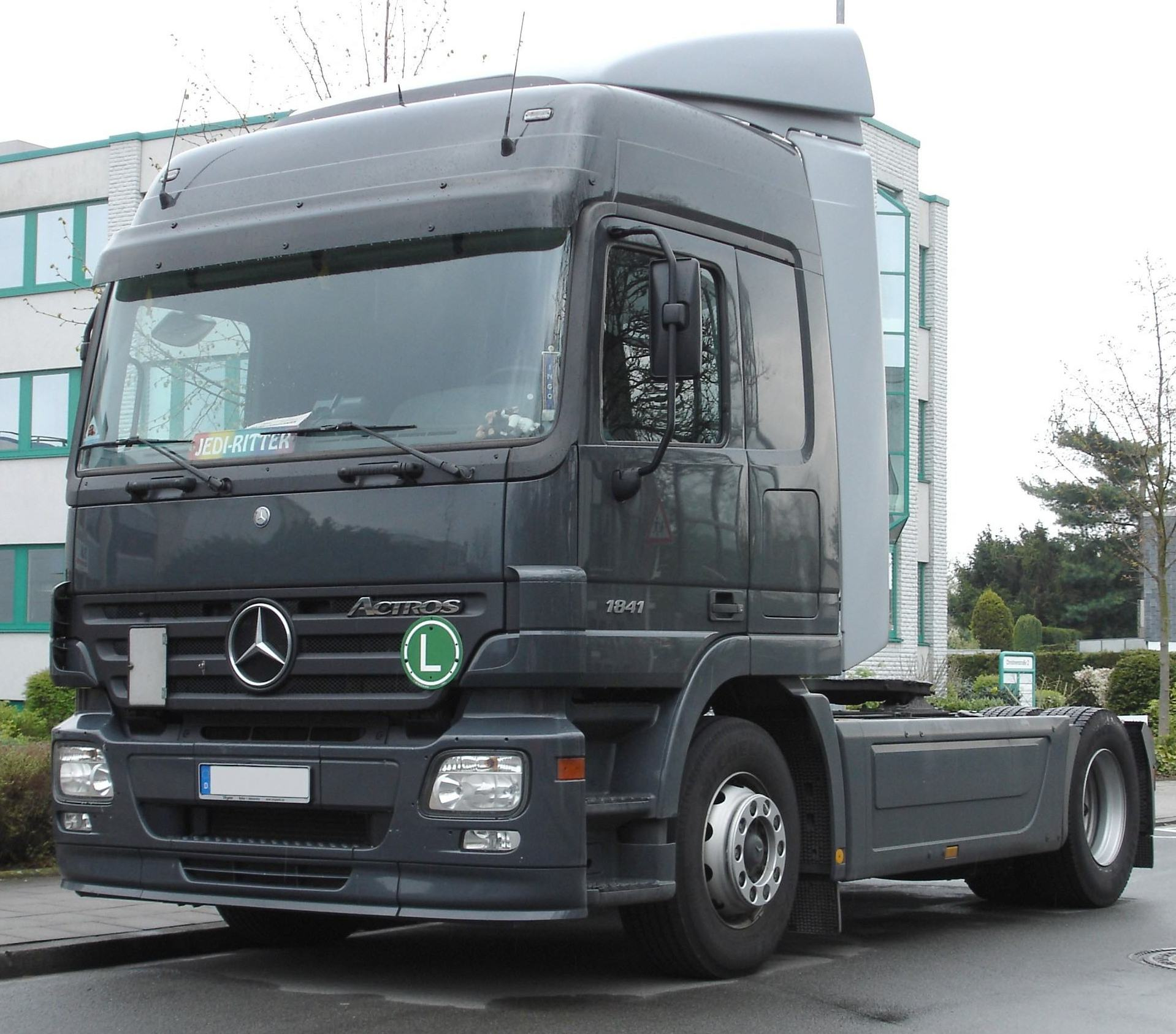
Actros (Facelift von 2003/MP2)
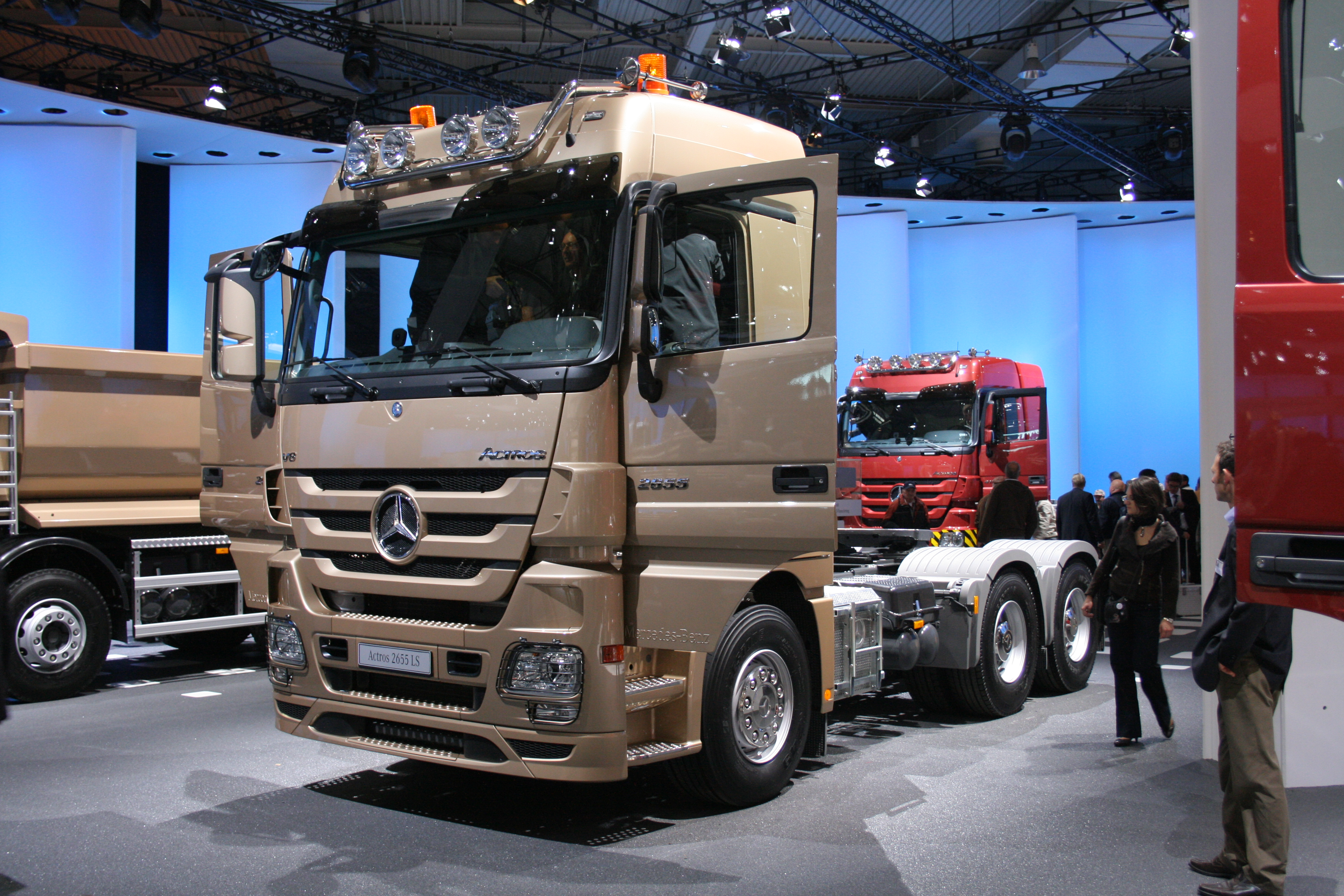
Actros MP3 (2008)
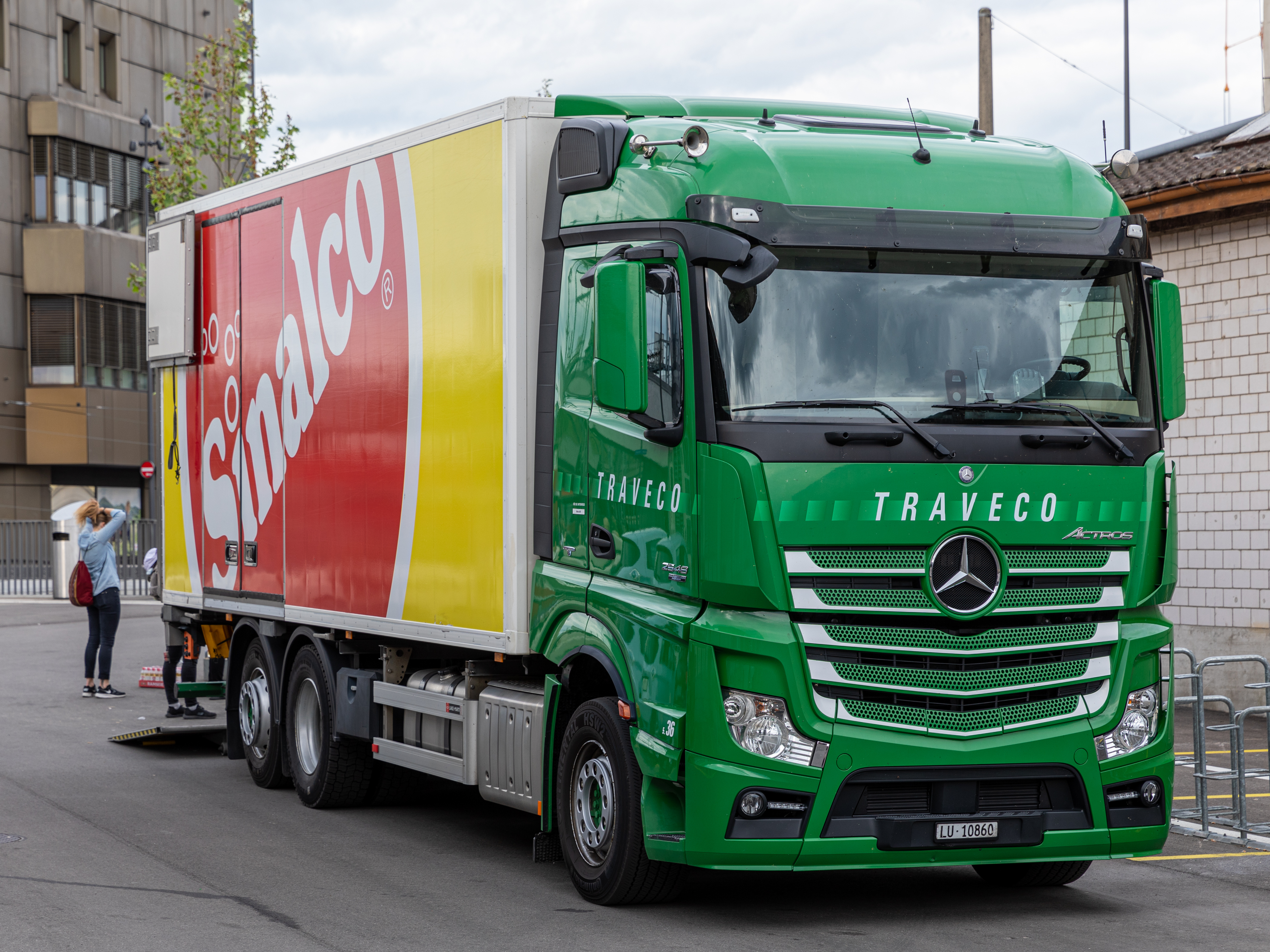
Actros SFTP

Eine neu konstruierte schwere Klasse erschien 1996 unter dem Namen Actros. Erstmals erhielten die schweren Fahrzeuge damit einen eigenen Namen. 2003 kam das Facelift Actros MP2. 2008 folgt das dritte Facelift Actros MP3. Seit 2011 ist die zweite Generation Actros (Neuer Actros, werksintern SFTP, Strategic Future Truck Program) auf dem Markt.

#### Seit 2001: Axor

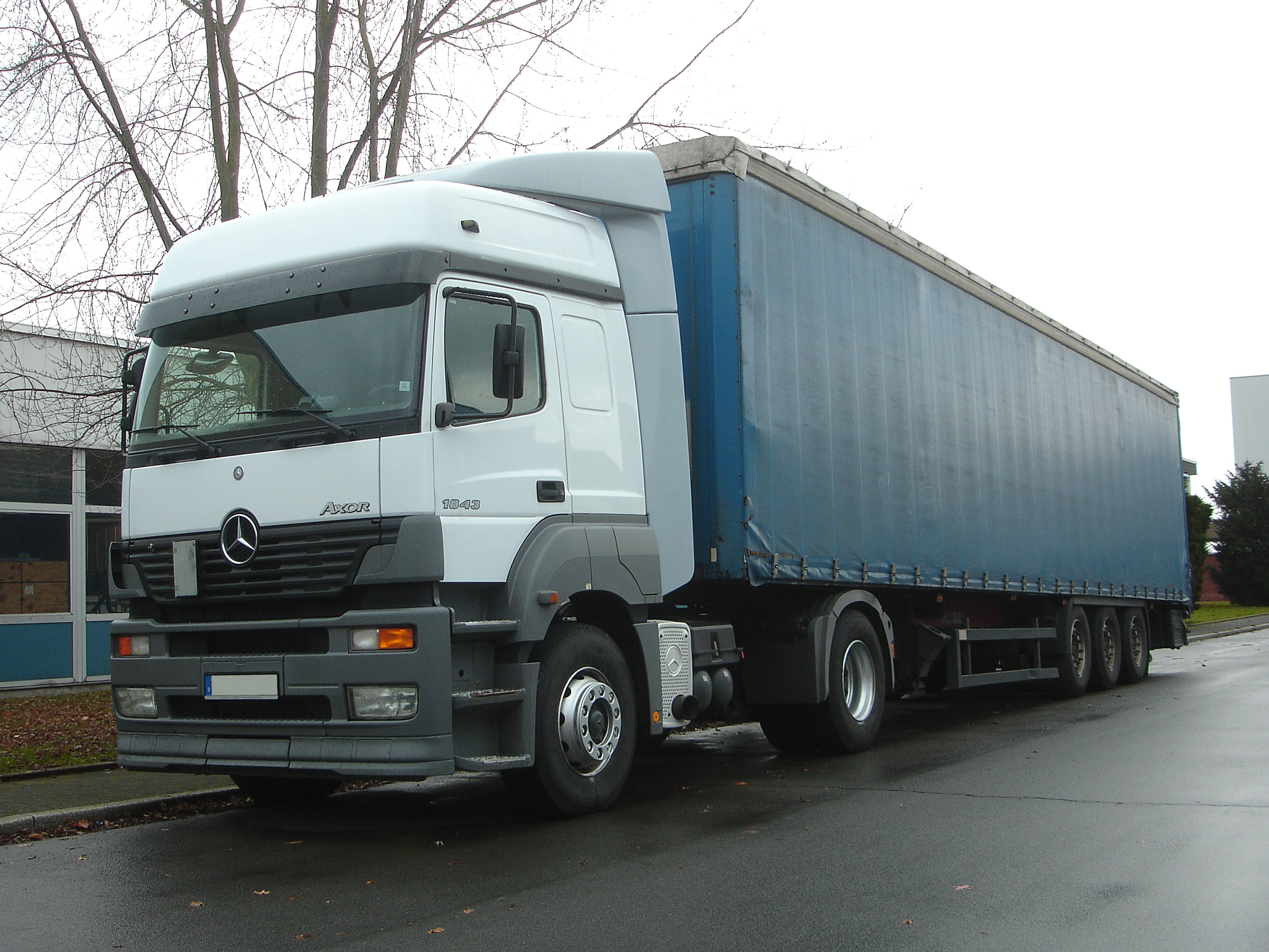
Mercedes Axor 1843 LH
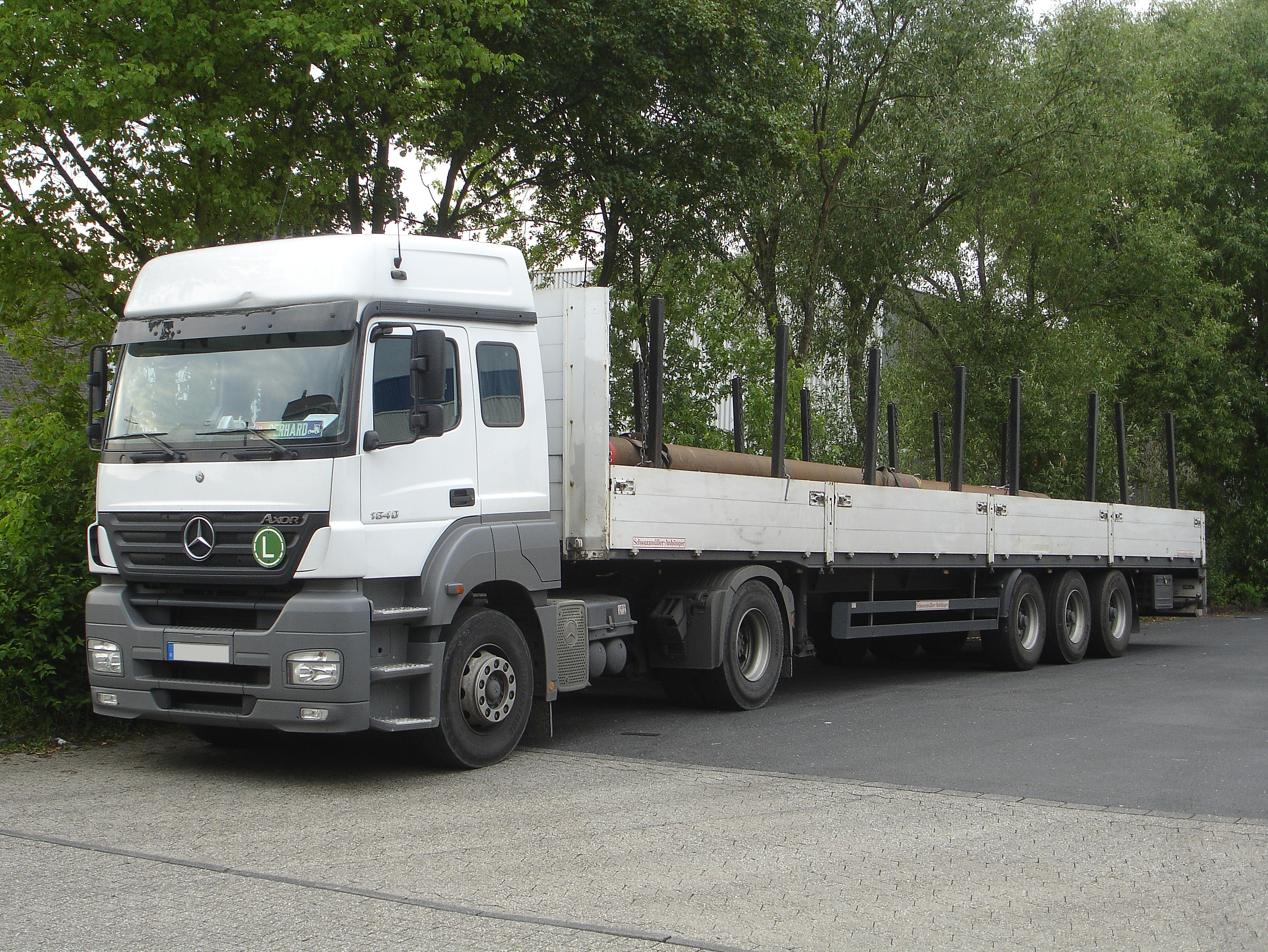
Mercedes Axor II 1840 LH (Facelift)
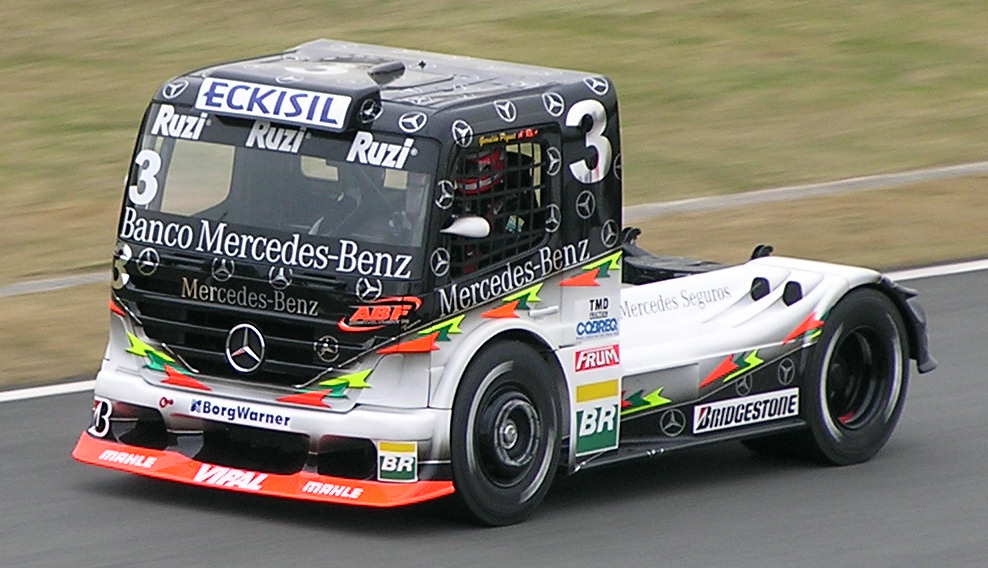
Axor als Renn-Truck
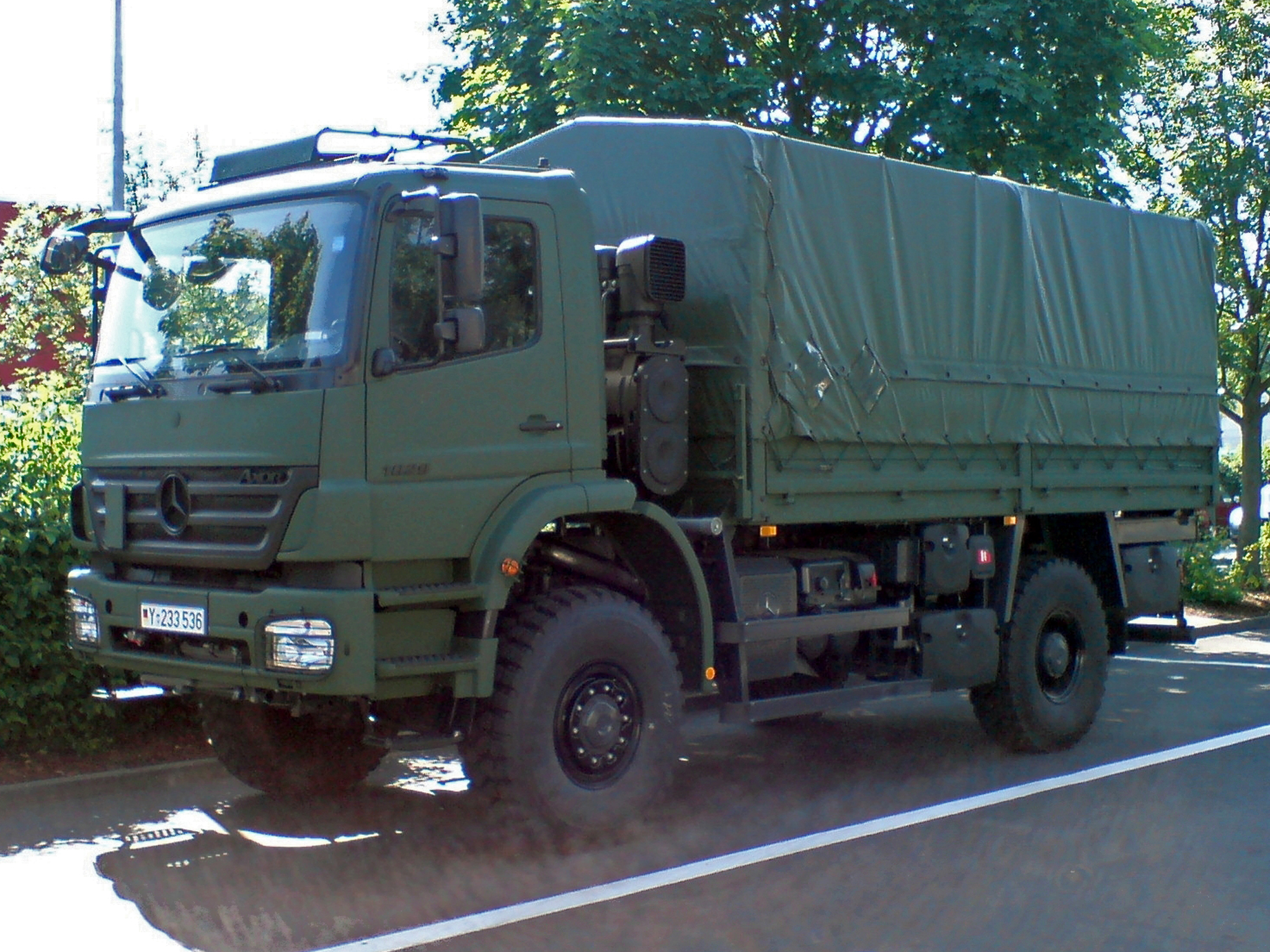
Axor 1829 A 4×4 als Militärfahrzeug

Die Axor-Baureihe löste 2001 die schweren Atego-Modelle ab und schließt die Lücke zwischen Atego und Actros. Im Jahr 2004 erfolgte ein Facelift des Axor.

#### Seit 2003: Accelo
Der Accelo ist ein für den brasilianischen bzw. südamerikanischen Markt bestimmtes LKW-Modell, welches in Europa nicht anzutreffen ist.

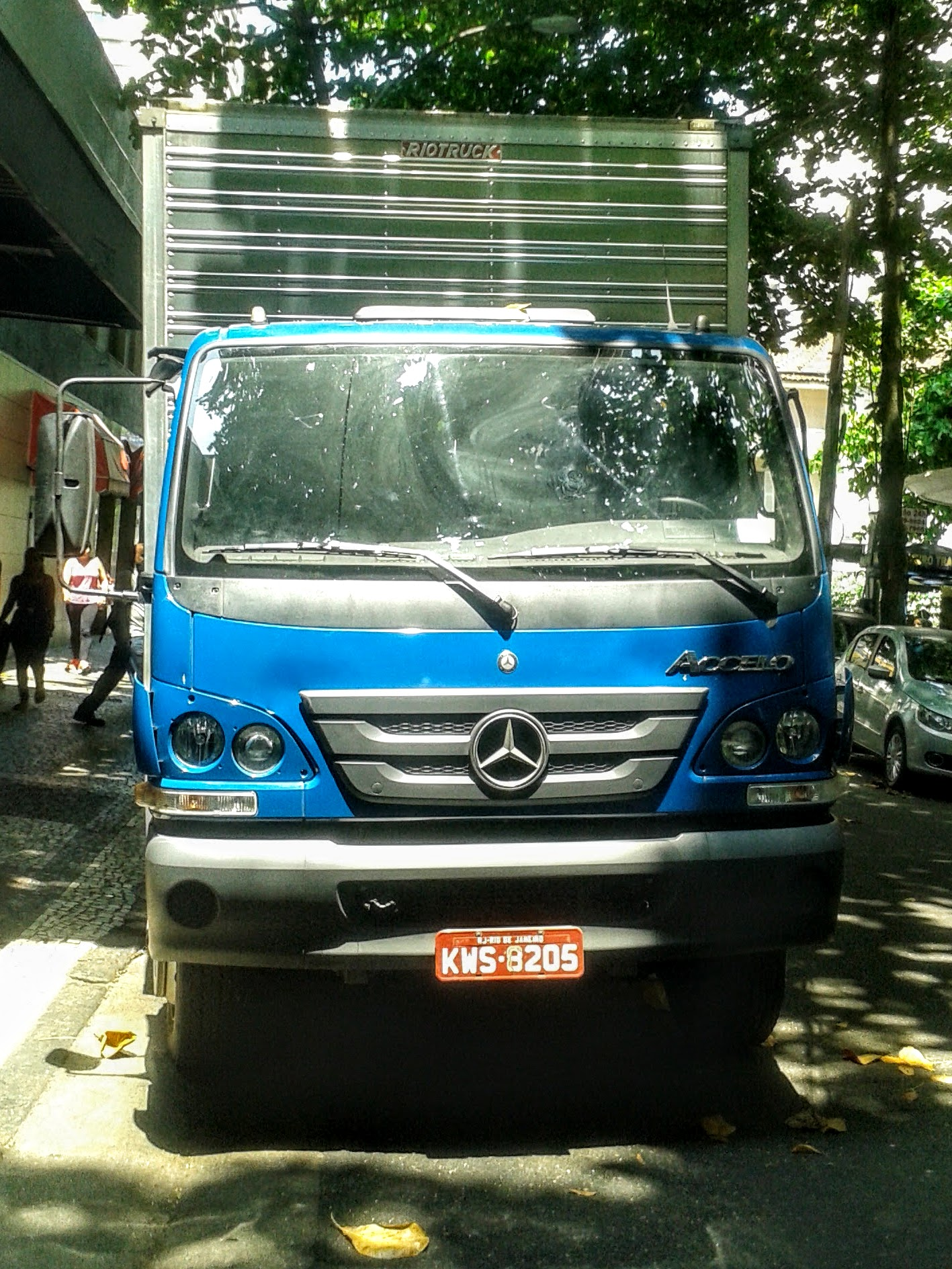
Mercedes-Benz Accelo

#### Seit 2012: Antos
Die Antos-Baureihe löst ab 2012 den Axor und den Actros im schweren Verteilerverkehr ab.

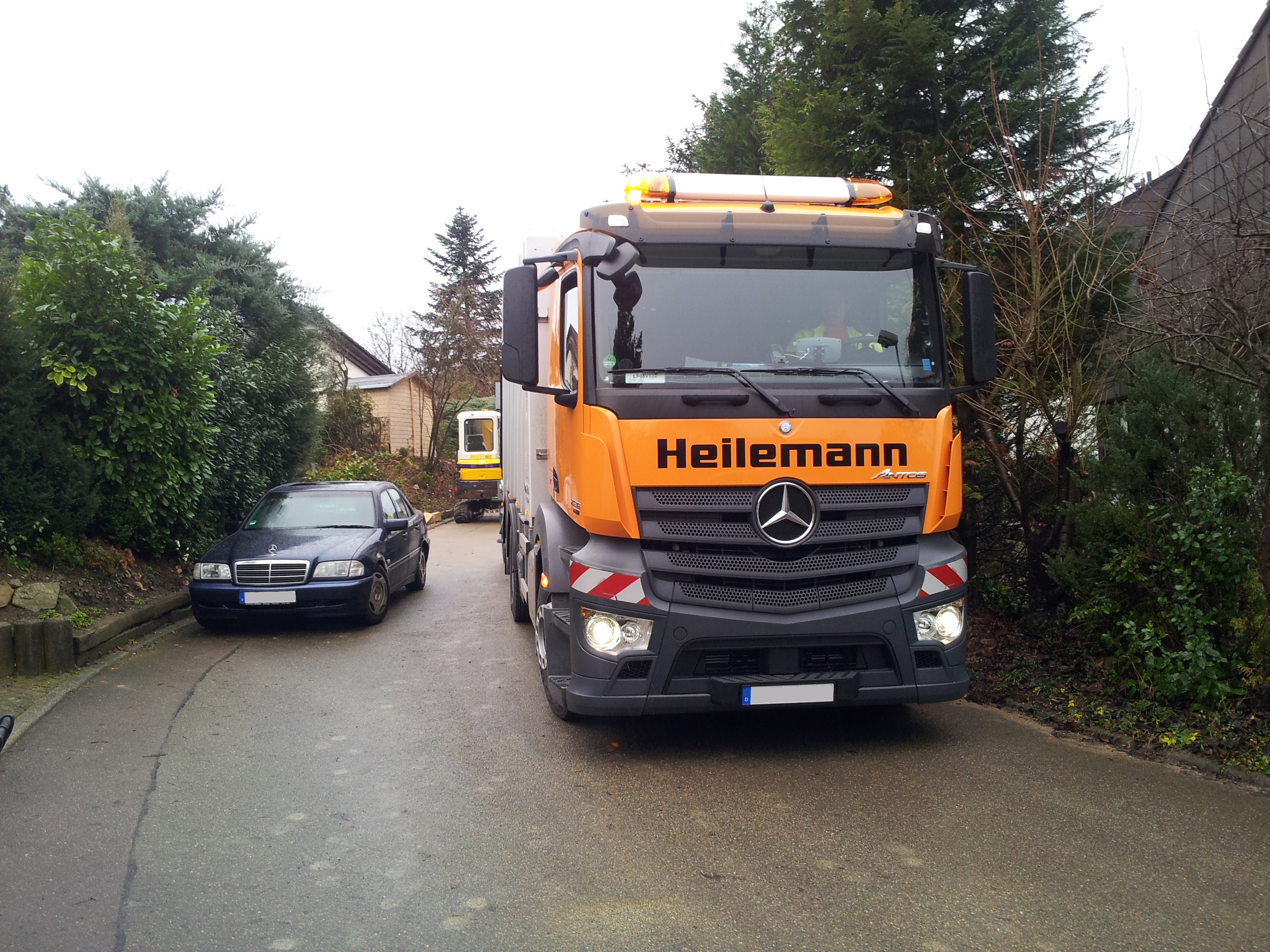
Mercedes-Benz Antos
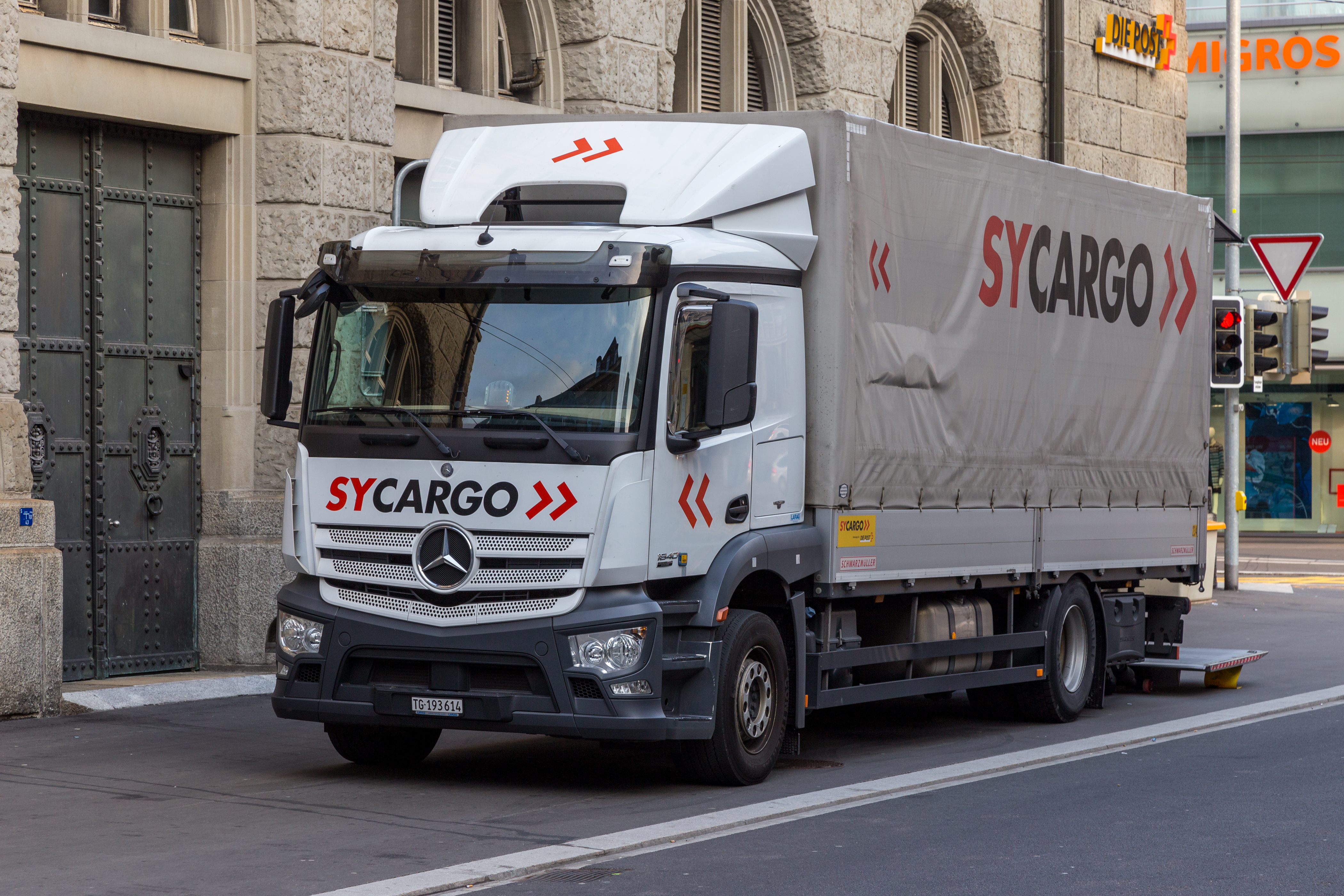
Antos 1840 Pritsche
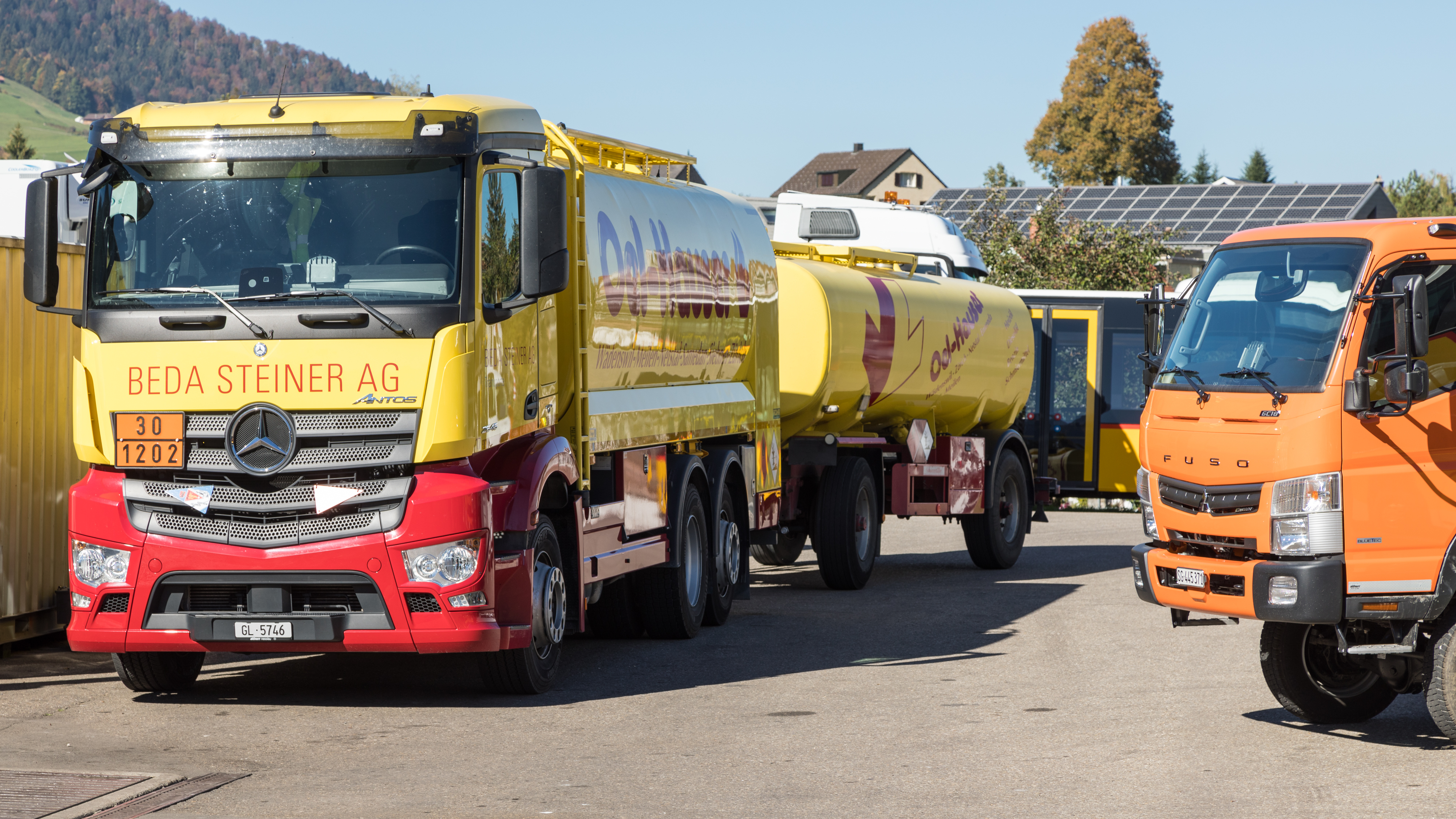
Antos 2545 mit 2,30m Kabine

#### Seit 2013: Arocs
Die Arocs-Baureihe löst ab 2013 den Axor und den Actros im Baustellenverkehr ab.

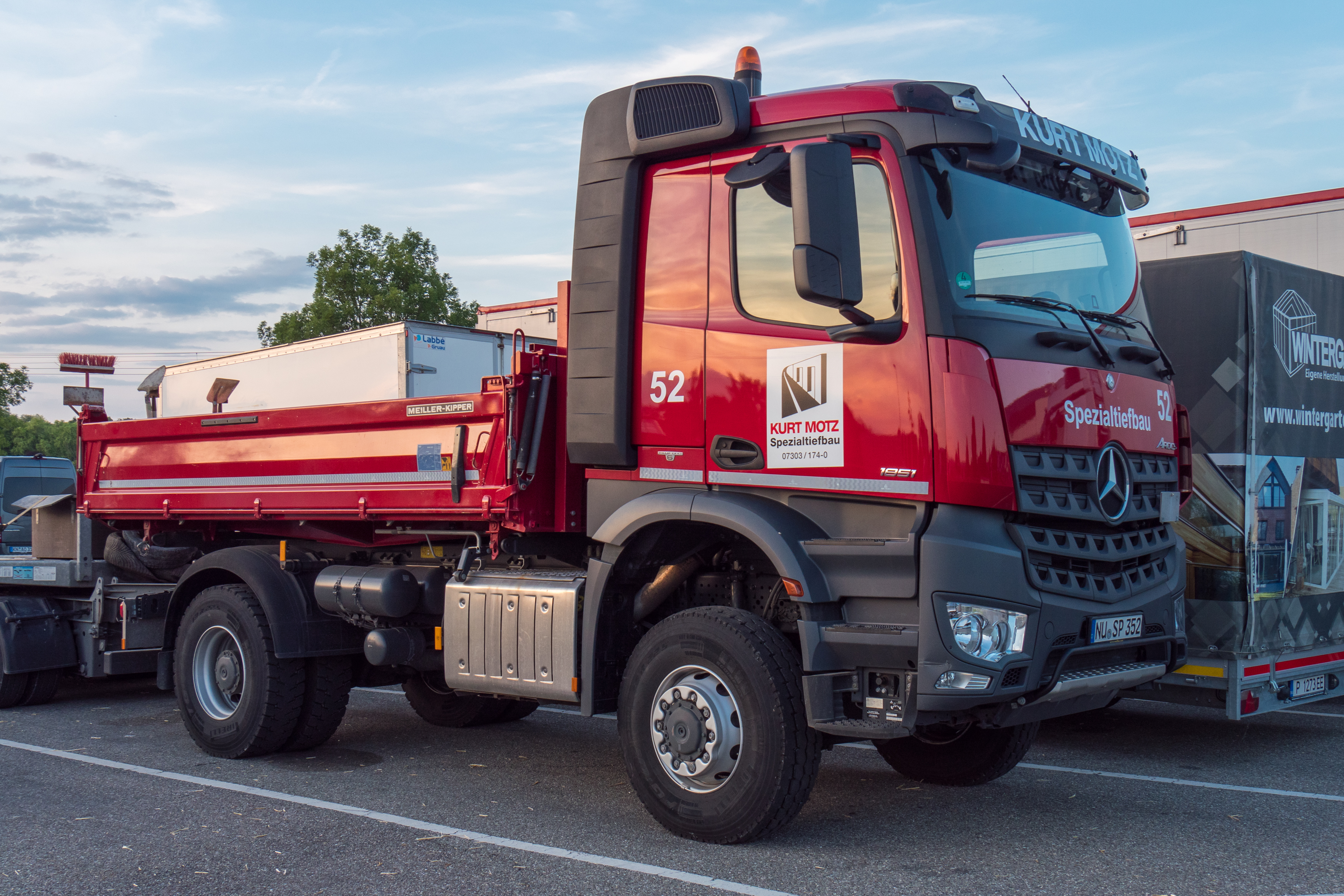
Arocs 1851
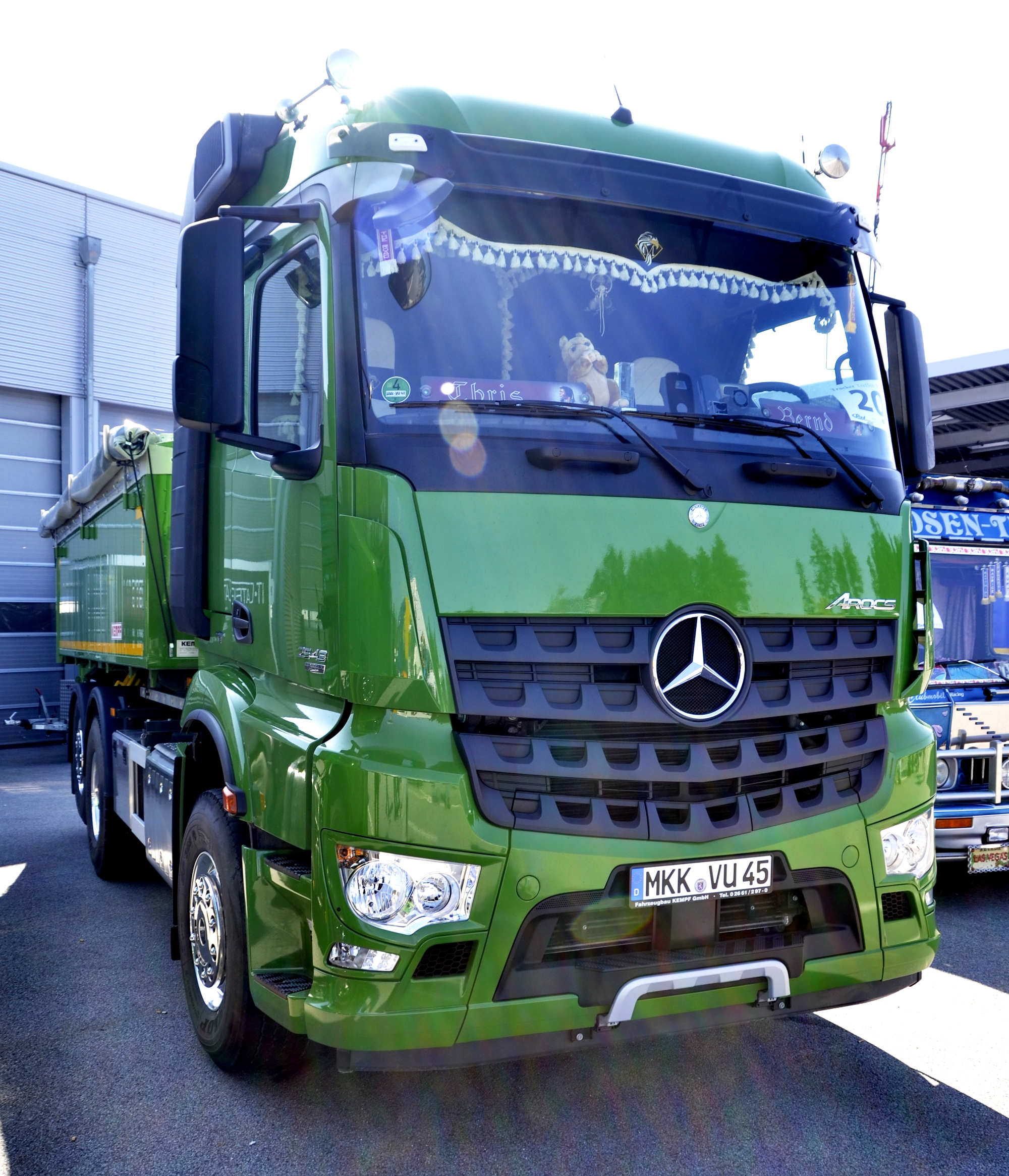
Arocs 2543
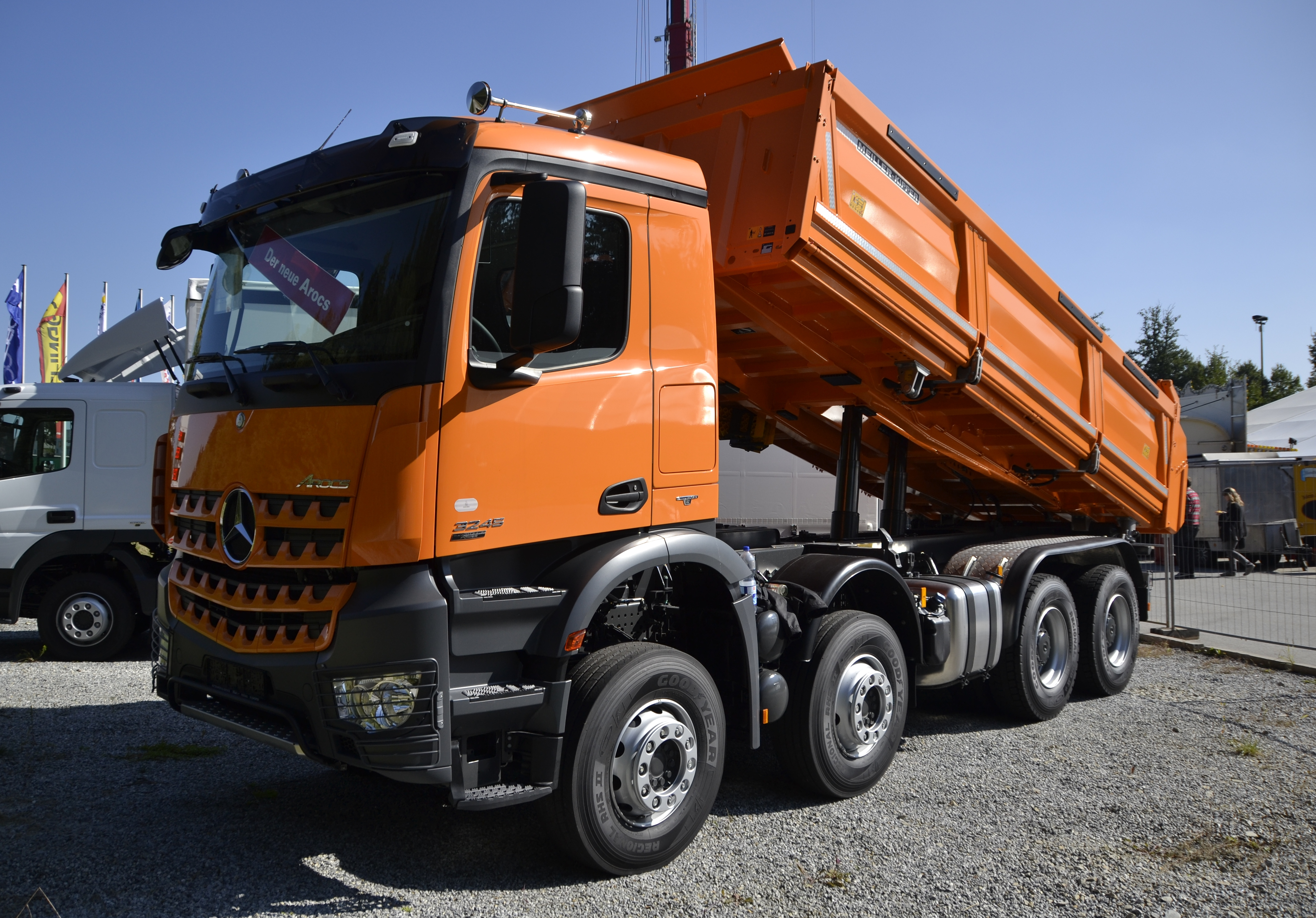
Arocs 3245

### Spezial-Lkw
Mercedes-Benz bietet weitere Lkw, die auch als Special Trucks vermarktet werden.
Hierzu gehören die hochgeländegängigen Fahrzeuge Zetros und Unimog, sowie die Sonderfahrzeuge Econic

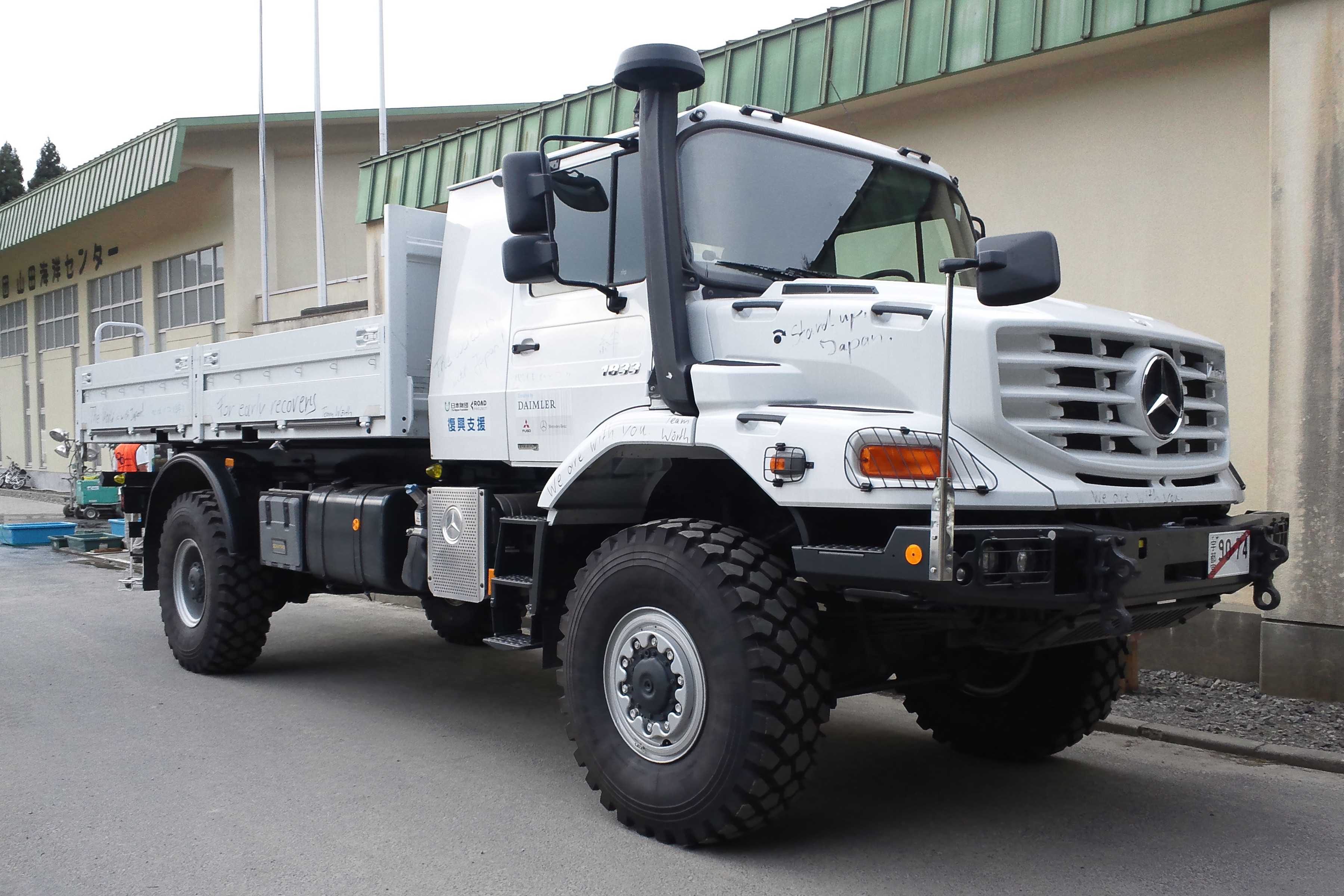
Zetros 1833
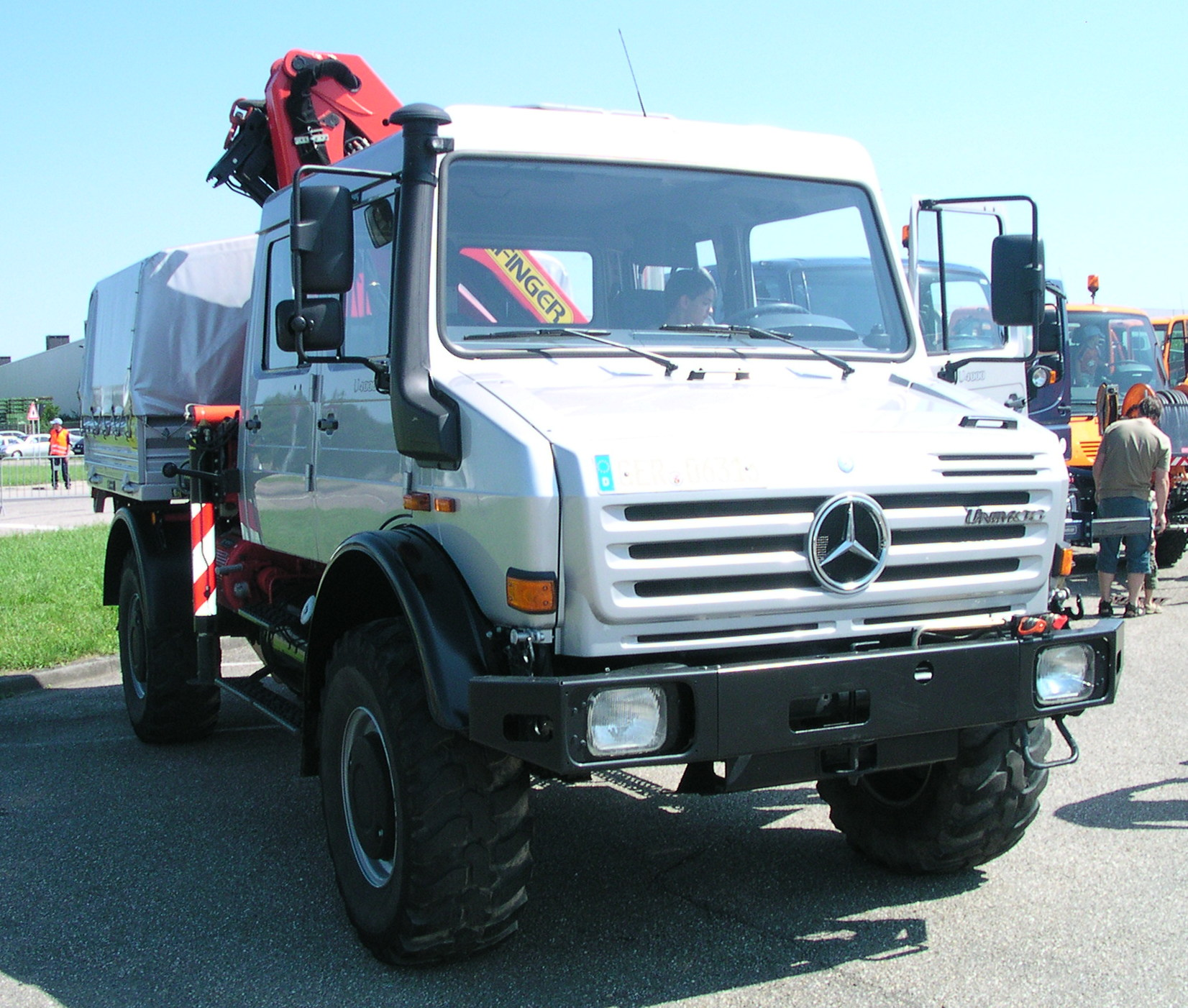
Unimog (Baureihe 437)
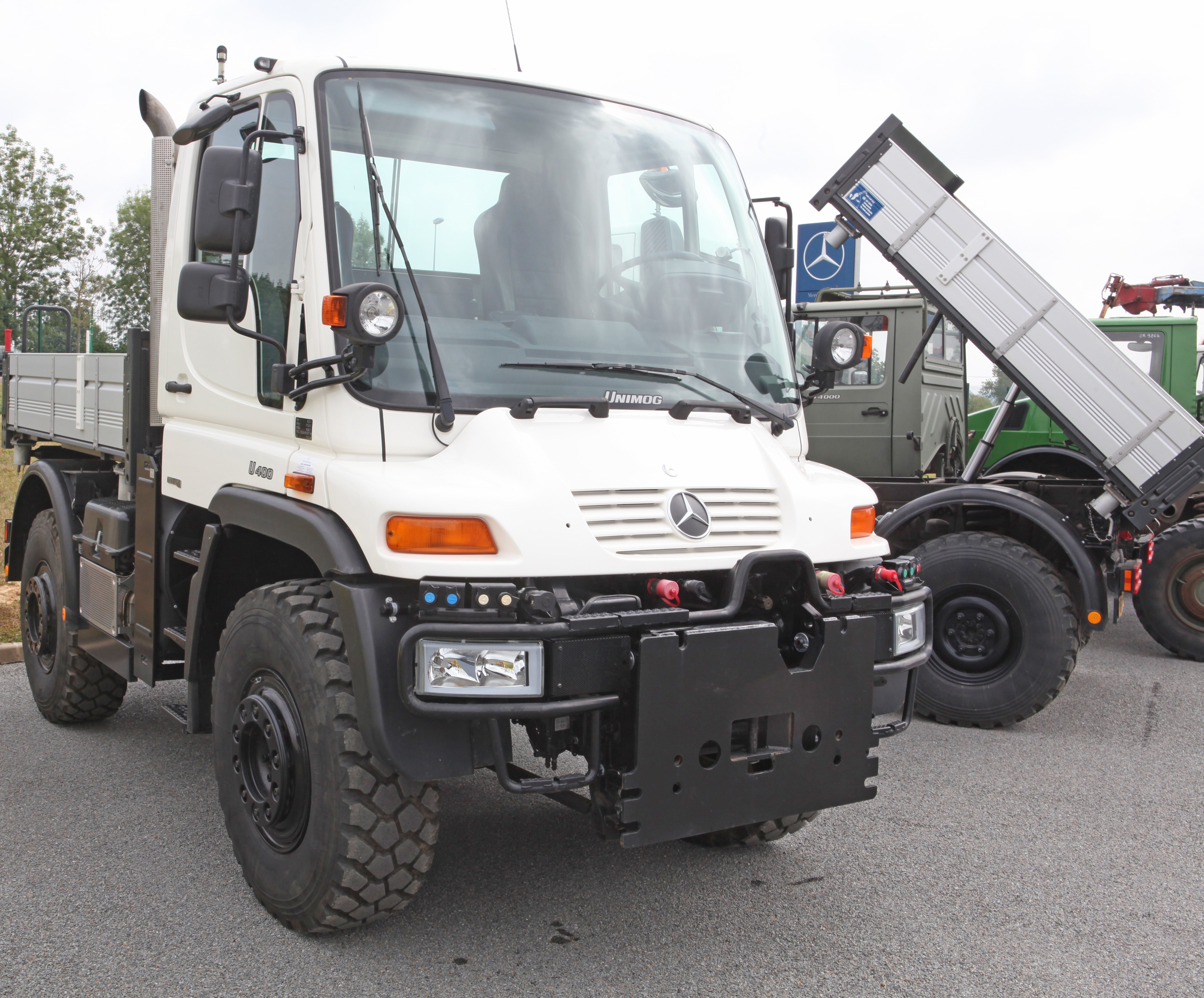
Geräteträger-Unimog (Baureihe 405)
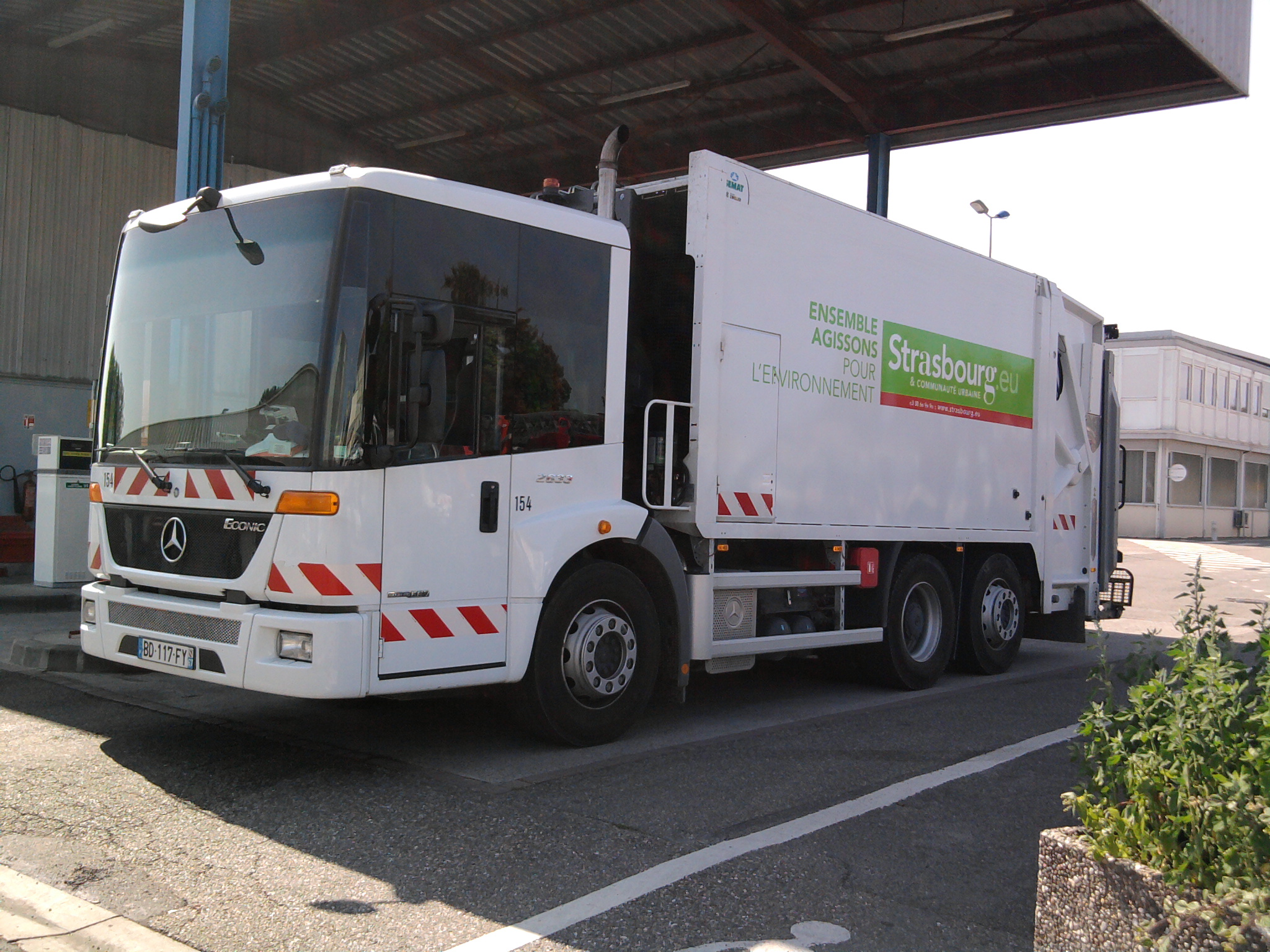
Econic 2633

## Produktionszahlen Lastwagen
| Jahr               | 1945  | 1946  | 1947  | 1948  | 1949  | 1950  | 1951   | 1952   | 1953   | 1954   | 1955   | 1956   |
| ------------------ | ----- | ----- | ----- | ----- | ----- | ----- | ------ | ------ | ------ | ------ | ------ | ------ |
| Angabe Oswald      | 1.037 | 2.019 | 2.406 | 4.688 | 5.517 | 6.914 | 11.140 | 13.447 | 12.279 | 13.415 | 17.997 | 20.200 |
| davon aus Mannheim |       |       |       |       |       |       |        |        |        |        |        |        |
| davon aus Gaggenau |       |       |       |       |       |       |        |        |        |        |        |        |

| Jahr               | 1957   | 1958   | 1959   | 1960   | 1961   | 1962   | 1963   | 1964   | 1965   | 1966   | 1967   |
| ------------------ | ------ | ------ | ------ | ------ | ------ | ------ | ------ | ------ | ------ | ------ | ------ |
| Angabe Oswald      | 17.256 | 17.785 | 23.945 | 30.412 | 28.929 | 29.882 | 33.503 | 33.805 | 36.758 | 41.424 | 31.533 |
| davon aus Mannheim |        |        |        |        |        |        |        |        |        | 0      | 0      |
| davon aus Gaggenau |        |        |        |        |        |        |        |        |        |        |        |
| davon aus Wörth    | 0      | 0      | 0      | 0      | 0      | 0      | 0      | 0      | ~ 800  |        |        |
| davon CKD Welt     |        |        |        |        |        |        |        |        |        | 538    |        |

| Jahr            | 1968   | 1969   | 1970   | 1971   | 1972   | 1973   | 1974   | 1975    | 1976    | 1977   | 1978   |
| --------------- | ------ | ------ | ------ | ------ | ------ | ------ | ------ | ------- | ------- | ------ | ------ |
| Angabe Oswald   | 41.960 | 52.988 | 65.254 | 63.459 | 63.070 | 72.962 | 81.548 | 105.762 | 098.832 | 95.543 | 81.777 |
| Angabe Wörth    | 42.466 | 53.522 | 65.732 | 64.191 | 63.719 | 73.519 | 83.247 | 105.203 | 100.171 | 98.221 | 84.068 |
| davon aus Wörth | 33.744 | 42.304 | 51.301 | 51.182 | 52.286 | 57.977 | 59.232 | 080.636 | 076.282 | 74.350 | 61.116 |
| davon CKD Welt  | 08.722 | 11.213 | 14.431 | 13.009 | 11.433 | 15.542 | 24.015 | 024.557 | 023.890 | 23.871 | 22.952 |

| Jahr                | 1979   | 1980    | 1981    | 1982    | 1983    | 1984    | 1985   | 1986   | 1987   | 1988   | 1989   |
| ------------------- | ------ | ------- | ------- | ------- | ------- | ------- | ------ | ------ | ------ | ------ | ------ |
| Angabe Oswald       | 90.008 | 099.501 | 107.142 | 101.446 | 075.845 | 068.008 |        |        |        |        |        |
| Angabe Wörth        | 92.007 | 102.049 | 110.125 | 104.302 | 93.646  | 76.072  | 83.019 | 69.677 | 72.296 | 82.422 | 87.019 |
| davon aus Wörth     | 73.620 | 076.605 | 076.475 | 071.847 | 65.994  | 56.654  | 58.495 | 57.838 | 61.149 | 65.541 | 75.013 |
| davon CKD Welt      | 18.387 | 025.444 | 033.550 | 032.455 | 27.316  | 12.090  | 07.425 | 04.452 | 01.631 | 06.146 | 03.717 |
| davon PTS Teilesatz | 0      | 0       | 0       | 0       | 00.336  | 07.325  | 17.099 | 06.377 | 09.516 | 10.755 | 08.287 |

| Jahr                | 1990   | 1991    | 1992   | 1993   | 1994   | 1995   | 1996   | 1997   | 1998   | 1999 | 2000 |
| ------------------- | ------ | ------- | ------ | ------ | ------ | ------ | ------ | ------ | ------ | ---- | ---- |
| Angabe Wörth        | 94.676 | 102.032 | 88.567 | 57.093 | 61.488 | 77.045 | 62.212 | 84.919 | 92.613 |      |      |
| davon aus Wörth     | 74.020 | 086.914 | 65.823 | 49.398 | 52.385 | 69.386 | 55.481 | 67.748 | 78.652 |      |      |
| davon CKD Welt      | 05.455 | 004.505 | 03.251 | 01.772 | 03.888 | 02.209 | 01.327 | 02.604 | 03.981 |      |      |
| davon PTS Teilesatz | 15.201 | 010.612 | 19.513 | 05.923 | 05.242 | 05.450 | 05.404 | 14.567 | 09.980 |      |      |

Quelle: Benz: Mercedes-Benz Personenwagen 1945-1985, Werk Wörth - Ein Werk im Wandel

## Jubiläen Lastwagen
- 16.12.1960 der 200.000 LKW aus Mannheim
- 1957 wurde der 100.000 Diesel LKW hergestellt
- 20.12.1967 Der letzte von 115.792 Mercedes-LKW, die seit der Fusion von Daimler und Benz in Gaggenau hergestellt wurden, lief vom Band
- 28.07.1975 der 500.000 LKW aus Wörth
- Ende 1980 der 1.000.000 LKW aus Wörth
- 19.12.1984 letzter LP (65-84) Gesamtproduktion 301.730
- 05.11.1991 der 1.500.000 LKW aus Wörth
- 22.12.1995 letzter Rundhauber (65-95) Gesamtproduktion 609.590
- 22.12.1995 Pilotserie SKN
- 03.08.1999 100.000 Actros

Quelle: Werk Wörth - Ein Werk im Wandel, Mercedes-Benz-Presseinformation

## Typenbezeichnungen

### Bis 1954
Die Fahrzeuge erhielten eine Bezeichnung aus einem oder mehreren Buchstaben und einer Zahl (z. B. L 3500). Der erste Buchstabe war stets ein L (für Lastkraftwagen), teilweise folgten dem L weitere Buchstaben, die Auskunft über die Art des Fahrzeugs hatten (siehe unten). Die folgende Zahl entsprach in etwa der Nutzlast des Fahrzeugs in kg.

### 1954–1963
Die Buchstabenkombination blieb, die folgende Zahl entsprach nun jedoch den internen Konstruktionsnummern (z. B. L 315), die sich nicht nach Gewicht und Motorisierung richteten.

### Seit 1963
Am 12. September 1963 haben sich die Typenbezeichnungen für alle Mercedes-Benz Lkw geändert. Die Buchstabenkombination (siehe unten) wurde zunächst beibehalten. Im Gegensatz zu den bisherigen Zahlen – es waren seit 1954 die Entwicklungsnummern der einzelnen Baumuster – enthalten die neuen Kennzeichnungen auf- bzw. abgerundete Angaben über Größe und Leistung der Fahrzeuge. Die neue Typenbezeichnung wird aus dem zulässigen Gesamtgewicht (nicht mehr der Nutzlast) und aus der Motorleistung gebildet. Die erste Ziffer – und bei den vierstelligen Bezeichnungen die beiden ersten Ziffern – kennzeichnet das Gesamtgewicht in Tonnen, die beiden letzten Ziffern bedeuten 10 % der Motorleistung in PS.
Mit der Einführung der „Neuen Generation“ 1973 wurden die Buchstaben dieser Serie hinter die Zahl gesetzt, wobei die Buchstaben L und P entfielen. Das gleiche Verfahren wurde bei der Einführung der LK-Typen angewendet, die übrigen Fahrzeuge behielten ihre Bezeichnungen jedoch.
Mittlerweile werden die Fahrzeuge zusätzlich mit Namen versehen (z. B. Actros).

### Buchstabenkombinationen
- L: Lastwagen, (z. B. L 6600)
- A: Allradfahrzeug (z. B. LA 3500)
- B: Betonmischfahrzeug (z. B. LB 327)
- F: Feuerwehrfahrzeug (z. B. LF 311)
- G: Militärfahrzeug (z. B. LG 312), G stand für Gelände
- K: Kipper (z. B. LK 311)
- Ko: Kommunalfahrzeug (z. B. LKO 322)
- L: Hinterachse luftgefedert (wird am Ende angehängt, z. B. LPL 2232)[12]
- M: Müllwagen (z. B. LM 312)
- O: Omnibus (z. B. LO 2000)
- P: Frontlenker-Lkw (z. B. LP 312), P stand für Pullman
- S: Sattelzugmaschine (z. B. LS 312)
- Z: Fahrzeug für Getränketransporter, Z stand für Zentralrohrrahmen

Ein „LAPK“ wäre zum Beispiel ein Frontlenker-Kipper mit Allradantrieb.
Fehlte das „P“ in der Typbezeichnung, handelte es sich um ein Hauben-Fahrzeug. Einigen Fahrzeugen wurde „Sa“ für „Sattelzugmaschine“ hinter die Zahl gestellt.
Die Buchstabenkombination „O“ kann auch bedeuten, dass das Fahrgestell zum Beispiel auch für Omnibusse verwendet werden konnte. Wie im Beispiel angegeben, bestand eben unter anderem bei dem Modell „Lo 2000“ die Möglichkeit, das Fahrgestell auch als Omnibusfahrgestell zu verwenden.

## Aktuelle Modellreihen
- Accelo für Verteilerverkehr, Mittelstreckenverkehr (Variante des Mitsubishi Fuso Canter für Mercedes-Benz Brasilien)
- Actros für Fernverkehr
- Antos für schweren Verteilerverkehr
- Arocs für Bauverkehr und Schwerlasttransport
- Atego für Verteilerverkehr, leichter Fernverkehr, Baustellenverkehr, Feuerwehr- und Kommunaleinsatz
- Atron für Verteilerverkehr, Mittelstrecken- und Fernverkehr (für Mercedes-Benz Brasilien)
- Axor für schweren Verteilerverkehr, Fernverkehr und Baustellenverkehr
- Econic für Kommunaleinsatz, Sonderfahrzeuge, Verteilerfahrzeuge, Feuerwehrfahrzeuge
- Unimog als hochgeländegängige LKW, Zugmaschine, 2-Wege-Fahrzeuge und Geräteträger
- Zetros als schwere, hochgeländegängige LKW